# 偶像夢幻祭
《偶像夢幻祭》是由樂元素旗下Happy Elements K.K.所製作的一款偶像養成類手機遊戲。遊戲圍繞“青春、偶像”等主題，玩家將扮演一名精明幹練的女性『製作人』，與十五個風格各異的偶像團體的成員一起展開一場精彩無比的偶像之路。
該遊戲以偶像為主題，通過玩家參與音樂節奏遊戲關卡，獲取經驗值和數值升級道具，為自己的偶像升級。同時，通過遊戲活動和抽獎系統，獲取偶像新卡面，利用道具解鎖卡面中所包含的服裝與故事、背景等元素。該遊戲通過 3D 渲染加動作捕捉技術，通過偶像登台獻唱的形式，為玩家提供相當強的氛圍感。
作品中的時間線分為三個時期，包括講述夢之咲學院生活的『！』時期與ES生活第一年與第二年的『！！』時期，過去主要腳本由輕小說作家日日日所擔任寫作，其他故事亦有由結城由乃、ゆーます與Happy Elements K.K.旗下作家等參與寫作。遊戲採用了live2D技術讓人物更加生動，同時聲優陣容十分華麗。後續衍伸出大量媒體展開作品，包括輕小說、漫畫、動畫、舞台劇（あんステ）等內容，並推出聲優演唱會（スタステ、スタフォニ）與角色3DCG演唱會（スタライ）等音樂性質實體活動。
2020年3月時進行第一次遊戲大型更新，於日本地區推出全新改版作『Basic』與全新續作『Music』。臺灣與中國大陸的『偶像夢幻祭』未有改版作『Basic』並且先後停運，但宣佈推出『偶像夢幻祭2』，該版本對應日本地區的『Music』。中國大陸原定2020年10月12日停運『偶像夢幻祭』，但因離線版尚未過審而延後停運，之後在11月13日宣佈上架離線版並且定於11月19日上午11點停運，但因iOS離線版上架協調問題，在停運時間前不到半小時再度延後停運，最後於11月23日宣佈iOS離線版上架並且於12月10日上午11點正式停運，而離線版的下載與數據遷移則於12月31日上午11點關閉。2025年4月時宣佈將在遊戲十週年時進行第二次大型更新，並將遊戲LOGO更新且將遊戲標題更名為『あんさんぶるスターズ！！Bright me up!!』。
遊戲和同樣由Happy Elements K.K.製作、日日日擔任腳本的「あんさんぶるガールズ!」有部分世界觀是相通的。

## 故事

### 『！』
男子偶像養成的專門學校『私立夢之咲學院』，在新的學年『偶像科』轉入了第一個的女學生（由玩家所扮演，通稱『轉校生』），『轉校生』將在個性豐富的偶像們之中進行培訓製作，發展出青春日常的校園故事。
- 第一部主線講述，轉校生的同班同學所屬的『Trickstar』，因不滿學生會所設立的『夢幻祭』制度，進而引起的革命。最後，『Trickstar』在其他團體的幫助下，成功與學生會長——天祥院英智所屬的『fine』在【DDD】上一戰，並取得勝利，獲得『SS』的學園代表出賽權。

- 第二部主線講述，『Trickstar』分別在【Summer Live】、【Autumn Live】與『Eve』和『Adam』的相遇。在過程中，『Trickstar』近一步認識了自己的優點和缺點，並逐漸了解到偶像界的過去。在夢之咲學院的夥伴支持下，他們挑戰了『SS』的大舞台，但與此同時，由『Adam』與『Eve』兩者合併而成的『Eden』其所屬的『COSMIC PRODUCTION』正策劃著揭露過去的『明星事件』，企圖打擊『Trickstar』，但在夥伴們的陪伴下，他們依然在『SS』上拿下優勝，締造了『奇蹟』。

- 第三部主線講述，雜誌企劃『Saga計畫』以復甦傳奇偶像——佐賀美陣為由，希望以現役高中男子偶像一起活動。最後在各學年選出『流星隊』的守澤千秋、『fine』的姬宮桃李、『Trickstar』的冰鷹北斗，並組成名為『Rain-bows』的『臨時團體』，展開一連串的偶像活動。

### 『！！』
『！』一年後的故事，延續『！』中『Link♪從這裡開始的交響曲』中講述以夢之咲學院的畢業生為中心，在名為『Ensemble Square』的新環境下，加入四間不同的事務所，使ES成為偶像界的發展中心。玩家（通稱『製作人』）將加入以培訓輔佐偶像的中立機構——『P機關』，為偶像提供各方面支援。
- 第一部主線講述，隸屬於『STARMAKER PRODUCTION』，以天城一彩為首被稱為『差等生』的四人，被天祥院英智告知若不好好交些成績便會解雇他們為故事展開，並與另一群被稱作ES『問題生』的偶像團體——『Crazy:B』開始一場席捲ES的風暴。

- 第二部主線講述，如期於年末舉行的偶像界盛事『SS』，這次將會在日本各地舉辦『預選賽』，通過預選賽的團體則可晉級『決賽』。ES的偶像們將各自作為競爭對手在各地上演一場激烈的演唱會對決。不過，此時卻出現了一名自稱『守門人』的男子，誓言將作為『門衛』審視偶像們是否具備偶像的價值。

- 第1.5部主線講述，於春天成立的『製作科』來了一名叫做黑根棺的神秘男性『製作人』，因為一場意外而與其相識的『製作人』成為了提拔他的存在。在春夏秋冬的種種危機中，流傳於校園的『夢之咲七大不可思議』一一被揭開，棺的真實身份也逐漸被揭開。

- 第三部主線講述，知名海外企業『Thunderbolt Entertainment』的製作人—Nice・Arneb・Thunder舉辦了名為【THUNDERBOLT CHALLENGE 4piece】的資格挑戰會。資格挑戰會分為四個會場，偶像們將各自在自己所分配到的會場進行審查，並爭取參與由Nice製作人親手培育的『NiceDreamUnit』之資格。

### 『Bright me up!!』
『！！』一年後夏天開始的故事，歷經【4piece】後，ES與『Thunderbolt Entertainment』的關係逐漸升溫，兩者決定要將偶像推上更高的境界。
- 第一部主線講述，突然出現在ES上空的天空仙境—MEGA SPHERE。玩家將作為培育四個藝能事務所所屬偶像的『製作人』並參與前所未聞的新節目【MEGA STREAM】。躍動的娛樂、永不停歇的驚喜，偶像的新時代將從『這裡』開始。

## 登場人物
在『!』中，多數出場角色為夢之咲學園（亦有玲明學園、秀越學園）的學生。在『!!』第一年中，則以一年後為時間背景，一部分角色畢業為由，將遊戲舞台轉至ES。所有組合皆隸屬於ES內的4間事務所，包括『STARMAKER PRODUCTION』、『COSMIC PRODUCTION』、『Rhythm Link』、『NEW DIMENSION』。

### 『P機關』
為輔助ES的偶像而成立的組織，玩家所扮演的「製作人」也所屬於此。
杏（あんず，Anzu）
聲優（電視動畫） - 坂本真綾（日）／成瑤孆（港）
第一人稱為「私」，譯作「我」。
『!』時期
本作的主角。『!』時期為『私立夢之咲學院』偶像科中唯一的女學生，所屬製作科的二年級。因為當時製作人科只有她一個學生，所以上課時的教室被安排與2-A一起。
似乎有個喜歡遊戲的弟弟。
手藝非常靈巧，能夠在短時間內將組合服裝縫製好。
是個工作狂，會貫徹自己身為製作人的職責。
在遊戲中從來沒有露過臉，不過在動畫中則可以看出她的形象。有著茶色披肩長髮，水色雙眼，身高不矮，也被說過長得很可愛。
『!!』時期
所屬於『P機關』，負責協助ES全體偶像的活動。同時也成為了夢之咲學院製作科唯一的高年級生，負責教育後輩。
英智希望所有偶像在ES內以『製作人（プロデューサー）』稱呼她，不過在夏季時大家又漸漸回歸以名字稱呼她。
逐漸改善去年沒日沒夜的工作情況，某次紡和章臣注意到，她在某個星期三早退去看電影，也更加注意每日的妝容，比以往更顯露出女性的樣子。真緒則稱她「越來越成熟了」。
有時後會出現任性妄為的表現。『SS』時遭受『守門人』的監管，並將對方給她使用的信用卡用至額度上限。
在『!!』第二年開始從『P機關』半獨立，並以『Trickstar』的『TrickStudio（トリックスタジオ）』為據點進行『製作人』的工作。
佐賀美 陣（さがみ じん，Sagami Jin）
聲優 - 樋柴智康（日）／李錦綸（港）
『!!』第二年 → 身高：178cm ／ 體重：65kg ／ 年齡：32歲 ／ 生日：12/11 ／ 血型：A型 ／ 興趣：睡午覺、喝酒 ／ 討厭：打擾他睡午覺的人 ／ 特技：包紮
第一人稱為「俺」，譯作「我」。
『!』時期
擔任2-A的導師，同時也是校內的保健醫生。
雖然負責管理著學生們的健康狀況，但對於自己的身體則是採取放任狀態，也會抽煙喝酒，是個完全體現「說一套做一套」的人。
性格悠哉且凡事都按自己的步調行事，把保健室一半都當作是他的私人空間。
是夢之咲學院的畢業生，同時也是前超級偶像。和章臣在偶像活動時期是熟識的前後輩關係。
在學時期曾作為流星隊的幫手（流星Rainbow）活躍。
和純的父親有過些爭執。
和北斗的父親－誠矢是好朋友，在北斗小時候就曾經見過他一面，常常稱呼他為「小北（ほっちゃん）」。
在Saga計畫時曾經作為偶像復出一時。
『!!』時期
加入『P機關』為ES偶像進行偶像活動時提供支援。
椚 章臣（くぬぎ あきおみ，Kunugi Akiomi）
聲優 - 駒田航（日）／雷霆（港）
『!!』第二年 → 身高：178cm ／ 體重：64kg ／ 年齡：30歲 ／ 生日：2/25 ／ 血型：A型 ／ 興趣：音讀 ／ 討厭：散漫的人 ／ 特技：唱歌
第一人稱為「私」，譯作「我」。
『!』時期
在『!』中擔任偶像科的老師並輔導學生，同時也是學生會的顧問。
有著正經嚴肅的性格，對自己或他人都相當嚴格。
是夢之咲學園的畢業生，過去也曾作為偶像活躍著。和陣在偶像活動時期是熟識的前後輩關係。
因為親眼見證在過去的偶像業界中，作為超級偶像的陣的壓力，所以對於這種讓天才背負著整個偶像業界感到反感，所以認同英智想組建以凡人為首發動革命的行為。
對同樣身為模特兒後輩的泉和真相當掛心，嵐則是非常憧憬他。
陣曾說過章臣因為某些不可抗力而從演藝圈引退的。
『!!』時期
加入『P機關』為ES偶像進行偶像活動時提供支援。
冰鷹 誠矢（ひだか せいや，Hidaka Seiya)
聲優 - 三木真一郎（日）／翟耀輝（港）
『!!』第二年 → 夢之咲學院舊生／身高：179cm／體重：63kg／生日：5/27／血型：A型／興趣：工作／特技：將别人帶入自己的節奏裏／家庭成員：妻子和兒子／喜歡的東西：北斗的照片／討厭的東西：妻子和兒子悲傷的表情
第一人稱為「僕」，譯作「我」。
『!』時期
北斗的父親。在『!』中主線故事第三部登場的角色。
因為誠矢的雙親也是演藝圈的人，所以在他小時候便有上過電視。
懂的人情世故且從小就作為童星活躍，在他入學夢之咲學園後，作為偶像有重大突破。
結婚的時候曾休息過一段時間，復出後演技圈幾乎只剩下純正的偶像。
陣曾說「以前的偶像從來不結婚」，誠矢則是第一位有妻子的偶像。
和昴流的父親也是好朋友。
在角色立繪上可以看出他戴有結婚戒指。
在北斗小時候曾邀請陣來家中一起舉辦新年派對，不過北斗曾說當時對於是否要邀請明星家前來而煩惱。
心裡其實很疼愛北斗，並不希望看到妻子和兒子悲傷的表情，但卻同時被北斗厭惡著，對此感到很愧疚。
『!!』時期
加入『P機關』為ES偶像進行偶像活動時提供支援。

### STARMAKER PRODUCTION（スターメイカープロダクション）
位於ES內20樓的事務所。雖然是新興事務所不過經營狀況卻很好。
成員大多為夢之咲學園出身，設有只要努力就一定能成為正統派偶像的完備系統。
簡稱「STAR PRO」。

#### fine（フィーネ）
在『!』的代表色為白和金，在『!!』的代表色為象牙白。
『!』時期
在『!』中，是人氣與實力兼具的學院最強團體。
以前的成員現在分別為『Switch』的青葉紡、所屬『Eden』的巴日和和亂凪砂再加上英智四人。在一年前討伐五奇人並對學院進行改革後，除了英智以外的成員都遭到撤換。
因為身為隊長的天祥院英智體弱多病，所以活動不頻繁，不過也有除了英智以外三個人進行活動的時候（展翅！雛鳥與皇帝的凱旋）。
在2018年8月的故事票選活動中，第一名的組合故事為「聖誕❉天使們的星曜祭」。
『!!』時期
在『!!』中所屬於『STARMAKER PRODUCTION』，同時也是三巨頭之一。
為了讓繁忙的英智有時間可以休息，『fine』在每週制定了一天名為『英智Day』的日子來讓成員度過休閒的日子。
天祥院 英智（てんしょういん えいち，Tenshouin Eichi）
聲優：緑川光（日）／梁偉德（港）／舞台劇演員：前山剛久→笹森裕貴（第5彈開始）
第一人稱為「僕」，譯作「我」。
『!』時期
身高：179cm ／ 體重：59kg ／ 年齡：17歲 ／ 生日：1/10 ／ 血型：O型 ／ 班級：夢之咲學院 3-A ／ 社團：紅茶部 ／ 宣傳語：統治夢之咲的病弱皇帝
是學生會長，同時也是『fine』的隊長。喜愛偶像，以將偶像這個概念提升到更高的境界為目標。
言談舉止親切溫柔，但同時也有作為策略家和努力向上的一面。
因為身體虛弱而長期住在醫院，體力欠缺是他的缺點，也因此非常討厭其他人同情他。和千秋兩人為病弱夥伴。
身為大財閥的兒子對學院和演藝界很有影響力，因此也習慣這種在上位的權勢。本人不太想和巴日和家有瓜葛。
起初，與朋友之間只存在著利益關係，直到『!』年末才開始意識到這件事並重新檢討自己。
在舊『fine』成立之前就非常仰慕涉，並對他有著一番執著。
在過去以學生會長的身份統治著腐敗的學院，創造出了將偶像評價數值化的機制，也就是現在的夢幻祭。
以神話為原型創造出了『五奇人』，並讓他們成為學院中的人氣偶像後，開始散播反感的言論，並在夢幻祭的制度下親手擊敗他們。
將『fine』的存在定義為討伐『五奇人』並讓學院恢復生氣的存在。也因為出於私心，才不讓雷歐成為五奇人的一員。
在當時『fine』的兩大看板為日和、凪砂，紡則為隊長。認為與原成員的紡、日和、凪砂之間的關係為商業夥伴。
和同班的敬人是兒時玩伴，希望雙方能夠擁有對等的關係。
在紡二年級時，因為身為班長所以常常與英智見面，並漸漸促成最初「fine」成立的契機。
和紡約定過有機會會去唱卡拉OK，但因爲身體狀況的關係一直沒有實現。不過在『!!』時期則以遠端視訊的方式實現。
和雷歐是在醫院認識的好友，在抗爭期一度與他疏遠，直到雷歐復學後才再次建立朋友關係。
因為對凜月的第一印象是「朔間零的弟弟」，所以讓對方相當火大，不過因為其曲折的交友關係，讓兩人一同加入了紅茶部。
在社團活動中常常與凜月一起捉弄創。把創和桃李當作自己可愛的弟弟對待。
對他人多以姓氏稱呼，對關係較好的人則以名字稱呼。有些人會稱呼他「皇帝」或「皇帝殿下」，雷歐則稱他「天使」。
在畢業後以「ES計畫」為目標而努力。
『!!』時期
第一年 → 身高：179cm ／ 體重：59kg ／ 年齡：18歲 ／ 生日：1/10 ／ 血型：O型 ／ 愛好：收集茶杯 ／ 特技：交誼舞 ／ 社團：運動生存者、茶話會（茗味） ／ 宣傳語：演奏夢想的偶像指揮家
第二年 → 身高：179cm ／ 體重：59kg ／ 年齡：19歲 ／ 生日：1/10 ／ 血型：O型 ／ 愛好：紅茶、鋼琴 ／ 特技：西洋棋、技能模仿 ／ 社團：運動生存者、茶話會（茗味） ／ 宣傳語：演奏夢想的偶像指揮家
在『!!』中為ES的創立者，同時也是STAR PRO的最高點。在『峰會』中也是STAR PRO的「代表」。
在ES內希望大家稱呼杏為『製作人』。
對STAR PRO的『差等生』祭出了裁員的處分，針對一彩有關「偶像是什麼？」的疑問則以去觀賞『Trickstar』的演唱會作為回答。
將介紹ES的工作委託給了昴流，認為昴流作為偶像是最值得信賴的。
成鳴對他的評價為「只會考慮全體利益」，相比學院時期自己也開始考慮到那些失去的東西了。
自己對於抱有期待的人會給予他們艱困的試煉，許多人也都會接受他的這種想法。
曾說過「從來沒有戀愛過」而讓涉很驚訝。
在星奏館內居住於三樓，與藍良和零同寢室。
在『SS』預選賽中，由於自己的權限，沒有被賦予「指令」與「隱藏指令」。
日々樹 渉／日日樹 涉（ひびき わたる，Hibiki Wataru）
聲優：江口拓也（日）／蘇強文（港）／舞台劇演員：安井一真、萩尾圭志（僅第5彈）
第一人稱為「私」，譯作「我」。
『!』時期
身高：179cm ／ 體重：63kg ／ 年齡：17歲 ／ 生日：2/21 ／ 血型：AB型 ／ 班級：夢之咲學院 3-B ／ 社團：表演部 ／ 宣傳語：愛與驚喜的變態假面
過去被稱作『五奇人』，現在則為『三奇人』的一員。在『三奇人』中是天照大神的存在。
是個性格反覆無常、難以捉摸的人。聲音模仿、從身邊變出鴿子、以氣球或飛行船到處移動，盡是喜歡做一些讓周遭的人訝異的事。
被英智說過「什麽事都會被他看透」,「他的眼睛像是可以看透一切」。
言行舉止像個小丑且喜歡戴上假面，演劇部的成員稱呼他為「變態假面（変態仮面）」。夏目則稱他為「師父」。
是演劇部的部長，不過因為他的奇特行為導致現在的演劇部只有涉、北斗、友也三人而已。
二年級的時候是以單人活動，不過會邀請北斗一起出演舞台。
常常在校內到處追著友也並要他穿上女裝，飼養的鴿子也常常在他身邊飛來飛去。
向在『Valkyrie』暫停活動時期的成鳴介紹了友也，因此促成了『Ra*bits』的成立。
因為自稱「不擅長記別人的名字」，所以常以別人的性格稱呼他人（如「執事先生（執事さん）」為弓弦、「右手之人（右手のひと）」為敬人）。
曾帶著淚水並以「笑話」的形式對友也說，自己是為了讓收養他的雙親以及周圍的人開心而表演，不過因為內容「太過高尚無法理解」而遭到拒絕。
當自己學會新的技藝後第一個會先讓英智看，第二個讓桃李和弓弦看，並想確認他們的反應。
口頭禪的「Amazing」是從英智的故事中的登場人物「日日樹涉」所發想的。
在加入「fine」後有對自己的髮型做改變。
在作為『五奇人』的最後舞台那天，關於讓北斗也站上同一個舞台這件事，北斗指出『是否有意圖播下革命的種子』。接著，當北斗問他『明明擁有與主角相稱的實力與光芒，卻仍選擇成為被英雄打倒的怪物』的理由時，他回答說：『與其自己成為主角，我更希望與主角交流互動。』
在連接『!』與『!!』的故事（Link♪ここから始まるシンフォニア）中，他將自己珍視的面具送給英智，並說出『因為我愛你，所以今後也會一直在你身邊』這句話，並表明這也是他繼續擔任偶像的理由。
『!!』時期
第一年 → 身高：179cm ／ 體重：63kg ／ 年齡：18歲 ／ 生日：2/21 ／ 血型：AB型 ／ 愛好：模仿別人 ／ 特技：變魔術 ／ 社團：『浪漫戲劇』劇團、生物俱樂部（陸地生物） ／ 宣傳語：愛與驚奇的表現者
第二年 → 身高：180cm ／ 體重：63kg ／ 年齡：19歲 ／ 生日：2/21 ／ 血型：AB型 ／ 愛好：帶給他人驚奇、讀書、電影鑑賞、俳句、照相、觀劇、散步（空中、地上）、收集工藝品 ／ 特技：聲帶模寫、魔術、變裝 ／ 社團：『浪漫戲劇』劇團、生物俱樂部（陸地生物） ／ 宣傳語：愛與驚奇的表現者
在『!!』中住在星奏館一樓，並與昴流、宙、斑同寢室。
在『SS』預選賽中，他曾一度失去記憶，以五歲兒童時期的人格與友也互動。在這段期間，他甚至忘了自己是『日々樹渉』，直到被友也告知名字為止。最終在英智念出『時間啊，停下來吧，你是如此美麗』這句咒語後，他才恢復了所有記憶。值得一提的是，這句話出自歌德的《浮士德》。
能夠接受英智對自己的執著。
在『SS』預選賽中，被賦予「必須絕對服從「守門人」的命令」的「指令」。
姬宮 桃李（ひめみや とうり，Himemiya Tori）
聲優：村瀨步（日）／陳琴雲（港）／舞台劇演員：星元裕月→副島和樹（第5彈開始）
第一人稱為「ボク」，譯作「我」。
『!』時期
身高：152cm ／ 體重：49kg ／ 年齡：15歲 ／ 生日：1/13 ／ 血型：B型 ／ 班級：夢之咲學院 1-B ／ 社團：網球部 ／ 宣傳語：天使？惡魔？小少爺！
學生會書記。說話帶有驕傲自大的口吻，也會像小孩一般任性，對自己相當自豪。
了解自己外貌的特色並發揮其最大，可愛無邪的樣子獲得了不少粉絲的歡心，但實際上內心是個小惡魔。
和弓弦之間是從小就住在一起的主僕關係，常常稱呼他為「奴隸」。
家中經營玩具企業，是十足的貴族，但因家族歷史較短，同樣出生於世家且同班的司稱呼他為「暴發戶（成金）」。
因為景仰著過去的『fine』而決定入學。
為一年前『fine』的粉絲，在稱呼當時的成員時會在後面加上「大人」。
小時候曾和日和在家中舉辦的聚會上見過一面，不過對方卻沒有印象。
涉稱呼他為『姬君（ひめぎみ）』，常常指導他作爲偶像的種種事物。
有著害怕孤獨的一面，在交朋友上非常不在行。在某次與創交換組合衣裝的練習時變成好朋友。
和司小時候便有家族之間的來往，所以每次見面時都會吵上一架，不過兩人關係依然很好。
作為學生會的成員活動，有時會向真緒或敬人借漫畫來看。
在Saga計畫與北斗、千秋兩人作為組合活動的期間，關係漸漸變好。
對於在網球部內泉對真的態度有些退卻，不過作為後輩則不會討厭泉。
家中養了一隻名為『KING（キング）』的黃金獵犬。
『!!』時期
第一年 → 身高：153cm ／ 體重：49kg ／ 年齡：16歲 ／ 生日：1/13 ／ 血型：B型 ／ 班級：夢之咲學院 2-A ／ 愛好：卡拉OK ／ 特技：速記 ／ 社團：書會（漫畫會）、Pretty 5 ／ 宣傳語：屬於大家的可爱桃李大人！
第二年 → 身高：154cm ／ 體重：49kg ／ 年齡：17歲 ／ 生日：1/13 ／ 血型：B型 ／ 班級：夢之咲學院 3年級 ／ 愛好：收集玩偶、網球、讀書（漫畫） ／ 特技：可愛的姿勢 ／ 社團：書會（漫畫會）、Pretty 5 ／ 宣傳語：屬於大家的可爱桃李大人！
他成為了畢業的敬人的繼任者，擔任學生會副會長。他協助英智處理工作，也會以STAR PRO的『輔佐』身分出席『峰會』。
在聖誕節的事務所聯合企劃中，他與臨時組成的團隊夥伴們度過了無可取代的時光。
在年末的『SS』主賽中，因為自己無法從英智等人那裡得知重要的事情而感到自身的不足，甚至因此倒下，但他重新立下誓言，要變得更加堅強、出色，成為能讓人引以為傲的自己。
在『SS』預選賽中，他並未接收到任何『指令』，這是由於英智的權限所致。
原本住在自己的家裡，但在【MDM】之後，便從老家搬到了星奏館一樓，並與弓弦和Raika同寢室。
在第二年接下了真緒的工作，正式成為夢之咲學院的學生會長。
伏見 弓弦（ふしみ ゆづる，Fushimi Yuzuru）
聲優：橋本晃太朗（日）／張方正（港）／舞台劇演員：野嵜豊→渡邉駿輝（あんステフェス開始）→飯山裕太（新系列第1彈開始）
第一人稱為「わたくし」，譯作「我」。
『!』時期
身高：175cm ／ 體重：60kg ／ 年齡：16歲 ／ 生日：10/18 ／ 血型：A型 ／ 班級：夢之咲學院 2-B ／ 社團：弓道部 ／ 宣傳語：毒舌侍者
行宜端正，對同班同學或年下者都會畢恭畢敬，直到秋天的修學旅行才受到同班同學的鼓舞，開始縮短彼此之間的距離。
桃李的傭人，並與他一同入學夢之咲學院（即與杏同一時間轉入）。
因為相處了很長的一段時間，所以對桃李極為忠誠，如果有誰打算加害他，不論是在哪裡他都會義無反顧的介入。不過有時候也會語帶諷刺地服侍他。
説過桃李就是賦予他生存意義的人，所以永遠不會離開對方。
雖然不是學生會的一員，不過敬人看中他的處事能力而將他拉入學生會協助處理雜事。
非常喜歡打掃，會以少爺的學校不可以有污漬作理由幫忙清潔學校，同組合的涉認為他有「想支配那個場所」焦躁不安的一面。
不擅長畫畫與面對狗，特別是他的畫工都被周遭人給予極低的評價，不過翠倒是非常喜歡並稱呼他為「畫伯（画伯）」。
和『Adam』的茨曾經一起在某個民間軍事設施一起生活過，兩人之間為師徒關係。
以前身後頭髮較長並且還綁了起來。
『!!』時期
第一年 → 身高：175cm ／ 體重：60kg ／ 年齡：17歲 ／ 生日：10/18 ／ 血型：A型 ／ 班級：夢之咲學院 3-A ／ 愛好：打掃 ／ 特技：搏擊 ／ 社團：丹希廚房、ES講座 敬人塾 ／ 宣傳語：盡心盡力侍奉您的偶像
第二年 → 身高：175cm ／ 體重：60kg ／ 年齡：18歲 ／ 生日：10/18 ／ 血型：A型 ／ 愛好：打掃、整理、繪畫（學習中） ／ 特技：快速更衣、體術、射擊 ／ 社團：丹希廚房、ES講座 敬人塾 ／ 宣傳語：盡心盡力侍奉您的偶像
作為英智工作上的幫手，在必要時也會擔任「輔佐」出席「峰會」。
接替升任副會長的桃李，在學生會中擔任書記。
原本住在姬宮家中，後移居星奏館一樓，並與桃李和Raika同寢室。
六月初，在電影【桃源鄉偶像拳】的拍攝中展現出隱藏的演技才能，與主演的遊木真一同締造了ES電影事業的成功案例。
在年末的『SS』本賽中，當桃李被『Eden』擄走時，因為太過在意桃李，儘管察覺情況應該不至於太嚴重，仍一時失控，甚至突襲了似乎知道些什麼的茨。
在『SS』預選賽中，由於英智的權限，沒有被賦予「指令」。

#### Trickstar（トリックスター）
在『!』的代表色為紅和藍，在『!!』的代表色為橘。
『!』時期
是一個對於學院的體制有所不滿進而發起革命，並以「打倒學生會」為目標的新興組合。是轉校生第一個接觸到並從旁協助的組合。
成員皆為同學年，在二年級的期間每天都會輪流護送轉校生回家。
在經歷【DDD】後，開始以年末的『SS』為目標，在校內外持續進行偶像活動而努力著。
在2018年8月的故事票選活動中，第一名的組合故事為「奇蹟☆決賽的Winter Live」。
『!!』時期
所屬於『STARMAKER PRODUCTION』。
因為在『SS』出場而知名度大增，並獲得了很多收入，開始自由地舉辦演唱會，因此L$的排名一直保持在中下。為舉辦【BIGBANG】而闊綽的使用L$。
在【MDM】原本打算與『ALKALOID』共演，不過為了減少資金消耗轉而以參與『Knights』的【對決】方式進行共演。
在『SS』預選賽中，由於握有種子權，沒有被賦予「指令」。
冰鷹 北斗（ひだか ほくと，Hidaka Hokuto）
聲優： 細谷佳正→ 前野智昭，幼年：市之瀨加那（日）／李致林、謝潔貞（幼年）（港）／舞台劇演員：山本一慶
第一人稱為「俺」，譯作「我」。
『!』時期
身高：172cm ／ 體重：55kg ／ 年齡：16歲 ／ 生日：12/17 ／ 血型：A型 ／ 班級：夢之咲學院 1-A → 2-A ／ 社團：表演部 ／ 宣傳語：沉著冷靜的天然呆？
『Trickstar』的隊長。秉持著完美主義，做事十分努力，不過有時也有天然呆的一面。
冷靜沉著思考成一直線，很討厭被打亂節奏，時常和他人爭論，也容易接受挑發。
會為朋友著想，對方有不懂的事情會親切跟耐心地教導。
性格一板一眼，在主線故事中常常通過特訓自己的相聲技能來改善自己。
曾和演劇部的成員，同時也是過去的五奇人（現為三奇人）的涉站在同一個舞台上，接受舊『fine』的挑戰。
剛加入演劇部時被認為不適合飾演太強勢的角色，所以現在常常飾演「王子」類型的角色。
集結『Trickstar』的成員，以對學院發動革命為目標，向學生會發起挑戰。
因為有過敗給舊『fine』的經驗，還曾經歷過『Trickstar』解散的危機，所以對英智極度不信賴。
常常將『Trickstar』的勝利歸功於轉校生，並對她十分信賴且稱呼她為「勝利女神（勝利の女神）」。
父親是現役偶像・冰鷹誠矢，母親則是現役知名女演員。年幼時因為父母的關係開始接受成為偶像的訓練。
年幼時常與外祖母生活，並受到她的影響喜歡上小點心，平時也會帶著金平糖行動，認為外祖母的話也相當受用。
雙親在他小時候常常招呼其他演藝界的人到家中，因此他對待前偶像同時也是現任導師的陣就像親戚的叔叔一般。
雙親稱呼他為「北北（ほっちゃん）」，而誠矢特別喜歡這個稱呼。
『!!』時期
第一年 → 身高：173cm ／ 體重：55kg ／ 年齡：17歲 ／ 生日：12/17 ／ 血型：A型 ／ 班級：夢之咲學院 3-A ／ 愛好：填字遊戲 ／ 特技：唱歌 ／ 社團：『浪漫戲劇』劇團、創作怪物 ／ 宣傳語：熱情的秋波王子
第二年 → 身高：173cm ／ 體重：56kg ／ 年齡：18歲 ／ 生日：12/17 ／ 血型：A型 ／ 愛好：電影鑑賞、填字遊戲 ／ 特技：撲克牌、解謎、 記誦 ／ 社團：『浪漫戲劇』劇團、創作怪物 ／ 宣傳語：熱情的秋波王子
在『!!』中頻繁舉行演唱會，只要有關演唱會的邀約都會接受。在「Crazy:B」的【偶像王道祭】與「ALKALOID」的【MDM】也都有想要共演的意願，不過因為諸多事情而作罷。
在星奏館內居住於三樓，與敬人和創同寢室。
在『SS』預選賽中，被賦予「絕對不能違抗營運方」的「隱藏指令」，一但違反將會受到「奪走最重要事物（剝奪作為偶像站上舞台的機會）」的懲罰。
明星 昴流（あけほし すばる，Akehoshi Subaru）
聲優： 柿原徹也，幼年：戶松遙（遊戲）、貫井柚佳（動畫）（日）／陳灝瑋、林元春（幼年）（港）／舞台劇演員：小澤廉→竹中凌平（新系列第1彈開始）
第一人稱為「俺」，譯作「我」。
『!』時期
身高：170cm ／ 體重：55kg ／ 年齡：16歲 ／ 生日：6/22 ／ 血型：O型 ／ 班級：夢之咲學院 1-A → 2-A ／ 社團：籃球部 ／ 宣傳語：閃耀笑容的一等星
性格開朗活潑，常為周遭製造歡愉的氛圍。
行動力強，也有與組合的成員發生衝突的一面，但這些行動也締造了『Trickstar』的定位。
喜歡錢幣，並不是在意錢的價值，而是因爲喜歡閃閃發亮的東西，所以比起鈔票更喜歡閃閃發亮的錢幣。
有喜歡給後輩取綽號的習慣，一年級的時候對關係很好的夏目就直接以名稱呼他。
和真一同被北斗稱爲呆瓜二人組，偶然會和真蹦蹦跳跳地唱起歌來。
和身為後輩的創關係很好，是彼此第一個粉絲。
和籃球部的千秋也相處融洽，最第一個還稱呼他為「英雄（ヒーロー）」的人。也因為他對後輩如同父親和兄弟，間接影響昴流對自己父親的印象。
與被留級的凜月同學年，並稱呼他為「凜月前輩（凛月先輩）」。
雖然具備才能，但想要和他人以起開心地進行偶像活動的心願，在一年級時與大家格格不入。曾說過自己的才能是像「多餘的臟器」一類的東西。
一年前夢幻祭制度實行後，沒怎麽回來學校上課，直到出演【金星盃】後，才正式投入偶像的身份。
在三月時被英智交託了「夢之咲學院頂級偶像」的頭銜。
在主線故事第一部中與杏擔任同為主角的位置。第二部中則開始講述有關於他身為藝人的父親的故事。
名字的由來是因為父親喜歡星星，髮型也與父親也些相似。
其父親為「教父」的三大心腹之的「使徒」。在過去一場演唱會上，因為極度迷戀偶像而謀生嫉妒心的十条要的母親闖入舞台卻意外死亡而被當作犯罪者而入獄，最後冤死獄中。
成為偶像的理由是因為想成為像父親一樣的人。
為協助母親，在一年級時選擇從事個人活動以維持家中經濟。
在準備「Trickstar」的演唱會前，常常會和其他成員一起在學院過夜，不過平常還是會盡可能地回家。
養了一隻名叫「大吉」的柴犬，常常會把愛犬帶到學校散步，也因此可以常常看到他在學校尋找大吉。
『!!』時期
第一年 → 身高：171cm ／ 體重：55kg ／ 年齡：17歲 ／ 生日：6/22 ／ 血型：O型 ／ 班級：夢之咲學院 3-A ／ 愛好：帶大吉散步、給人起外號 ／ 特技：街舞 ／ 社團：生物俱樂部（陸地生物）、運動生存者 ／ 宣傳語：閃閃發光的一等星☆
第二年 → 身高：172cm ／ 體重：56kg ／ 年齡：18歲 ／ 生日：6/22 ／ 血型：O型 ／ 愛好：收集閃閃發光的東西，跟大吉一起玩 ／ 特技：嘻哈舞、料理 ／ 社團：生物俱樂部（陸地生物）、運動生存者 ／ 宣傳語：閃閃發光的一等星☆
在『!!』中住在星奏館一樓，並與涉、宙、斑同寢室。
曾被英智託付介紹ES的工作。
平時不太會記住粉絲的長相，不過卻認得「SS」不在觀眾席而是在旁邊角落的一彩。
在『SS』過後，似乎多了很多偏激的粉絲。
在主線故事中被一彩問了「偶像是什麼？」的疑問，但昴流則以他的方式回答，並希望這個答案能由一彩自己得出。
在『SS』預選賽中，由於握有種子權，沒有被賦予「指令」。
遊木 真（ゆうき まこと，Yuuki Makoto）
聲優： 森久保祥太郎，幼年：南央美（日）／黃積權（港）／舞台劇演員：松村泰一郎
第一人稱為「僕」，譯作「我」。
『!』時期
身高：173cm ／ 體重：58kg ／ 年齡：16歲 ／ 生日：4/30 ／ 血型：O型 ／ 班級：夢之咲學院 1-B→2-A ／ 社團：網球部 ／ 宣傳語：文字和眼鏡都不是裝飾哦！
在組合內表面上扮演著詼諧的角色定位，但其實私底下也有沉著冷靜、客觀分析事物的一面。
身為放送委員，同樣善於操作電子設備，在組合內扮演著收集解析情報，並試圖想出對策的角色。
喜歡玩遊戲，和遊戲研究部的夏目與宙關係也很好，有時也會做為遊戲的測試人員參與活動。
一年前因遊戲研究部正面臨著廢部而束手無策，雖然後來真緒把部員找回來，但最後因爲部員們作風很差還是退部了。
在組合內扮演著裝傻的角色，不過因為北斗在相聲方面的實力日益精進，這個地位也漸漸動搖。
一年級時成績優良，不過二年級時因為某些原因退步，因此和昴流被稱為「呆瓜二人組（アホコンビ）」。
曾和同學年的晃牙在第一屆『DDD』前成為訓練的師生關係。
是童模出生，曾經暫停活動一段時間。在『!!』中重新開始了模特活動。
對鏡頭有些心理創傷，不過在參與『Trickstar』的活動時漸漸克服。
起初很沒有自信，特別是作爲偶像的那一面。
和泉在模特兒時期是前後輩關係，與同樣是模特兒的嵐雖處不同事務所但因工作關係曾在小的時候曾經見過面。
春天時對要如何與泉相處有些苦惱，不過在秋冬時已經能冷静地面對他了。
小時候為了進行藝能活動，並能達成他人對他的期待，練就了一點演技。
在當模特兒時的長相是連外界都一致認可的。
『!!』時期
第一年 → 身高：174cm ／ 體重：58kg ／ 年齡：17歲 ／ 生日：4/30 ／ 血型：O型 ／ 班級：夢之咲學院 3-A ／ 愛好：抓娃娃機、格鬥遊戲 ／ 特技：操作電子設備 ／ 社團：創作怪物、神秘部 ／ 宣傳語：透過鏡頭就是我的世界♪
第二年 → 身高：174cm ／ 體重：58kg ／ 年齡：18歲 ／ 生日：4/30 ／ 血型：O型 ／ 愛好：所有遊戲、情報收集、照片攝影 ／ 特技：操作電子設備 、影像編輯／ 社團：創作怪物、神秘部 ／ 宣傳語：透過鏡頭就是我的世界♪
在『!!』中他重新展開模特兒活動，同時也擔任ES情報部的部長。
六月初，他被選為電影【桃源鄉偶像拳】的主演。在拍攝期間，他意識到自己在兒童模特兒界被稱為神童的實力，並運用模特兒的經驗進行演出，為ES電影事業的成功案例作出貢獻。九月中旬，他也通過了電影【午夜的執事們】的試鏡，成功擔綱主演。
他在幼年時期就與鳴上嵐相識，曾在夜晚的百貨公司中有過交談，但隨著時間流逝，已經遺忘了這段回憶。
他的父親據說曾經被逮捕，過去也是一位模特兒。不過，關於父親的事，他並沒有告訴過團體成員。
『遊木』這個姓氏是來自母親（出自『招募！PORTRAIT』）。
在星奏館內居住於二樓，並與千秋和阿多尼斯同寢室。
在『SS』預選賽中，由於握有種子權，沒有被賦予「指令」。
衣更 真緒（いさら まお，Isara Mao）
聲優： 梶裕貴，幼年：井上麻里奈（日）／曹啟謙（港）／舞台劇版：谷水力
第一人稱為「俺」，譯作「我」。
『!』時期
身高：169cm ／ 體重：54kg ／ 年齡：16歲 ／ 生日：3/16 ／ 血型：O型 ／ 班級：夢之咲學院 1-B→2-B ／ 社團：籃球部 ／ 宣傳語：多災多難的天才
性格好管他人的事，常常被捲入一些不好的事。是籃球部的副部長。
雖然在學生會擔任會計，不過卻所屬為了擊倒學生會而成立的『Trickstar』。
是組合內唯一的普通人，不管是家庭背景或身世，都與其他三人有著天壤之別。
一年級時總是因為在意別人的視線而退一步，但又會心軟幫助他人，真對他的第一印象也不是很好的樣子。
因為幫助忍成立了忍者同好會，因此非常受到他的仰慕。
和同班同學的凜月是鄰居，同時也是他的兒時玩伴。
因為小時候真緒曾疏遠過凜月，導致凜月咬了他，也害得真緒患得尖端恐懼症，現在他仍然在努力克服中。
因為尖端恐懼症導致連在眼前的瀏海都不敢看，所以才改成露出額頭的髮型。
因為零曾經疏遠凜月，導致真緒在入學之前都不知道凜月有個哥哥。而邀請真緒進入學生會的就是零。
喜歡看少年漫畫，桃李也常常向他借漫畫來看。
有一個貌似正在經歷反叛期的妹妹，當真緒因為練習而在學院過夜時，妹妹似乎就會趁機佔領他的房間。
在團體內通常不會參與其他三人的相聲對話，不過還是會擔任吐槽他們的角色。
『!!』時期
第一年 → 身高：169cm ／ 體重：54kg ／ 年齡：17歲 ／ 生日：3/16 ／ 血型：O型 ／ 班級：夢之咲學院 3-A ／ 愛好：看電視、看漫畫 ／ 特技：彈吉他 ／ 社團：書會（漫畫會）、『BB』樂隊 ／ 宣傳語：来和大家face to face！
第二年 → 身高：171cm ／ 體重：55kg ／ 年齡：18歲 ／ 生日：3/16 ／ 血型：O型 ／ 愛好：讀書（漫畫）、看連續劇、收集銀飾品 ／ 特技：彈吉他、跳舞 ／ 社團：書會（漫畫會）、『BB』樂隊 ／ 宣傳語：来和大家face to face！
在英智和千秋畢業後，繼承了下一任學生會長與籃球部部長的位子。
以成為能讓周遭的人展露笑容的學生會會長為目標。春季時期，他解讀了昴所抱持的模糊負面情緒，並促成了企劃【BIGBANG】的實現，使『Trickstar』能夠不改初心、全力閃耀，展現屬於他們的風格。
畢業後將學生會長的位子交付給桃李。
在『!!』中住在星奏館三樓，並與泉、宗、紅郎同寢室。
在『SS』預選賽中，由於握有種子權，沒有被賦予「指令」。

#### 流星隊（りゅうせいたい）
『!』時期
以戰隊英雄為主題的團體，在孩子們當中有一定的人氣。把學院內的放映室當作據點。
從很久以前就存在的團體，是學院內最古老的強豪團體，也有謠傳是學院內第一個成立的團體，所屬成員至今已經歷過很多代的更替。
所屬成員都有著「〇色的火焰是〇〇的證明（〇為自己所代表的顏色）！流星〇〇！（名字）！」的口號。
除了偶像活動外，還會以「正義的夥伴」的身分參與許多自願性活動。
所屬成員都會有一個代表色，而隊長則為世代相傳的紅色（紅色以外的顏色並不固定）。
在接下祭典或主題公園類的工作時，除了演唱會外還會在一旁經營攤位。
過去斑曾以「流星Purple」的身份在內活動。
現任教師同時也是畢業生的陣也曾在在學時被冠上「流星Rainbow」的稱號。
在2018年8月的故事票選活動中，第一名的組合故事為「交接！淚水與羈絆的返禮祭」。
『!!』時期
在『!!』中所屬於『STARMAKER PRODUCTION』。
劃分成為「流星隊M」與「流星隊N」，「流星隊M」是由千秋率領所屬於ES的組合，「流星隊N」則為鐵虎率領在校內活動的組合。
因為「流星隊N」大多為新人，所以也被納入「流星隊M」的二軍。
在活動「變身！星星相系的彗星秀」中，事務所上層於九月中旬時對「流星隊M」與「流星隊N」發出指示，「流星隊」正式從夢之咲學院體制中消失並成為ES內的專屬組合，而「流星隊N」也被拆分成許多個小組合，「流星隊M」也正式變回由千秋帶領的組合「流星隊」。
在2023年2月9日的「流星隊パワーアップ！！特番」中整體大換新，未來將不再以特定一人為隊長，轉變為五人皆為「流星隊」的隊長，並同時換新組合Logo、隊服、代表色、宣傳語。
新的代表色為「無限銀河（アンリミテッドギャラクシー）」，新的宣傳語為「燃燒熱情的英雄團隊☆（個性を輝かすヒーローズ☆）」。
南雲 鐵虎（なぐも てとら，Nagumo Tetora）
聲優： 中島良樹（日）／李安邦（港）／舞台劇演員：小西成彌→中西智也（第8彈開始）
第一人稱為「俺」，譯作「我」。
『!』時期
身高：168cm／體重：55kg／生日：6/15／血型：A型／班級：夢之咲學園 1-A／社團：空手道部／宣傳語：燃燒是不屈的黑色火焰
代表的身份為流星Black，是一個認真努力向上的人。
仰慕著身為空手道部部長的紅郎，並稱呼他為「大將」。
原本想要加入「紅月」，不過因為沒有通過徵選（事實上為敬人想要讓「紅月」隸屬於學生會而不願讓新人加入），所以轉而接受千秋加入「流星隊」的邀請。
是「流星隊」的三個一年級生中，最積極參與偶像活動的，也嘗試「流星隊」內第一個報上名的。
在料理方面毫無天賦，煮東西時會產產生火柱，使用烤爐時還會產生爆炸。不過本人非常喜歡使用到火的事物，還把料理當作自己的「興趣」。
因為常以「男人中的男人」為目標，所以曾被嵐捉弄而穿上女裝。
與同班的友也和創關係良好，創也經常教導他學習。
認為【龍王戰】即是空手道部的傳統，春天時就擔任了【龍王戰】的司儀。
在【返禮祭】時被指名為下一代「流星Red」，但還是認為「流星Black」比較適合自己。
『!!』時期
第一年 →身高：170cm／體重：55kg／生日：6/15／血型：A型／班級：夢之咲學園 2-A／社團：武道家「心」、ES講座 茨塾／宣傳語：凝聚於雙拳的鋼鐵之心！
第二年 →身高：172cm／體重：57kg／生日：6/15／血型：A型／班級：夢之咲學園 三年級／社團：武道家「心」、ES講座 茨塾／宣傳語：凝聚於雙拳的鋼鐵之心！
在『!!』中成為「流星隊N」的「流星Red」，並接任了空手道部的部長。
因為自己經歷過選擇「組合」的刻苦經驗，所以將「流星隊N」的入隊測驗放寬許多，因此也讓許多新人加入，不過也造就了剛加入沒多久就馬上退出的情況。
奏汰認為他「不會隱藏自己的弱點，比千秋還要優秀」，並將他視為「自滿的後繼者」。
在『!!』中因為千秋的關係，已經對戰隊英雄的文化相當熟悉。
雖然認爲同樣身為忍者同好會的真宵相當可疑，不過看著忍開心的樣子讓鐵虎也不忍心打擾他。
在星奏館內居住於一樓，與嵐和HiMERU同寢室。
因為不滿燐音對「流星隊」的抹黑，所以讓「流星隊N」與「紅月」一同參與了【偶像王道祭】。
在活動「變身！星星相系的彗星秀」中，正式回歸「流星Black」的名號。
在『SS』預選賽中，被賦予「不可以使用暴力」的「指令」。
高峯 翠（たかみね みどり，Takamine Midori）
聲優： 渡邊拓海（日）／鄧志堅（港）／舞台劇版：村川翔一→一ノ瀬竜（第6彈開始）→松井勇歩（第8彈開始）
第一人稱為「俺」，譯作「我」。
『!』時期
身高：178cm／體重：64kg／生日：8/29／血型：O型／班級：夢之咲學園 1-A／社團：籃球部／宣傳語：可以的話，我想變矮一些
代表的身份為流星Green。有著本人也沒有特別期待的身高與長相，中學時似乎很受女生歡迎。
在入學測驗時因為誤填了偶像科而意外成為偶像，之後還被千秋看中，強硬地讓他加入身為強豪組合的「流星隊」。
對於自己在偶像活動上毫無幹勁而抱有罪惡感，所以遇上偶像活動時總會變得消極。
喜歡吉祥物，特別是小巧可愛的類型。
家中經營蔬果店，也時常為學園的食材進貨。
有一位不斷努力想成為律師的哥哥，所以曾考慮要接下蔬果店的工作以支持哥哥。
喜歡弓弦的畫，並稱呼他為「畫伯」。
對千秋時常搭理他感到非常苦惱，不過也抱有著一份感謝之意。
是「流星隊」中唯一能正常做料理的普通人。
認為「流星隊」的口號相當羞恥以致每次都是即興演出，直到【返禮祭】才正式喊出流星Green的正式口號。
『!!』時期
第一年 →身高：179cm／體重：64kg／生日：8/29／血型：O型／班級：夢之咲學園 2-A／社團：書會（漫畫會）、園藝者／宣傳語：茁壯成長的憂鬱綠色流星
第二年 →身高：179cm／體重：63kg／生日：8/29／血型：O型／班級：夢之咲學園 三年級／社團：書會（漫畫會）、園藝者／宣傳語：茁壯成長的憂鬱綠色流星
在『!!』中開始為ES的員工食堂進貨蔬菜。
是「流星隊N」中賺取最多收益的人，甚至超越專業模特成為雜誌的封面人物。儘管本人認為很困擾，但也因此讓他寫真拍攝的工作增加了。
在某次採摘草莓的工作時，讓一位富翁的千金對他一見鐘情，因此讓他接下了許多那位千金要求的換裝工作。
在『!!』中已經可以正確地喊出流星Green的口號。
居住在星奏館二樓，與茨、光、紡同寢室。
在『SS』預選賽中，被賦予「不能和吉祥物接觸」的「指令」。
仙石 忍（せんごく しのぶ，Sengoku Shinobu）
聲優： 新田杏樹（日）／張方正（港）／舞台劇版：深澤大河
第一人稱為「拙者」，譯作「在下」。
『!』時期
身高：159cm／體重：50kg／生日：6/9／血型：AB型／班級：夢之咲學園 1-B／社團：忍者同好會／宣傳語：今天也要忍忍忍
代表的身份為流星Yellow。性格開朗，不過有些怕生。
嚮往著成為忍者，自行創立了忍者同好會，每天都做著忍者的修行。
說話會在語尾加上「是也」的忍者口癖，不過沒有像是颯馬一樣看不懂片假名的情況。
因為非常喜歡忍者導致他到中學時都與周遭格格不入。
在成立忍者同好會時受到真緒的幫忙，因此非常仰慕他。
作為忍者修行的一環而養了兩隻分別名為桃桃（モモッチ）、雷雷（サンダー）的青蛙。
對於學園內的捷徑通道相當熟悉，常常為了放送委員會和「流星隊」的情報工作行動。
如果「流星隊」內的一年級生出了什麼狀況，則會去尋求其他高年級生的幫助。
和喜歡和風文化的颯馬相當友好。在某次交換組合衣裝的練習時與同班的裕太成為好朋友。
喜歡很高的地方或天花板，但爬到太高的樹上會不敢下來。
在料理方面擅長製作兵糧丸。
『!!』時期
第一年 →身高：160cm／體重：50kg／生日：6/9／血型：AB型／班級：夢之咲學園 2-A／社團：生物俱樂部（海洋生物）、玩樂部／宣傳語：執行任務、忍者偶像！
第二年 →身高：161cm／體重：50kg／生日：6/9／血型：AB型／班級：夢之咲學園 三年級／社團：生物俱樂部（海洋生物）、玩樂部／宣傳語：執行任務、忍者偶像！
在『!!』中被身為學生會長的真緒託付會計的職位。
被真宵稱呼為「頭領（お頭）」，對於忍者同好會的成員增加感到開心。
有能夠以笑容面對鐵虎和翠負面情緒與真宵奇怪行為的氣度。
在星奏館內居住於三樓，與颯馬和司同寢室。
在『SS』預選賽中，被賦予「在舞台上不可以使用「是也」等忍者用語」的「指令」。
守澤 千秋（もりさわ ちあき，Morisawa Chiaki）
聲優：帆世雄一（日）／關令翹（港）／舞台劇演員：佐伯亮
第一人稱為「俺」，譯作「我」。
『!』時期
身高：175cm／體重：60kg／生日：9/18／血型：O型／班級：夢之咲學園 3-A／社團：籃球部／宣傳語：背負正義的灼熱戰士！
代表的身份為流星Red。同時也是籃球部部長。
自來熟的個性，能夠親近任何人，並與他們有強烈的身體接觸。
小時候就對英雄情有獨鍾，也非常喜歡特攝片，同時收集了很多特攝周邊。
在學時憧憬著流星Rainbow的名號，同時也非常仰慕時常出演特攝片的陣。
除了偶像活動之外，還同時從事著特技演員的打工。
過去的性格和翠一樣，二年級時還戴著眼鏡並穿著樸素的裝扮。私下有時候也會戴眼鏡。
在情人節貌似只有從媽媽那裡收到巧克力過。
在料理方面毫無天賦，姑且不論材料秤重，就連隔水加熱也做不到。
從前年開始是「流星隊」內唯一留下的成員，在英智的革命中，以無論在什麼環境都能夠活躍的「正義的夥伴」身份活動。
雖然過去身為「流星隊」的隊長，但還是有病弱的一面，如因為與生俱來的虛弱體質與參與打工所受的傷，而常常被送往保健室。
小時候和英智就在醫院裡相處得很融洽。
曾提過自己除了唱歌跳舞就什麽都不會，所以想當偶像賺錢舒緩家中的經濟壓力。
期望後輩能把它當作「父親或哥哥」一樣仰慕。其努力受到自己與他人的認同。
對每個認識的人的實力和特質都很清楚，不過奏汰是唯一例外。
在去年「流星隊」面臨崩解時，曾試圖邀請昴流加入「流星隊」，並作下了「如果昴流還沒找到自己能夠加入的組合，我會再一次邀請你加入流星隊，來代替（三毛縞）斑和千秋重振流星隊」的約定。
在【DDD】時，當「Trickstar」面臨解散的危機時，千秋就遵守了約定再一次邀請昴流加入「流星隊」，並在背後推了笑著拒絕他的昴流一把。
不擅長應付茄子和鬼怪。
『!!』時期
第一年 →身高：175cm／體重：60kg／生日：9/18／血型：O型／社團：運動生存者、武道家「心」／宣傳語：守護笑容的，熱情英雄！
第二年 →身高：175cm／體重：61kg／生日：9/18／血型：O型／社團：運動生存者、武道家「心」／宣傳語：守護笑容的，熱情英雄！
在『!!』中接下了許多「流星隊」以外的工作，因為屬於特攝系的偶像也讓他的女性粉絲增加。
有時會被工作上的關係者邀請參加酒局，不過他也會以未成年為由拒絕。
在【汽車展覽會】時曾因為關心後輩而偷偷裝作偶然前往會場觀望，不過其心意還是被暴露。
在「流星隊N」的舞台上會以紅色以外的顏色為代表，不過被鐵虎認爲很不適合他。
在活動「變身！星星相系的彗星秀」中，正式從鐵虎身上拿回「流星Red」的名號。
在星奏館內居住於二樓，與真和阿多尼斯同寢室。
在『SS』預選賽中，被賦予「必須定時離開「流星隊」的身邊」的「指令」。
在『SS』預選賽中，被賦予「不能向三毛縞一族的成員求助（包括被家族否認的長男・斑）」的「隱藏指令」，一但違反將會受到「所有所屬「流星隊」的偶像將會被ES除名」的懲罰。
深海 奏汰（しんかい かなた，Shinkai Kanata）
聲優： 西山宏太朗，幼年：名塚佳織（日）／鄧港文（港）／舞台劇版：石井祐輝（第2彈開始）→堀海登（第4彈開始）→井澤巧麻（第8彈開始）
第一人稱為「ぼく」，譯作「我」。
『!』時期
身高：176cm／體重：60kg／生日：8/30／血型：B型／班級：夢之咲學園 3-B／社團：海洋生物部／宣傳語：飄浮在大海上的深海魚☆
代表的身份為流星Blue，同時也是過去的「五奇人」，現在的「三奇人」之一。
性格自由且處事喜歡按照自己的步調，因皮膚容易乾燥和悶熱，所以常常會沐浴在學園腹地內的噴水池。自己稱呼這樣的行為為「噗咔噗咔（ぷかぷか）」。
喜歡大海，不過是個旱鴨子，不會游泳。
言談中只會以平假名發言，不過唯獨千秋告訴他的「英雄（ヒーロー）」會以片假名表示。
是海洋生物部的部長，在教室內養了許多的深海魚。與「UNDEAD」的薰關係很好。
喜歡一切有關大海的事物，包括飼育、飲食、微生物等。
喜歡在海邊唱歌，並常常吸引一群海洋生物靠近他。
和千秋在入學時便成為摯友，也教會他很多事物。
和家中為寺廟的敬人關係不好，其理由出自於【海神戰】，本人也曾說過「我和那座『寺廟』過去有些『因緣』」。
家中情況有些複雜，曾讓周遭親近他的人希望他可以「忘記家中的事」。
以「不會探究家中的事」為條件加入「流星隊」。
外表上看似不會惹是生非，但常常做出一些令人不安的行動與發言。
傳聞家中是統治大海一族的末裔，而奏汰即是繼承了那一血脈的當代家主。
從小就被當成「神明」扶養，並被教導著要將家中世世代代流傳的「不好的東西」給驅逐。
被教育成要為了他人的願望行動，也因此在入學後傳開了名聲（實際上為周圍的信徒所致），在本人毫無察覺下多了許多的信徒。
二年級時被學生會視為討伐對象，因此展開了名為【海神戰】的夢幻祭作為「紅月」對「五奇人」的討伐戰，也讓奏汰卸下神明的身份，轉而成為英雄。
斑的家族為奏汰的信徒，斑也曾經協助過奏汰逃離家中。
幼兒園時奏汰因爲家裡的緣故被孤立過，所以斑主動去找他玩家家酒時，儘管嘴上説著麻煩但卻讓他露出美到令人難以置信的幸福笑容。
神崎（颯馬）家也是奏汰家的關係者，這也讓颯馬在無意識間尊敬著奏汰。
會進入偶像科的理由是因為小時候曾看過斑帶著刊載著偶像的雜誌，讓奏汰認為這與「神明大人」有些相似。
英智將他認定為「三奇人」，並與素戔嗚尊相對應。
『!!』時期
第一年 →身高：176cm／體重：60kg／生日：8/30／血型：B型／社團：生物俱樂部（海洋生物）、神秘部／宣傳語：噗咔噗咔一旁守候的大海使者
第二年 →身高：176cm／體重：60kg／生日：8/30／血型：B型／社團：生物俱樂部（海洋生物）、神秘部／宣傳語：噗咔噗咔一旁守候的大海使者
在『!!』中，家中開始經營水族館。
從春天開始到夏天因為家中的原因無法參與偶像活動，不過還是會在必要時參加。
【MDM】時憑藉著自己的意識動員所有信徒，成功與家中和解。
在星奏館內居住於三樓，門牌號碼為『303』，與燐音、日和同寢室。
在『SS』預選賽中，被賦予「必須統領「組合」的方向性」的「指令」。

#### ALKALOID（アルカロイド）
代表色為青綠色。
『!!』時期
在『!!』中登場，STAR PRO的『差等生』組合。
由天城一彩率領，尖端前衛的音樂組合。代表物為撲克牌的花色。
所有因為被判定為『差等生』而在七月成立，並以八月的【MDM】為目標。
成立後一同移居到星奏館舊館居住，背負著房租、服裝費、樂曲費等債務，一步一步在周遭的人們幫助下度過難關。
於2019年11月9日發表相關情報，並於2020年3月15日正式與『!!』發佈與實裝。
『!!』的主線故事以其為主角敘寫。
在【MDM】後全員移居星奏館本館。
天城 一彩（あまぎ ひいろ，Amagi Hiiro）
聲優：梶原岳人，幼年：伊瀨茉莉也
第一人稱為「僕」，譯作「我」。
『!!』時期
第一年 → 身高：174cm／體重：57kg／生日：1/4／血型：A型／班級：夢之咲學園 2-B／社團：武道家「心」、ES講座 敬人塾／宣傳語：撕裂長空的鮮紅飛燕
第二年 → 身高：174cm／體重：57kg／生日：1/4／血型：A型／班級：夢之咲學園 三年級／社團：武道家「心」、ES講座 敬人塾／宣傳語：撕裂長空的鮮紅飛燕
「ALKALOID」的隊長，代表的身份為♠。
是「Crazy:B」的隊長・天城燐音的弟弟。
性格樂觀進取，也有非常熱情的一面。善於感知人的氣息。
在鄉下出生，有武道的經驗（燐音曾說過，必須要十五個人才有辦法打倒一彩）。
嘴上時常喊著要「毀滅偶像」，但其實對於偶像是什麼也不太清楚。
在主線故事內，當燐音接到「驅逐故鄉」的命令後，一彩才開始以自己的意志思考所有事情，並成為「ALKALOID」的君主（隊長）。
出生於日本國內殘餘的君主制地區，並作為君主的次子長大。
在『!!』時間線的前年末，他的父親病倒，為了將唯一受過繼承者教育的燐音帶回故鄉而來到都市。
認為「偶像」就是害哥哥在都市流連忘返的原因，所以為了將哥哥帶回故鄉，決意要將偶像毀滅。
相信社會上只要是「正確」的事都是好的，並接受著弟弟要對哥哥絕對服從的教育。
教育都是由雙親和師父所教導的，所以認爲學校這個地方就像是異世界一樣。
運動神經優秀，有成為舞者的資質。
在故鄉是「天照大神拳」的專精者。
雖然不黯世事，但學業成績意外很優秀。
在【MDM】後移居星奏館本館二樓，並與日向和丹希同寢室。
在『SS』預選賽中，被賦予「不能與故鄉的人（包含天城燐音）聯絡」的「指令」。
在『SS』預選賽中，被賦予「必須在「SS」預選賽中拿到前五名的成績」的「隱藏指令」，一但違反將會受到「摧毀故鄉」的懲罰。
白鳥 藍良（しらとり あいら，Shiratori Aira）
聲優：天崎滉平
第一人稱為「おれ」，譯作「我」。
『!!』時期
第一年 → 身高：167cm／體重：53kg／生日：11/27／血型：B型／班級：夢之咲學園 1-A／社團：Pretty 5、ES講座 敬人塾／宣傳語：帶刺的可愛
第二年 → 身高：167cm／體重：53kg／生日：11/27／血型：B型／班級：夢之咲學園 二年級／社團：Pretty 5、ES講座 敬人塾／宣傳語：帶刺的可愛
代表的身份為♥。
母親為法日混血，因此自己擁有四分之一的法裔血統。
有著一頭亮色的毛髮與翠綠眼瞳，是個善於社交的少年。
是一為偶像宅，常常為對偶像一無所知的一彩介紹他們所遇到的偶像。
有時會擔任吐槽的角色，不過也有照顧對於不擅操作電子機械的一彩和巽的一面。
遇到第一次見面的偶像時，通常會興奮到啞口無言，有時候也會希望能和對方握上手。
高興或情緒高漲的時候常常會喊出『Love（ラブい）』的口頭禪。
因為只要在ES內進行偶像活動就會被夢之咲學園視為『在學』，所以不太常去學校。
將偶像的周邊商品視為「寶物」並帶到星奏館內，曾經對要擅自觸碰的一彩大聲斥責過。
是昴流父親的大粉絲。
自己認爲身為新人偶像，必須重視與粉絲之間的交流。
從以前就在網路上與琥珀認識並成為網友。
在【MDM】後移居星奏館本館三樓，並與英智和零同寢室。
創曾提起藍良長得十分像英智，並和他相處融洽。
在重返學園後，選擇了加入籃球部。
在『SS』預選賽中，被賦予「必須將體重維持在一定值內」的「指令」。
禮瀨 真宵（あやせ まよい，Ayase Mayoi）
聲優：重松千晴
第一人稱為「私」，譯作「我」。
『!!』時期
第一年 → 身高：174cm／體重：55kg／生日：6/6／血型：O型／班級：夢之咲學園 3-B／社團：甜品會、留宿戶外隊／宣傳語：與你共度超自然之夜
第二年 → 身高：174cm／體重：54kg／生日：6/6／血型：O型／社團：甜品會、留宿戶外隊／宣傳語：與你共度超自然之夜
代表的身份為♣。
膽小懦弱自卑，自認性格古怪。在後方頭髮末端綁了一個結。
常常在天花板內移動，熟知ES內的隱藏通道。
自稱地下的住民，對於「吸血鬼一族的『朔間』」的話題有些心理創傷。
小時候便罹患致命的遺傳疾病，因此通常是在家中學習或是以通信學習。
雖然為夢之咲學園的在籍生，但卻一次都沒有去過學校。
喜歡雷歐的作曲，特別是某一時期的灰暗曲風。
是夢之咲學園和ES內七大不可思議的「怪人」，會在深夜裡拜訪正在練習的人們，並給予他們一些建議後離去。
似乎受到永遠無法與所愛之人結合的詛咒。
所屬忍者同好會，有時候會在對方沒有注意的情況下跟蹤忍。
喜歡小巧可愛的東西，看到自己喜歡的人時會說出一些令人不安的發言。
似乎與『五奇人』有些相似的地方。
在【MDM】後移居星奏館本館一樓，並與友也和維吹同寢室。
在『SS』預選賽中，被賦予「必須參加所有由「ALKALOID」正式接下的工作（儘管身體不適）」的「指令」。
風早 巽（かぜはや たつみ，Kazehaya Tatsumi）
聲優：中澤匡智
第一人稱為「俺」，譯作「我」。
『!!』時期
第一年 → 身高：177cm／體重：58kg／生日：12/28／血型：A型／班級：玲明學園 3-B／社團：茶話會（茗味）、園藝者／宣傳語：大器晚成的新秀
第二年 → 身高：177cm／體重：58kg／生日：12/28／血型：A型／社團：茶話會（茗味）、園藝者／宣傳語：大器晚成的新秀
代表的身份為♦。
家中為教會，曾經作為偶像活動過一陣子。
因為長期的療養而一度暫停偶像活動，直到「ALKALOID」成立後才回歸偶像界，不過也因此留級了一年。
雖然抱有腳傷，但卻持有駕照，曾載著「ALKALOID」的成員沿著海岸線在半日內暴走行駛。
原本所屬於COS PRO，作為單人偶像活動。
過去為了矯正「特待生」與「非・特待生」之間的差異而發起革命，希望能夠達成既「平等」又「公平」的理想社會，但最後因為勞動過度而搞壞自己的身體使革命未果。
雖然有著相應得實力，不過他卻放棄「特待生」的位子，還將自己的工作所得分配給「非・特待生」。
因為革命而被賦予『玲明學園的革命者』、『聖人』等稱號。
和『Eve』的兩人為舊識，其中過去身為「非・特待生」的純對他抱有極度的感恩之情。
在【MDM】後移居星奏館本館一樓，並與晃牙和Kanna同寢室。
在『SS』預選賽中，被賦予「不可以違抗「SS」運營委員長的指示」的「指令」。

### COSMIC PRODUCTION（コズミックプロダクション）
位於ES內18樓的事務所。內部競爭激烈，是一間只要具備才能和實力就必定有回報，甚至可以致富的事務所。
奉行成果主義，旗下關係校具備才能的學生享有『特待生』制度優待。
在『!』中第二部主線故事（『!!』時間線的去年年末）中，因為「SS」的醜聞事件而進行了上層人員大改組。
內部組合人數多為偶數。
簡稱「COS PRO」。

#### Eden（エデン）
『!』時期
主線故事第二章登參與「SS」的組合。
分別為兩個子組合「Eve」與「Adam」所組成。
代表色為黑色。
所屬於『COSMIC PRODUITION』。
『!!』時期
在『!!』中為ES的三巨頭之一。
被稱作COS PRO的得意門生。
在『SS』預選賽中，由於握有種子權，沒有被賦予「指令」。
亂 凪砂（らん なぎさ，Ran Nagisa）
聲優：諏訪部順一（日）／李鎮然（港）／舞台劇演員：松田 岳
第一人稱為「私」，譯作「我」。
『!』時期
身高：178cm／體重：62kg／生日：10/27／血型：B型／班級：秀越學園 3-S／社團：考古研究部／宣傳語：如己所望的萬能神
「Eden」與「Adam」的隊長，是個全能的天才。
是個博愛主義者，對於任何事都不會採取積極的行動，必須有茨在一旁輔佐他才能發揮他真正的價值。
二年級時是夢之咲學園的學生，同時身為「fine」的一員協助英智的革命。
在過去依賴著紡，常常讓他照顧自己的大小事，直至現在若有不懂的事也會試著聯絡他。
小時候受到「教父」的半監禁式養育，並持續接受著偶像的培育教育。
「教父」過世後由巴家轉而扶養他，之後便和日和一起生活，並學習身為一個人類所必須知道的知識。
「教父」過世後也持續以成為偶像為目標。
興趣是發掘遺跡與化石。
『!!』時期
第一年 →身高：178cm／體重：62kg／生日：10/27／血型：B型／社團：「浪漫戲劇」劇團、書會（群書）／宣傳語：千變萬化的萬能神
第二年 →身高：178cm／體重：62kg／生日：10/27／血型：B型／社團：「浪漫戲劇」劇團、書會（群書）／宣傳語：千變萬化的萬能神
在『!!』中住在星奏館二樓，並與薰和裕太同寢室。
在『SS』預選賽中，由於握有種子權，沒有被賦予「指令」。
在『SS』預選賽中，被賦予「不能拒絕來自其他偶像的正式委託」的「隱藏指令」，一但違反將會受到「成為「教父」的養子（戶籍將會回歸，變成養父子關係）」的懲罰。
巴 日和（ともえ ひより，Tomoe Hiyori）
聲優：花江夏樹（日） ／鍾見麟（港）／舞台劇演員：宮城紘大
第一人稱為「ぼく」，譯作「我」。
『!』時期
身高：177cm／體重：61kg／生日：7/24／血型：AB型／班級：玲明學園 3-S／社團：花道部／宣傳語：陽光的貴公子
「Eve」的隊長，有著天真爛漫的王室貴族性格，不過對於他人的事絲毫不感興趣。
過去所屬於fine（舊），後轉學進入玲明學園。
被同組合的純以帶有厭煩意味的稱呼他為「阿日前輩（おひいさん）」，不過本人絲毫不在意。
在與純同居之前都是獨自繳著兩人份的租金並使用著雙人房。
和純在宿舍內養了一隻名為「血腥瑪麗（ブラッディ・メアリ）」的雜種犬，不過因為玲明學園的宿舍禁止飼養寵物，所以兩人都是不被他人察覺偷偷飼養的。
巴財閥的次子，不過沒有要繼承的壓力而每天過著悠閒自適的日子。
當凪砂的養父過世後，由巴家轉而扶養他，並教導他身為一個人類所必須知道的知識。
因為看到凪砂已成為偶像為目標，最後決定自己也要一起成為偶像。
對於當初和舊「fine」的契約涉及自家的狀況，所以本人對於fine與英智有所不滿，他與英智關係在二年級時達到了冰點。
對於自己在剛入學時就常常被拿來與巽比較這件事感到厭煩。
喜歡的食物是鮭魚味的法式鹹派。
『!!』時期
第一年 →身高：177cm／體重：61kg／生日：7/24／血型：AB型／社團：茶話會（茗味）、Pretty 5／宣傳語：光芒耀眼的貴族笑容
第二年 →身高：177cm／體重：61kg／生日：7/24／血型：AB型／社團：茶話會（茗味）、Pretty 5／宣傳語：光芒耀眼的貴族笑容
在『!!』中同樣所屬於COS PRO，且是超越其他人氣組合「Valkyrie」與「2wink」的知名組合。
在畢業後依然會時常進出純所住的宿舍，並且對於和他同寢室的琥珀有些在意。
居住在星奏館三樓，門牌號碼為『303』，與燐音、奏汰同寢室。
在『SS』預選賽中，由於握有種子權，沒有被賦予「指令」。
七種 茨（さえぐさ いばら，Saegusa Ibara）
聲優：逢坂良太（日）／劉奕希（港）／舞台劇演員：橋本真一
第一人稱為「自分」，譯作「我」。
『!』時期
身高：172cm／體重：60kg／生日：11/14／血型：A型／班級：秀越學園 2-S／社團：情報部／宣傳語：七色戰略家
「Adam」的成員，學生企業家，說話謙遜有禮，不過卻相當直接。
身為學生企業家，最擅長經紀人的工作。也有在經營建設公司。
小時候曾接受過軍事訓練，與現在「fine」成員的弓弦從兒時就認識（弓弦的地位在他之上，並稱呼他為「教官大人（教官殿）」）。
依照地位稱呼凪砂為「閣下」，日和為「殿下」（不過日和不太喜歡）。
稱呼英智為「猊下」，紡為「陛下」，雖然表面上以有禮卻語帶諷刺的口條與夢之咲實行合作關係，不過私底下卻計畫著要讓COS PRO成為超越夢之咲的存在。
『!!』時期
第一年 →身高：172cm／體重：60kg／生日：11/14／血型：A型／班級：秀越學園 3-S／社團：丹希厨房、ES講座 茨塾／宣傳語：侵略的戰術家
第二年 →身高：173cm／體重：61kg／生日：11/14／血型：A型／社團：丹希厨房、ES講座 茨塾／宣傳語：侵略的戰術家
在『!!』中就任COS PRO的副所長，並加入情報部。
是「峰會」中COS PRO的「代表」。
掌握著「Crazy:B」的弱點，要求他們對其他事務所的組合實行無差別攻擊。
居住在星奏館二樓，與紡、翠、光同寢室。
在『SS』預選賽中，由於握有種子權，沒有被賦予「指令」。
漣 純（さざなみ じゅん，Sazanami Jun）
聲優：內田雄馬（日）／李安邦（港）／舞台劇演員：岸本勇太
第一人稱為「オレ」，譯作「我」。
『!』時期
身高：173cm／體重：61kg／生日：8/16／血型：O型／班級：玲明學園 2-S／社團：網球部／宣傳語：影之從僕
「Eve」的成員，在自由奔放日和左右下，抱持著有話直說的勤勉性格。
討厭的事情是「被日和騷擾」。
父親為前偶像，對在過去與父親在同一個時期活躍的夢之咲學園的教師・佐賀美陣抱持著怨恨，直到Saga計畫後才放下。
似乎看不慣陣的酒癮。
和日和在宿舍內養了一隻名為「血腥瑪麗」的雜種犬。
自從【SummerLive】後就和真交換了聯絡方式，並持續有一定的交流。
『!!』時期
第一年 →身高：173cm／體重：61kg／生日：8/16／血型：O型／班級：玲明學園 3-S／社團：書會（漫畫會）、玩樂部／宣傳語：狂野鬣狗
第二年 →身高：174cm／體重：62kg／生日：8/16／血型：O型／社團：書會（漫畫會）、玩樂部／宣傳語：狂野鬣狗
非常尊敬巽。
在『!!』中住在玲明學園的宿舍，並與琥珀同寢室。【MDM】後移居星奏館一樓，並與琥珀和Esu同寢室。
在心中佔據他最大的為陣與他的事，儘管本人認為應該是日和。
在『SS』預選賽中，儘管沒有被賦予「指令」，但依然有人因為有趣而為他設下「不可以提到佐賀美陣的名字」的假「指令」。

##### Adam（アダム）
所屬於秀越學園的組合。
隊長・亂凪砂為過去夢之咲學院的組合「fine」的兩大看板之一。
宣傳語為「侵略與支配的統治者組合」。
代表色為藍色與深灰色。
亂 凪砂（らん なぎさ，Ran Nagisa）
參照「亂 凪砂」
七種 茨（さえぐさ いばら，Saegusa Ibara）
參照「七種 茨」

##### Eve（イヴ）
所屬於玲明學園的組合。
隊長・巴日和為過去夢之咲學院的組合「fine」的兩大看板之一。
宣傳語為「用甜言低語俘獲人心的圈套組合」。
代表色為象牙白與萊姆綠。
巴 日和（ともえ ひより，Tomoe Hiyori）
參照「巴 日和」
漣 純（さざなみ じゅん，Sazanami Jun）
參照「漣 純」

#### Valkyrie（ヴァルキュリー）
在『!』的代表色為赤紫色，在『!!』中的代表色為酒紅色。
『!』時期
藝術涵養極高，充滿激情的組合。
「Valkyrie」為成鳴所取名，成鳴對宗的第一印象—北歐神話裡的戰爭少女。
雖然活動率不高，但注重形式與領導，拘泥於纖細的表現手法，因此獲有許多特定代表死忠粉絲。
過去是學園內最具實力的組合，同時也對於外部的活動也有所參與。
因為夢幻祭制度的調整，將表演的優劣數值化，並反映在成績上。其複雜難解的世界觀不受到觀眾青睞，因此聲勢開始下滑。
在『!』時間線的一年前，成鳴曾經是「Valkyrie」的一員。
通常將手工藝部的教室當作活動據點。
在2018年8月的故事票選活動中，第一名的組合故事為「演舞！天川銀河承載之思念」。
『!!』時期
在『!!』中所屬於『COSMIC PRODUITION』，因為曾數次在社群媒體上引發「炎上」，因此被限制部分的功能。
加入COS PRO的理由是因為利害一致，認為如果「成效不佳或許也會獨立」。
因為宗常常在網路上寫下造成炎上的言論，所以他所能接觸到的情報也被有所限制。
齋宮 宗（いつき しゅう，Itsuki Shu）
聲優：高橋廣樹，幼年：石橋桃（動畫）（日）／李凱傑，詹健兒（幼年）（港）／舞台劇演員：山崎大輝
第一人稱為「僕」，譯作「我」。
『!』時期
身高：177cm／體重：59kg／生日：10/30／血型：A型／班級：夢之咲學園 3-A／社團：手工藝部／宣傳語：具有高尚感性的獨奏者
原「五奇人」的一員，同時也是「Valkyrie」的隊長與手工藝部的部長。
一絲不苟的完美主義者，有著過份急躁且旁若無人的性格，不過也擁有聰慧的一面。
常常帶著一個金髮碧眼，名為「瑪朵莫塞爾（マドモアゼル）」的西洋人偶，宗時常會使用腹語術來讓她代替自己的身份說話。人格以紅郎的媽媽為基準。
被同一組合的成員・美伽稱為「老師（お師さん）」仰慕著。
雖然稱美伽為「殘次品」，但其實心裡非常重視美伽，不過表面一直不承認他對自己的重要性，而美伽也傻傻的相信對方沒有把自己當成重要的人看。而在『!!』中對美伽逐漸變得直率。
和紅郎是兒時玩伴，小時候常和他一起向他的媽媽學習縫紉。
時常因為徹夜投入準備演唱會或衣服而感冒。
和雷歐同樣身為藝術家，雙方常秉持著自己的藝術論點爭論（彼此最喜歡的藝術也是好朋友）。
起初對過去一同所屬「Valkyrie」的成鳴抱持著複雜的心境，之後才慢慢和解。
喜歡如低年級「Ra*bits」成員的可愛模樣。
將同樣身為五奇人的夏目當作弟弟一樣疼愛，同時也會將夏目疼愛的宙當作孫子一樣照顧。
因為在製作料理或糕點時都會仔細精量所需的材料用量，因此常常能做出美味的食物。
雷歐曾說過「對於那個傢伙，就是要就是要挑畔他惹他生氣，讓他充滿怨很、心懷憎惡，這樣對他才更好」「這樣的話，他才能創造出普通人無法寫出的驚世駭俗的作品」。
會時隔久遠再度復出並參加【七夕祭】是因為受到英智的煽動與學院頂點的「fine」威脅。
因為秉持著自己的藝術價值觀，因此宗認為自己的舞台與大部分人都能接受的夢幻祭制度相性不合。
曾看到網路上有人在說自己的壞話，因此一氣之下就拿起斧頭將電腦劈成了兩半。
『!!』時期
第一年 →身高：177cm／體重：59kg／生日：10/30／血型：A型／社團：「浪漫戲劇」劇團、創作怪物／宣傳語：高傲的藝術家偶像
第二年 →身高：177cm／體重：60kg／生日：10/30／血型：A型／社團：「浪漫戲劇」劇團、創作怪物／宣傳語：高傲的藝術家偶像
在『!!』中於法國巴黎留學。
在星奏館內居住於三樓，與泉、紅郎、真緒同寢室。
在『SS』預選賽中，被賦予「不可以對東北地區的當地人惡言相向（所謂的「惡言」將交由「SS」運營方判定）」的「指令」。
在『SS』預選賽中，被賦予「在「SS」預選賽期間不可以有任何「杯葛」行為」的「隱藏指令」，一但違反將會受到「透過巴黎政府，對宗下達驅逐令」的懲罰。
 美伽（かげひら みか，Kagehira Mika）
聲優：大須賀純（日）／鍾見麟（港）／舞台劇演員：猪野廣樹
第一人稱為「おれ」，譯作「我」。
『!』時期
身高：171cm／體重：54kg／生日：12/26／血型：B型／班級：夢之咲學園 2-B／社團：手工藝部／宣傳語：開朗又怕寂寞的烏鴉
不擅長與男性接觸，不過一旦相處久了後關係就會變得很好。
因為自己是右眼黃色、左眼藍色的異色瞳以及自己女性化的名字而感到煩心。
說話帶有關西腔，喜歡可愛且恐怖的怪誕類型物品。
和同班同學的嵐從一年級開始就相當友好。
對身為自身組合隊長的宗非常仰慕，並稱呼他為「老師（お師さん）」。也同時敬愛著常與他一起行動的「瑪朵莫塞爾」，並稱呼她「瑪朵姐（マド姉ェ）」。被齋宮宗稱為「殘次品」。
對成鳴的稱呼從他所屬於「Valkyrie」開始，直到他離開後依然都不變，都是「成鳴哥」。
對組合內的成員就如家人一樣，比誰都還要在乎「Valkyrie」存亡。
孤兒院出生，曾在萬聖節搭乘新幹線被生活在孤兒院的孩子們拜訪。
於宗在學時與他住在同一個屋簷下，宗畢業之後則開始一個人生活。
具有強烈的上進心，為了賺取「Valkyrie」的活動資金而常常進行校內兼職，因此握有一些體力。
作品中沒有具體描述美伽製作衣服的過程，不過依然可以看出一點他的設計水準。
比起宗對藝術的執著，自己表現得更加靈活變通。
喜歡人偶和玩偶，興趣是在垃圾場撿一些毀損的玩偶起來維修，善於修補壞掉的東西。
自幼被父母拋棄，某次獨自從養父母家中跑出去並在垃圾場遇到和紅郎一同離家出走的宗。直到再次在電視上看見了宗，遂從老家跑到夢之咲所在的城市，想要離宗更近一些。
『!!』時期
第一年 →身高：171cm／體重：54kg／生日：12/26／血型：B型／班級：夢之咲學園 3-A／社團：Pretty 5、ES講座 敬人塾／宣傳語：初出茅廬的藝術家
第二年 →身高：172cm／體重：55kg／生日：12/26／血型：B型／社團：Pretty 5、ES講座 敬人塾／宣傳語：初出茅廬的藝術家
在『!!』中成為以宗為恩師的藝術家並在日本活動。
雖然對成鳴還抱有一些不諒解的地方，不過與他的關係也漸漸改善，也能和「Ra*bits」的成員進行正常的對話了。
因為視線一直在宗身上並絕對跟隨宗，被不少人指出這並不正常。返禮祭過後，不再當一個「人偶」，而是向宗提出想成為能與他並肩並向他看齊的人類(藝術家)。
起初一個人住在一間已簽約的公寓內，直到宗在準備【JNLC】時發現美伽一個人根本無法生活而強制解約，之後搬入星奏館住在一樓，與凜月和Yume同寢室。
宗留學期間因進行個人活動而聲名大噪，導致原本生活的育幼院申請人過多。此外，育幼院被一所不擇制的偶像學校所困，在宗和七種茨的幫助下重新站起來了。(在那之後有人暗中唆使「Double Face」制裁元凶。)
在『SS』預選賽中，被賦予「不可以稱呼宗為「老師」」的「指令」。

#### 2wink（トゥウィンク）
『!』時期
以同步的表演為賣點，擅於電子流行音樂的雙胞胎組合。
在『!』中因為是一年級的組合，所以在學園內的活動資歷較淺，但他們卻以獨特的特技表演取得得大家的目光，迅速積累出一定的人氣。
雖然曾在【DDD】中因為協助「Trickstar」而受到懲罰並留下紀錄，但在三年級生畢業後馬上就成為校內無敵的強豪組合。
代表色為螢光色。
在2018年8月的故事票選活動中，第一名的組合故事為「招福＊鬼與兄弟的節分祭」。
『!!』時期
在『!!』中所屬於「COSMIC PRODUITION」，在COS PRO內擁有僅次於「Eden」與「Valkyrie」的實力。
日和評價他們「定位更接近於單人偶像」。
自從在【節分祭】上宣稱「兩人同為一體」後，就成為了夢之咲出身者想保護的對象。
葵 日向（あおい ひなた，Aoi Hinata）
聲優： 齊藤壯馬（日）／李凱傑（港）／舞台劇演員： 山中健太
第一人稱為「俺」，譯作「我」。
『!』時期
身高：168cm／體重：54kg／生日：3/5／血型：AB型／班級：夢之咲學園 1-A／社團：輕音部／宣傳語：明亮耀眼的調皮太陽
「2wink」的隊長，同時也是裕太的雙胞胎哥哥。性格上喜歡惡作劇。
常在組合活動上獨斷做出決定，因此常常和同樣身為團員的弟弟吵架。
和同年級的宙關係很好。
體力方面比裕太好一些。
和父親雖然有些隔閡，但一直都有和父親保持聯絡。對待裕太不只是身為哥哥，還代替父親感到自責。
從小就和裕太在大街上當起了街頭藝人。
表面上和裕太相反，喜歡「甜食」，但其實非常不擅長。
家中的飯是和弟弟輪流煮的，但實際上是兩人一起在廚房煮，因爲要煮出兩方都能接受的味道。
因為雙方都說不準誰是哥哥誰是弟弟，因此日向率先自稱「哥哥」。
被輕音部的部長零當作孫子一樣疼愛，也在零畢業之後，繼承了他在學園內的情報來源。
常協助晃牙所開墾的一部分田地種植農作物。
身上帶著粉色的耳機，並在頭髮右側別上粉色髮夾。
『!!』時期
第一年 →身高：170cm／體重：54kg／生日：3/5／血型：AB型／班級：夢之咲學園 2-B／社團：園藝者、「BB」樂隊／宣傳語：太陽色的活力之星☆
第二年 →身高：170cm／體重：55kg／生日：3/5／血型：AB型／班級：夢之咲學園 三年級／社團：園藝者、「BB」樂隊／宣傳語：太陽色的活力之星☆
在『!!』中與燐音意氣相投，並接受了他所介紹的午夜俱樂部打工。
願意像對待其他粉絲一樣對待自己的父親。
居住在星奏館二樓，與一彩、丹希同寢室。
在『SS』預選賽中，被賦予「在預選賽期間，不能夠與葵裕太交換身份」的「指令」。
在『SS』預選賽中，被賦予「不能以共同出演的形式參加由其他「組合」（特別是「UNDEAD」）所主辦的企劃（若必須共同出演時，則一定要以「2wink」為主體。「SS」運營方舉辦的企劃【SDS】與上傳影片則不限於此）」的「隱藏指令」，一但違反將會受到「將「2wink」解散，並分配日向與裕太到不同的「組合」內」的懲罰。
葵 裕太（あおい ゆうた，Aoi Yuta）
聲優：齊藤壯馬（日）／李凱傑（港）／舞台劇演員：山中翔太
第一人稱為「俺」，譯作「我」。
『!』時期
身高：168cm／體重：54kg／生日：3/5／血型：AB型／班級：夢之咲學園 1-B／社團：輕音部／宣傳語：尋求自我光輝的調皮月亮
日向的雙胞胎弟弟，性格開朗元氣，同時也有著纖細的一面。
充當雙胞胎哥哥日向的監護人，十分擔心他「自我犧牲」的行為。
和日向相比是室內派，缺乏體力且喜歡玩遊戲。
喜歡辛辣的食物。
在某次交換組合衣裝的練習時與同班的忍成為好朋友。
曾和泉有過一些交流。
身上帶著薄荷綠的耳機，並在頭髮左側別上薄荷綠髮夾。
『!!』時期
第一年 →身高：170cm／體重：54kg／生日：3/5／血型：AB型／班級：夢之咲學園 2-B／社團：「BB」樂隊、玩樂部／宣傳語：夕陽色的自然之星
第二年 →身高：170cm／體重：55kg／生日：3/5／血型：AB型／班級：夢之咲學園 三年級／社團：「BB」樂隊、玩樂部／宣傳語：夕陽色的自然之星
在『!!』中住在星奏館二樓，並與薰和凪砂同寢室。
和HiMERU關係不錯。
依然對父親抱持著怨恨的心情，但在午夜俱樂部開始願意像對待其他粉絲一樣對待父親。
在『SS』預選賽中，被賦予「不能與分配在中國地區以外的偶像取得聯繫（若單方面查看對方SNS的內容則沒問題）」的「指令」。

#### Crazy:B（クレイジービー）
代表色為黃色。
『!!』時期
在『!!』中登場，COS PRO的『問題生』組合。
由天城燐音率領，感性十足的派對組合。代表物為自在飛翔的蜜蜂。
所屬於『COSMIC PRODUITION』。
於2019年11月9日發表相關情報，並於2020年3月15日實裝。
在『!!』的主線故事中與「ALKALOID」互為敵對組合。
天城 燐音（あまぎ りんね，Amagi Rinne）
聲優：阿座上洋平，幼年：田村睦心
第一人稱為「俺っち」，譯作「咱」。
『!!』時期
第一年 → 身高：181cm／體重：61kg／生日：5/18／血型：AB型／社團：玩樂部、創作怪物／宣傳語：刺激博弈者
第二年 → 身高：181cm／體重：63kg／生日：5/18／血型：AB型／社團：玩樂部、創作怪物／宣傳語：刺激博弈者
「Crazy:B」的隊長，同時也是「ALKALOID」的隊長・天城一彩的哥哥。
是個將興趣與人生都視為賭博的偶像。和丹希是原搭擋。
曾在故鄉接受著繼任君主所需的教育，後來因為看不慣故鄉循規蹈矩的風氣，於是自顧自地在故鄉發表了一場演說後，便前往都市並與丹希相遇。
因為對丹希說了「想成為偶像」，於是兩人便加入了COS PRO，開始與丹希兩人進行偶像活動。
因為丹希對偶像活動得不上心，因此燐音多為單人活動，直到在「SS」上COS PRO因醜聞而衰敗，工作開始急速減少。
ES設立後，茨威脅並指示「Crazy:B」無差別攻擊其他組合，最後因為ES的心態與「峰會」上的告發，燐音將「Crazy:B」的所作所為都擔在自己身上，並宣稱其他三人都是被害人。
在返回故鄉的過程中遭到帶回，並且因為「流星隊」與「ALKALOID」的活躍，「Crazy:B」再一次以偶像的身份回歸。
對偶像界有一半皆為ES獨大的方針有所不滿，希望能夠成為自己想成為的偶像，而不是拘泥於刻板印象的偶像。
仰慕著隻身一人支撐著偶像界的超級偶像。
在【MDM】後移居星奏館本館三樓，門牌號碼為『303』，並與奏汰、日和同寢室。
在『SS』預選賽中，被賦予「不能與弟弟（天城一彩）的聯絡」的「指令」。
在『SS』預選賽中，被賦予「在「SS」預選賽結束時，必須持有比「Knights」以上的「SSL$」」的「隱藏指令」，一但違反將會受到「諸殺櫻河一族」的懲罰。
HiMERU（ひめる）／ 十条（とうじょう，Toujyou）
聲優：笠間淳
第一人稱為「HiMERU」，以「十条」身份時會變為「俺」，譯作「我」。
『!!』時期
第一年 → 身高：178cm／體重：56kg／生日：7/7／血型：O型／班級：秀越學園 3-S／社團：甜品會、ES講座 茨塾／宣傳語：藏於（HiMERU）你心底的秘密
第二年 → 身高：178cm／體重：57kg／生日：7/7／血型：O型／社團：甜品會、ES講座 茨塾／宣傳語：藏於（HiMERU）你心底的秘密
過去為單人活動的偶像。
言談輕聲細語和與他人保持一點距離的說話方式，曾說過「稱呼他人時加上敬稱並非HiMERU的角色設定」。
對巽抱持著「人生中不想再聽到第二次的名字，不管是臉孔還是聲音，都讓人萬分痛恨」的想法，似乎與他有些淵源的樣子。
在學業方面，大學已經跳級畢業。
從未想過自己不當偶像之後的事。
似乎很想回到過去身為單人偶像活動的樣子。
不喜歡他人稱呼自己的本名。
事實上，其真實身份為過去以藝名「HiMERU」活動的十条要之同父異母的哥哥。父親為「教父」的後代子孫。
為了代替在巽於玲明學園發動革命時遭到『非·特待生』攻擊而入院的要成為偶像，後便活用從「神父」那裡學到的變臉技術，並以藝名「HiMERU」進行偶像活動。
在【MDM】後移居星奏館本館一樓，並與嵐和鐵虎同寢室。
在『SS』預選賽中，被賦予「不能夠化妝」的「指令」。
櫻河 琥珀（おうかわ こはく，Oukawa Kohaku）
聲優：海渡翼，幼年：中原麻衣
第一人稱為「わし」，譯作「我」。
『!!』時期
第一年 → 身高：168cm／體重：51kg／生日：2/5／血型：B型／班級：玲明學園 1-S／社團：茶話會（Kaori）、甜品會／宣傳語：豔麗閃耀的櫻花
第二年 → 身高：168cm／體重：52kg／生日：2/5／血型：B型／班級：玲明學園 二年級／社團：茶話會（Kaori）、甜品會／宣傳語：豔麗閃耀的櫻花
說話帶有京都腔與獨特「科科科」笑法的偶像。
出生於朱櫻家分家的櫻河家。
在家中通常都是穿著和服生活，因此第一次穿上組合衣服時，對於衣服的穿法不太了解。
將自己的名字解讀為「凋零的櫻花，以及流淌著封住蟲子一類事物的樹脂的河流」。
從來沒有去過學校，也沒有受過義務教育。
擅於在網路上收集情報，貌似有具備戰鬥的能力。
易怒，生氣時語氣會變得粗暴。
曾經與藍良在網路上交流過，不過雙方並不知道彼此的真面目，因此以他的使用者暱稱稱呼他。
「家業」接近裏社會，和在表面上不會表明身份活動的「DoubleFace」夥伴的斑有些親近感。
在『!!』中住在玲明學園的宿舍，並與純同寢室。【MDM】後移居星奏館一樓，並與純和Esu同寢室。
在『SS』預選賽中，被賦予「不能夠殺人」的「指令」。
椎名 丹希（しいな にき，Shiina Niki）
聲優：山口智廣
第一人稱為「僕」，譯作「我」。
『!!』時期
第一年 → 身高：176cm／體重：61kg／生日：10/5／血型：AB型／社團：丹希厨房、留宿戶外隊／宣傳語：將丹希的營養笑容送到你心中
第二年 → 身高：177cm／體重：61kg／生日：10/5／血型：AB型／社團：丹希厨房、留宿戶外隊／宣傳語：將丹希的營養笑容送到你心中
同時以廚師身份活躍的偶像，和燐音是原搭擋。
肚子餓時性格會變得相當暴躁。
在ES大廈內的咖啡廳「月桂」工作，同時也會在ES內的員工食堂做料理。
雖然想放棄當偶像，不過因為只要所屬ES內就可以用L$購買食材以省下大量的伙食費，因此還是會覺得有些遺憾。
父親是曾是活躍於電視上的廚師，但因為和電視局發生爭執，因此遭到藝能界厭惡。
才剛前往東京就遇到燐音就收養他，並收集提供他成為偶像所需的情報。
過去因某飲食店的藝能關係者請託而與燐音成為偶像，不過因為不讓家人不悅而消極地進行偶像活動。
ES設立後，加入了「Crazy:B」。
對於自己收養了燐音就必須對他負責到底。
在【MDM】後移居星奏館本館二樓，並與一彩和日向同寢室。
在『SS』預選賽中，被賦予「不能吃麵粉製的食物」的「指令」。

### Rhythm Link（リズムリンク）
位於ES內12樓的事務所，是ES內最古老的事務所。
十分重視傳統偶像的優良的形象，並憑藉著退役偶像的支援，踏實的進行活動。
內部成員眾多，除了偶像之外也有許多音樂創作型的藝人。
為了振興「音樂特區」的計畫，動用了許多過去的偶像以重整該地區。
簡稱「Rhyth Lin」。

#### UNDEAD（アンデッド）
在『!』的代表色為黑和紫，在『!!』的代表色則只為紫色。
『!』時期
以過激背德的表演風格為特徵的組合。
因為充滿著很多個性強烈的成員，因此在『!』中參加演唱會的頻率較低，全員發揮100％實力的表演也較少。
在三年級生畢業後，所有人決定各自進行偶像活動，直到二年級生也畢業後，四人才會再次以「UNDEAD」的身份活動。
在2018年8月的故事票選活動中，第一名的組合故事為「衝突！傾吐心意的返禮祭」。
『!!』時期
在『!!』中所屬於「Rhythm Link」。
因為大幅使用大量賺來的L$，因此並沒有被列入三巨頭之一，不過也有許多狂熱粉絲認為「UNDEAD」才是最強的。
朔間 零（さくま れい，Sakuma Rei）
聲優: 增田俊樹，幼年：小清水亞美（日）／李鎮然（港）／舞台劇演員:小南光司
第一人稱為「我輩」，譯作「吾輩」。
『!』時期
身高：179cm／體重：61kg／生日：11/2／血型：B型／班級：夢之咲學園 3-B／社團：輕音部／宣傳語：統領暗夜的魔王
是「三奇人」，即原「五奇人」的一員，同時也是「UNDEAD」隊長與輕音部的部長。
在「三奇人」中與月讀相對應。
言行舉止像個老人一般，需要別人照顧。
不擅長面對陽光，白天會躺在夏目製作的棺材中並自稱「吸血鬼」，不過只喜歡喝番茄汁，對鮮血則很排斥。
因為曾在國外留學一年而留級了一年（高中二年級就讀了兩年）。
是朔間凜月的哥哥，也是朔間家的下一任當家主。
家族會在每年年初於聖地「特蘭西瓦尼亞」舉行聚會，還會舉辦引用他人之血的儀式・復活祭。
非常疼愛自己的弟弟凜月，不過卻被他討厭著，對凜月討厭自己的原因很不解，認爲是因爲自己出去留學的期間讓他感到寂寞。
和敬人從以前就是朋友。
接觸過爵士、搖滾、歌劇等類型的音樂。
曾經和敬人與晃牙組過名為「DEADMANS（デッドマンズ）」的組合。
是前任學生會長，不過因為當時敬人才剛重組學生會，零基本上也採取放任主義，因此整個學園呈現荒廢狀態。
「有求必應」的性格使他常常來回奔波於國外，因此學生會長的位置也被英智奪取。
身邊圍繞著一種會讓人想把煩惱的事全盤托出的氣場。
自知自己的影響力有多大，不過不會有太多的積極的行動，而是到處建立情報源。
畢業之後將一部分的情報源交由日向繼承。
在主線故事中以輕音部的活動為契機，向「Trickstar」的革命提供了幫助。
動真格時會經常受到周圍的人崇拜，但也憧憬著同時身為人與偶像且可以做出讓粉絲們感到開心的事的薰。
在「五奇人」時期與現在相較之下，髮型和說話方式都有了有意的改變，在少數情況下會變回以前的髮型與說話方式。
『!!』時期
第一年 →身高：179cm／體重：61kg／生日：11/2／血型：B型／社團：「BB」樂隊、神秘部／宣傳語：誘人至暗夜的魔王
第二年 →身高：180cm／體重：62kg／生日：11/2／血型：B型／社團：「BB」樂隊、神秘部／宣傳語：誘人至暗夜的魔王
在『!!』中住在星奏館三樓，並與英智和藍良同寢室。
在「峰會」中擔任Rhyth Lin的「輔佐」，不過基本上也是放任會議進行。
在『SS』預選賽中，被賦予「必須依循著早起晚居的規律生活」的「指令」。
在『SS』預選賽中，被賦予「必須對「2wink」的命令絕對服從」的「隱藏指令」，一但違反將會受到「摧毀ES大廈與星奏館（會選在被害者越多人時進行）」的懲罰。
羽風 薫（はかぜ かおる，Hakaze Kaoru）
聲優： 細貝圭（日）／陳卓智（港）／舞台劇演員：奥谷知弘
第一人稱為「俺」，譯作「我」。
『!』時期
身高：178cm／體重：63kg／生日：11/3／血型：B型／班級：夢之咲學園 3-A／社團：海洋生物部／宣傳語：隨性漂浮的愛之使者
性格正如其名，自由奔放，喜歡按照自己的步調來。興趣是衝浪。
在家教嚴格的家庭長大，因此不喜歡被束縛的感覺。
因為母親早逝，所以有採取女性主義的一面。
是地方Live House的管理者。
儘管討厭男人，但與同一社團的奏汰因為有共同家事而關係很好，是他難得的朋友。
曾將成鳴、颯馬、創等人誤認為女生並向他們搭訕，得知真相後會瞬間收回向他們搭訕伸出的手。
雖然對女性非常友好，但因為杏與他初次見面時的第一印象不好，因此躲避了他好一段時間。
因為曾經歷過夢之咲一部分的天才遭到埋沒的時期，所以在【DDD】時期對偶像活動很不上心。
經過一年的相處，已經相當有身為「UNDEAD」的一員與零的搭擋的自覺。
在夏天之前，對於組合內後輩的事漠不關心，甚至連名字都會記錯，之後才開始將他們當作後輩好好疼愛。
作為偶像的風格是和陣一樣會讓粉絲對他墜入愛河的類型。
『!!』時期
第一年 →身高：178cm／體重：63kg／生日：11/3／血型：B型／社團：書會（群書）、生物俱樂部（海洋生物）／宣傳語：傳遞愛意的隨性之風
第二年 →身高：178cm／體重：63kg／生日：11/3／血型：B型／社團：書會（群書）、生物俱樂部（海洋生物）／宣傳語：傳遞愛意的隨性之風
在『!!』中和零一起工作的次數漸漸增加了。
和零作為搭擋被評為「UNDEAD」的兩大看板。
居住在星奏館二樓，與裕太和凪砂同寢室。
在活動「SHUFFLE×戀爱的√是AtoZ」中擔任「約會方案構思小隊」的隊長。
在『SS』預選賽中，被賦予「不能與女性交流（如果是舞台上單方面的行為則沒有問題，但須多加收斂）」的「指令」。
大神 晃牙（おおがみ こうが，Ogami Koga）
聲優: 小野友樹（日）／關令翹（港）／舞台劇演員: 赤澤遼太郎
第一人稱為「俺様」，譯作「本大爺」。
『!』時期
身高：174cm／體重：58kg／生日：7/18／血型：A型／班級：夢之咲學園 2-B／社團：輕音部／宣傳語：孤高的狂野之狼
性格暴躁不耐煩，自稱「孤高的一匹狼」，嗅覺相當靈敏。
非常喜歡狗，也被狗喜歡著，養了一隻名為Leon的柯基。
曾經和敬人與零組過名為「DEADMANS（デッドマンズ）」的組合。
是零的忠實粉絲，為了追逐他的身影，和他加入了同一個學校、社團、組合，就連說話方式也是模仿過去的零。
輕視著零現在這種任性妄為的老年舉止。
喜歡搖滾，對於上位者基本上採反抗心態。
春天時參加了【龍王戰】並與紅郎在上打鬥，之後接下了「學園最強」的稱號。
和昴流都非常喜歡狗，與他飼養的愛犬「大吉」關係也非常好。
喜歡給別人取一些如「眼鏡豆芽菜」（真）、「阿凜」（凜月）之類獨特的綽號。
在學園內開墾了一片田地，並種植了一些番茄與大蒜。
『!!』時期
第一年 →身高：175cm／體重：58kg／生日：7/18／血型：A型／班級：夢之咲學園 3-B／社團：生物俱樂部（陸地生物）、「BB」樂隊／宣傳語：伸出利爪、露出獠牙！狼之搖滾！
第二年 →身高：175cm／體重：58kg／生日：7/18／血型：A型／社團：生物俱樂部（陸地生物）、「BB」樂隊／宣傳語：伸出利爪、露出獠牙！狼之搖滾！
在『!!』中住在星奏館一樓，並與巽和Kanna同寢室。
自從零畢業後，和凜月的交談次數就增加了。
在『SS』預選賽中，被賦予「不能接觸人類以外的動物」的「指令」。
乙狩 阿多尼斯（おとがり あどにす，Otogari Adonis）
聲優： 羽多野渉，幼年：加隈亞衣（日）／劉奕希（港）／舞台劇演員：瑛
第一人稱為「俺」，譯作「我」。
『!』時期
身高：178cm／體重：64kg／生日：8/29／血型：A型／班級：夢之咲學園 2-A／社團：田徑部／宣傳語：誓死保護小東西
性格沉默寡言，溫柔老實，有三個姊姊。
因為是混血兒而曾有受到歧視的經驗，所以對於同樣弱小的人會特別關照。
身為田徑部的副隊長，和光的相處有如父子般融洽。
祖國的家人與零是熟人，在零留學時互相認識，之後作為留學生轉入夢之咲。
出生在一個沙漠遍佈、溫差極大、長久以來政治不安定、周圍鄰國多為敵國的國家。
父親在祖國是極具聲勢的人，因此暴露於遭暗殺與誘拐的危險中。
母親是穿梭於危險戰場中用歌聲撫慰人心的歌姬，但現在因喉嚨狀態不好而暫停活動中。
現在跟隨著母親的腳步，實現在世界各地唱歌的夢想。
曾在暑假期間和姊姊們回過家中一趟。
喜歡吃肉，常常向他人勸說「要多吃肉」。
運動神經良好，可以感受到周圍的殺氣。
喜歡捕獵生物，捕魚時也是以潛水的方式抓取。
擅長吹奏陶笛並吸引一群動物。
和熟知日本文化的同班同學颯馬是好朋友。
『!!』時期
第一年 →身高：178cm／體重：64kg／生日：8/29／血型：A型／班級：夢之咲學園 3-B／社團：運動生存者、茶話會（Kaori）／宣傳語：為世人與世界帶來LOVE&PEACE
第二年 →身高：178cm／體重：65kg／生日：8/29／血型：A型／社團：運動生存者、茶話會（Kaori）／宣傳語：為世人與世界帶來LOVE&PEACE
在『!!』中升上三年級後曾一度回到祖國處理家中的事。
居住在星奏館二樓，與真和千秋同寢室。
在『SS』預選賽中，被賦予「不能提到關於肉的話題」的「指令」。

#### Ra*bits（ラビッツ）
『!』時期
以「小巧可愛」為主題的組合。
代表色為水色。
在『!』中的梅雨季之前都以圖書室當作據點練習。
是在春天時以一年級生為中心所組成的組合。
雖然在主線故事中一度敗北，但他們依然保持著踏實與堅忍不摧的實力，是只靠著一年級生在12月的【星曜祭】中進入後半戰的組合。
在2018年8月的故事票選活動中，第一名的組合故事為「追憶＊人偶細線之端」。
『!!』時期
在『!!』中因為有著「若加入好戰的STAR PRO或COS PRO，會被當作可愛的東西榨乾利用」的判斷，因此加入了『Rhythm Link』。
在成鳴暫停偶像活動的過程當中由友也接任隊長一職，成鳴回歸後依然由友也擔任隊長。
藍良曾說「他們身邊有著一群近乎於怪獸家長性質的粉絲」。
真白 友也（ましろ ともや，Mashiro Tomoya）
聲優： 比留間俊哉（日）／張頌欣（港）／舞台劇演員：宮崎湧
第一人稱為「俺」，譯作「我」。
『!』時期
身高：167cm／體重：53kg／生日：3/29／血型：A型／班級：夢之咲學院 1-A／社團：演劇部／宣傳語：普通是最好的……不對！
成鳴稱其為「普通的孩子」，說話明確，性格老實。
常常捲入周遭發生的麻煩事，對於週遭人給他的評價「普通」感到非常煩惱。
容易受動物親近。
和同班同學的創從中學時期就是朋友，曾邀約他一起偷偷到學院內欣賞欣賞涉主演的公演「睡美人」，友也以此為契機加入了演劇部。
入部後才對涉的本性幻滅，並嫌棄稱呼他為「變態假面（変態仮面）」，不過他相當吸引涉的注意，常常陷入被逼迫穿上女裝等麻煩的事。
儘管成為了涉奇行的受害者，但依然在演戲方面相當敬重他。
在【推理舞台】期間與涉找到了共同興趣而使兩人稍微縮短了一點距離。
非常癡迷於一樣身為演劇部成員的北斗，常常會將一些爆炸性的發言脫口而出。
在塑造角色時會嘗試以將自我扼殺的方法實行，演技可能遠遠超越北斗。
在【返禮祭】時為了向涉證明自己的成長，於是被成鳴任命成為下一任隊長。
『!!』時期
第一年 →身高：168cm／體重：53kg／生日：3/29／血型：A型／班級：夢之咲學院 2-B／社團：「浪漫戲劇」劇團、生物俱樂部（陸地生物）／宣傳語：優點就是普通又認真
第二年 →身高：168cm／體重：53kg／生日：3/29／血型：A型／班級：夢之咲學院 三年級／社團：「浪漫戲劇」劇團、生物俱樂部（陸地生物）／宣傳語：優點就是普通又認真
在『!!』初期為了使偶像活動能夠順利並在成鳴的支持下擔任著「Ra*bits」的隊長，即使成鳴回歸後也依然如此。
在舉辦成鳴的回歸演唱會時事務所因為種種原因而不打算幫忙，於是他則轉向尋求其他組合的資金援助，最後成功使【活力派對】正式舉行。
居住在星奏館一樓，與真宵和維吹同寢室。
在『SS』預選賽中，被賦予「不可以穿女裝」的「指令」。
在『SS』預選賽中，被賦予「不可以向其他偶像告知「製作人」的去向」的「隱藏指令」，一但違反將會受到「讓仁兔成鳴退學」的懲罰。
仁兎 なずな／仁兔 成鳴（にと なずな，Nito Nazuna）
聲優： 米内佑希（日）／詹健兒（港）／舞台劇演員：大崎捺希
第一人稱為「おれ」，譯作「我」。
『!』時期
身高：160cm／體重：49kg／生日：4/27／血型：O型／班級：夢之咲學院 3-B／社團：網球部／宣傳語：可愛但兇猛的兔子
在『!』中是「Ra*bits」的隊長。
團員們對他的愛稱為「仁～哥（に〜ちゃん）」。
性格開朗友善，常有咬舌的習慣，當自己非常疲倦或情緒高漲時就會變得口齒不清。
擔任3-B的班長，同時身兼網球部部長與放送委員長。
因為在「Valkyrie」時期作為宗的人偶，不會在唱歌以外的時間開口，所以為了讓自己能夠符合「Ra*bits」的形象上下了很大的工夫，如收集兔子周邊或製作可愛的便當。
曾經有一部分他的狂熱粉絲在「Ra*bits」的握手會上引起騷動。
加入放送委員的契機是為了防範有如那場使「Valkyrie」暫停活動的演唱會音響事故再次發生，基本上負責處理情報的簡單管理與操作。
在比起學業更看重偶像活動的夢之咲學院內，是少數會好好享受學生生活的偶像。
稱呼組合內成員與同級生或親近的人時，會在名字後面加上「親（～ちん）」，對其他人則會捨棄敬稱並以姓氏稱呼。
直到一年前還是所屬於「Valkyrie」，並擔任著中心人物。
所屬「Valkyrie」時會和美伽一樣稱呼宗為「老師（お師さん）」，並稱呼美伽為「美伽親（みかちん）」。
因為「Valkyrie」的賣點為宗的演出與成鳴的的男高音，因此當他開始變聲時就被宗禁止在舞台上唱歌了，此後的演唱會也都改為播放事先預錄好的錄音。
在【金星盃】後，自從「Valkyrie」敗給舊「fine」，因為宗的精神崩也潰導致「Valkyrie」的活動頻率減少。
最初與美伽在宗的身旁支持他，之後在涉的提案下，於新的一年加入「Ra*bits」並負責指導三個一年級生。
當初離開「Valkyrie」並加入「Ra*bits」的原因為「想要讓宗和美伽露出笑容」。
儘管離開了『Valkyrie』，但因爲申請書一直還沒有被受理，所以理論上現在還是「Valkyrie」的一員，不過名義上是「Ra*bits」的隊長。
在【七夕祭】擔任「fine」與「Valkyrie」對決的現場主持時，誇讚「Valkyrie」為「過去的帝王」。
在【星曜祭】時因為宗感冒與「夢幻祭開始時須至少兩人在舞台上」的規定，並在一年級生的支持下，再次作為「Valkyrie」的一員站在舞台上。直到宗回歸「Valkyrie」後，最後讓「Ra*bits」只以一年級的三人闖進【星曜祭】的後半戰。
儘管加入了「Ra*bits」，依然會時不時在私底下關注「Valkyrie」的動向。
在【返禮祭】結束後開始暫停偶像活動，並以升學成為大學生為目標。
『!!』時期
第一年 →身高：160cm／體重：49kg／生日：4/27／血型：O型／社團：生物俱樂部（陸地生物）、神秘部／宣傳語：朝著夢想全力跳躍！
第二年 →身高：160cm／體重：50kg／生日：4/27／血型：O型／社團：生物俱樂部（陸地生物）、神秘部／宣傳語：朝著夢想全力跳躍！
在『!!』中儘管在大學內也會時常用「攜手空間」與友也等人聯絡。
在【MDM】時再次以「Ra*bits」的身份站上舞台，之後又在【活力派對】正式回歸，不過依然由友也擔任隊長。
在回歸後移居星奏館本館三樓，並與雷歐和夏目同寢室。
在『SS』預選賽中，被賦予「不可以讓「Ra*bits」進行演唱會對決」的「指令」。
紫之 創（しの はじめ，Shino Hajime）
聲優： 高坂知也（日）／魏惠娥（港）／舞台劇演員：櫻井圭登→熊谷魁人（第5彈開始）
第一人稱為「ぼく」，譯作「我」。
『!』時期
身高：165cm／體重：50kg／生日：7/15／血型：AB型／班級：夢之咲學院 1-A／社團：紅茶部／宣傳語：害羞地微笑招待
成鳴稱其為「乖孩子」，個性溫柔但不善於表現自己。
手藝靈巧，善於裁縫。家中有些不富裕。
身上時常帶著薰衣草的香包並把它當作御守珍視著。
無論是對同級生或年幼者溝通都會使用敬語，對自己的弟弟妹妹則不會如此。
在紅茶部非常到兩位前輩（英智與凜月）疼愛。
因為做校內兼職而與昴流變得親近，會一起看星空或品嚐手作點心，並認定「阿紫（しののん）」這個稱呼只有昴流能夠使用。
在主線故事中昴流看見創因學院的不合理制度而流下眼淚時，促成「Trickstar」發起革命的契機之一。
和同班同學的友也從中學時期就是朋友，曾在對方的邀約下一起偷偷到學院內欣賞演劇部的公演，會進入夢之咲學院也是因為友也的邀請。
在「Ra*bits」內是力氣最大的，曾在【推理舞台】前以公主抱的形式將倒下的友也抱走。
『!!』時期
第一年 →身高：165cm／體重：50kg／生日：7/15／血型：AB型／班級：夢之咲學院 2-B／社團：茶話會（茗味）、書會（群書）、園藝者／宣傳語：為你的心靈帶來幸福服務
第二年 →身高：165cm／體重：51kg／生日：7/15／血型：AB型／班級：夢之咲學院 三年級／社團：茶話會（茗味）、書會（群書）、園藝者／宣傳語：為你的心靈帶來幸福服務
在『!!』中常因紅茶部時「哥哥」的稱呼而導致一些誤會。
與後輩的藍良是在春天時於屋頂認識的，之後常常一起吃飯而成為了朋友。
居住在星奏館二樓，與北斗和敬人同寢室。
與『!』故事後期出現的「美少女前輩」所屬同一事務所，曾與他一起進行有關於「可愛」的工作。
在『SS』預選賽中，被賦予「買東西時不可以使用零錢」的「指令」。
天滿 光（てんま みつる，Tenma Mitsuru）
聲優： 池田純矢→小林大紀（日）／陸惠玲（港）／舞台劇演員：夏目雄大→奥井那我人（あんステフェス開始）
第一人稱為「オレ」，譯作「我」。
『!』時期
身高：167cm／體重：54kg／生日：9/7／血型：O型／班級：夢之咲學院 1-B／社團：田徑部／宣傳語：衝衝衝～
成鳴稱其為「壞孩子」，性格開朗元氣，不擅長咬文嚼字。
稱呼同級生或前輩等人時會在名字加上「阿（ちゃん）」（對前輩通常為「阿〇前輩（〜ちゃん先輩）」）。
是個行動派，與其思考不如實行，不過也因此常被章臣訓斥。
喜歡到處跑跑跳跳與吃麵包，其速度之快可在田徑比賽中獲得極佳的成績。
和同班同學的宙關係很好。
常冒出一些天馬行空的點子，也為演唱會的表演做出很多貢獻。
儘管性格開朗，但也曾因為未來要繼續選擇在田徑還是偶像發展煩惱過，也曾對於自己與乖巧的印象不同但卻所屬以「可愛」為主題的組合而煩惱。
在【巧克力夢幻祭】時為了感謝田徑部前輩的日益辛勞，因此向他們送了自製的巧克力。
『!!』時期
第一年 →身高：168cm／體重：54kg／生日：9/7／血型：O型／班級：夢之咲學院 2-B／社團：運動生存者、留宿戶外隊／宣傳語：一等獎的超級巨星☆
第二年 →身高：168cm／體重：56kg／生日：9/7／血型：O型／班級：夢之咲學院 三年級／社團：運動生存者、留宿戶外隊／宣傳語：一等獎的超級巨星☆
在『!!』中住在星奏館二樓，並與茨、紡、翠同寢室。
出演戲劇的工作增加，在女性內的人氣也因此高漲。
在『SS』預選賽中，被賦予「不能夠奔跑」的「指令」。

#### 紅月（あかつき）
『!』時期
以和風傳統藝能為表演主題的組合，代表色為紅色。
在『!』中每個人的實力都相當高，儘管排場並不華麗，但結合起來完成度依舊很高，是實力僅次於「fine」的組合。
組合內規定嚴謹，通常不會有粉絲福利，但如此硬派的風格又造就了許多人氣。
在英智的革命時期中，作為「fine」的手下在暗中消滅他們的敵人，在三年級生畢業後也試圖解散。
在2018年8月的故事票選活動中，第一名的組合故事為「訣別！回憶與喧譁祭」。
『!!』時期
三年級生畢業後與「UNDEAD」一同在Rhythm Link活動。
在『!!』中所屬於「Rhythm Link」。
因為在【偶像王道祭】中風評遭到「Crazy:B」迫害，於是從頭開始累積實績並回應粉絲們的期待。
蓮巳 敬人（はすみ けいと，Hasumi Keito）
聲優：梅原裕一郎（日）／鄧志堅（港）／舞台劇演員：小松準彌→宮澤佑（第5彈開始）
第一人稱為「俺」，譯作「我」。
『!』時期
身高：178cm／體重：60kg／生日：9/6／血型：A型／班級：夢之咲學院 3-A／社團：弓道部／宣傳語：無限言語的知識明星
是學生會副會長，同時也是「紅月」的隊長與弓道部的部長。
性格冷靜沉著且嚴肅，口頭禪是「無可救藥（度し難い）」。
和同班同學的英智是兒時玩伴，和零是入學前就認識的朋友。
從小就在寺院長大，做錯事會被關在有巨大佛像的房間裡，因此體型比較大的生物會讓他有一種壓迫感。
擔憂著學院的腐敗，作為英智的右手在學生會擁有裁斷權。
革命的方向與英智大不同，英智認為應該打倒五奇人，敬人則認為應該擁立五奇人使其成為學院中心。
在「Trickstar」的革命後，儘管一方面相信英智，但卻又看不清他的意圖。
非常討厭他人違反規定甚至是有更超過的作為。
籌備與管理著學院內的樂曲租借與校內兼職制度。
因為「S3」的開放使他在夢幻祭申請的工作增加。
曾經和零與晃牙組過名為「DEADMANS（デッドマンズ）」的組合。
「紅月」是以敬人為中心所組成的組合，成員間具有強烈的信賴關係。
在壽司原料內似乎對大豆有些苦手。
繪畫能力很強，曾經以「水神姬」為筆名畫過漫畫。
喜歡貓，曾幫助一隻住在弓道場的貓尋找牠的主人。
在【七夕祭】時被粉絲要求實現「請用弓箭射穿我的心房吧☆」的願望。
『!!』時期
第一年 →身高：178cm／體重：60kg／生日：9/6／血型：A型／社團：「浪漫戲劇」劇團、ES講座 敬人塾、書會（漫畫會）／宣傳語：塵世也能用歌聲點綴的蓮花
第二年 →身高：178cm／體重：61kg／生日：9/6／血型：A型／社團：「浪漫戲劇」劇團、ES講座 敬人塾、書會（漫畫會）／宣傳語：塵世也能用歌聲點綴的蓮花
在『!!』中與Rhyth Lin上層相處不融洽，因此工作量稍為減少，也有了一些空閒時間。
儘管在「峰會」中擔任Rhyth Lin的「代表」，不過卻很少出現在「峰會」上。
居住在星奏館二樓，與北斗和創同寢室。
在『SS』預選賽中，被賦予「在預選賽期間，不能夠決定「紅月」的方針」的「指令」。
在『SS』預選賽中，被賦予「不能夠拒絕其他「組合」的共演要求（包括演唱會對決）」的「隱藏指令」，一但違反將會受到「盡可能地對日本國內的寺廟進行無差別焚毀」的懲罰。
鬼龍 紅郎（きりゅう くろう，Kiryu Kuro）
聲優：神尾晋一郎（日）／黃啟昌（港）／舞台劇演員：上田堪大→栁川瑠衣（第5彈開始）→武子直輝（第6彈開始）
第一人稱為「俺」，譯作「我」。
『!』時期
身高：180cm／體重：65kg／生日：1/26／血型：O型／班級：夢之咲學院 3-B／社團：空手道部／宣傳語：貫徹到底的任俠之心
性格嚴肅注重禮節，善於照顧他人，與兇狠的外表不同，熱愛裁縫。
將縫紉當作校內兼職，協助許多的組合縫製了組合衣裝。
是空手道部部長，有著從未在【龍王戰】敗北的『學院最強』稱號。
被同社團成員的鐵虎稱作「大將」仰慕著。
和宗是兒時玩伴，從小就一起在母親的陪伴下學著裁縫。
和千秋在入學後很快就變成好朋友。
中學時代過著每天打架鬧事的生活，也因此來不及見到母親過世前最後一面，為了切斷與不良少年同伴的關係而加入夢之咲學院。
十分感謝並沒有對他另眼相看，還給他創造一個校內兼職的容身處的敬人。
會乖乖出席3-B的理由是因為和成鳴從他還所屬於「Valkyrie」時就是好朋友（其他3-B的學生，包括三奇人與雷歐基本上都不會出席）。
非常溺愛自己的妹妹。
『!!』時期
第一年 →身高：181cm／體重：65kg／生日：1/26／血型：O型／社團： 武道家「心」、留宿戶外隊／宣傳語：無論是打架還是縫紉，都交給本惡鬼吧
第二年 →身高：181cm／體重：66kg／生日：1/26／血型：O型／社團： 武道家「心」、留宿戶外隊／宣傳語：無論是打架還是縫紉，都交給本惡鬼吧
在『!!』中住在星奏館三樓，並與真緒、泉、宗同寢室。
在『SS』預選賽中，被賦予「不能做與衣服相關的工作」的「指令」。
神崎 颯馬（かんざき そうま，Kanzaki Souma）
聲優：神永圭佑，幼年：齋賀光希（日）／陳耀楠（港）／舞台劇演員：樋口裕太→古畑惠介（第5彈開始）→神永圭佑（第6彈開始）
第一人稱為「我（われ）」，譯作「我」。
『!』時期
身高：173cm／體重：55kg／生日：4/20／血型：A型／班級：夢之咲學院 2-A／社團：海洋生物部／宣傳語：新星的銳氣武士偶像
性格老實真誠，家中是劍道場，常常隨身攜帶日本刀，言行舉止也如同一位武士。
常常做出一些不符合現代社會的行為，如犯錯時就會想切腹自盡。
國中的時候會穿著和服和草鞋並騎著馬上學，直到高中爲了融入社會不得不拋棄過去習慣僅留愛刀在身邊。
擅長料理，對和風、西洋、中式料理都有粗略的了解。
基本上長幼有序而對前輩相當尊敬，不過非常討厭同一社團的薰，稱呼他為「海洋生物部的恥辱（海洋生物部の面汚し）」或「好色之徒（助平）」。
和喜歡和風文化的「流星隊」成員・忍相當友好，也常常被身為留學生的「UNDEAD」成員・阿多尼斯詢問有關於日本的文化。
不擅長使用片假名，在作品中遇到片假名或英文單字（包括阿多尼斯（アドニス）與HiMERU等人名）時，會全部轉換為平假名。
老家為當地舊家出身，和奏汰家也些因緣，在無意識間相當敬重他。
『!!』時期
第一年 →身高：174cm／體重：55kg／生日：4/20／血型：A型／班級：夢之咲學院 3-B／社團：茶話會（Kaori）、丹希厨房、生物俱樂部（海洋生物）／宣傳語：馳騁於現代，神馬之武士偶像
第二年 →身高：174cm／體重：56kg／生日：4/20／血型：A型／社團：茶話會（Kaori）、丹希厨房、生物俱樂部（海洋生物）／宣傳語：馳騁於現代，神馬之武士偶像
在『!!』中住在星奏館三樓，並與忍和司同寢室。
在『SS』預選賽中，被賦予「不能夠吃魚類的食物」的「指令」。
滝 維吹（たき いぶき，Taki Ibuki）
聲優：小林千晃（日）
第一人稱為「吾（わ〜）」，譯作「吾」。
『!!』時期
第二年 → 身高：165cm／體重：51kg／年齡：15歲／生日：1/21／血型：B型 ／興趣：演奏樂器、作曲／特長：自成一派的武術、霹靂舞／宣傳語：由維吹掀起的颶風（Hurricane）
出生於沖繩但在美國長大的少年，性格難以捉摸常常惹事生非。
善於思辨並講出一番大道理。
家族在沖繩當地被稱為“鬼„，祖父為所屬於『Crimson Production』的自警團的一員，對於打敗『Crimson Production』的鐵虎抱有極大的興趣。
因為被Nice請來參與【4piece】而開始產生興趣。
於活動『浮雲＊照らす翔装の華月伝』後正式加入『紅月』。
在『!!』中住在星奏館一樓，並與真宵和友也同寢室。

### NEW DIMENSION（ニューディメンション）
位於ES內7樓的事務所，新成立的事務所，提供新興藝人各項支援。
積極投入偶像養成，目前也正在招募人才中。
方針為創造多方位藝人，也在逐步擴大劇場的營運。
旗下偶像與工作人員年齡層偏低，在ES的四大事務所中排在最末位，以隨想隨到的未來潛力為賣點。
夏天時面臨經營不善的破產危機。
簡稱「NEW DI」。

#### Knights（ナイツ）
以騎士為主題的團體。代表色為紺色（深藍）。
『!』時期
以學院內沒有配備隔音設備的攝影棚為據點。
與其他團體相比，以個人的實力突出為特徵，粉絲福利也相當到位。
因為團體內自由奔放的成員較多，因此在團體的活動時間以外，通常都是遵照個人意志（個人主義）行動，不過在一年間的相處中已經變得像家庭般溫暖的團體。
前身為作曲的強豪團體「Chess」，其規模大到幾乎有校內一半的學生都所屬於此，不過真正具有幹勁的學生卻寥寥無幾。
因為英智提案的夢幻祭制度導入，使這類多人數的團體優勢消失，團體也迅速分裂淘汰，而最後剩下的即為「Knights」。
團體內有著流傳下來的夢幻祭形式，如【對決】與【審判】。
隊長一職自【返禮祭】從雷歐身上交接給司。
在2018年8月的故事票選活動中，第一名的團體故事為「反叛！王之騎行」。
『!!』時期
在『!!』中所屬於「NEW DIMENSION」，為ES三巨頭之一，因為有著些許的失真，因此在三巨頭中是最不穩定的。
真緒曾評價為「打架一流的『Knights』」。
朱櫻 司（すおう つかさ，Suou Tsukasa）
聲優：土田玲央，幼年：高橋李依（日）／鍾見麟（港）／舞台劇演員：北川尚彌
第一人稱為「私」，譯作「我」。
『!』時期
身高：167cm／體重：54kg／生日：4/6／血型：A型／班級：夢之咲學院 1-B／社團：弓道部／宣傳語：姐姐大人，Repeat after me♪
是朱櫻家的獨生子，也同時是下一任家中繼承者。
平常想表現出相當成熟老實的樣子，但也有像孩子的一面。
入學時因為「Knights」的個人主義使前後輩的交流甚少，非常嚮往與團體成員一起進行合宿。
因為家世關係在入學前就已經認識桃李與英智，仰慕著英智並稱呼他為「天祥院哥哥大人（天祥院のお兄さま）」，和桃李則是直到現在都很喜歡鬥嘴的好夥伴。
家中為過去馳騁武士道的家族，但現在則逐漸沒落，這也形成與桃李吵架的論點之一。
曾透過天祥院家的提攜而使事業有所展開。朱櫻家中擁有一座劇場（土地為天祥院家持有與建設，管理則交由朱櫻家）與一艘客船。
英語發音順暢，為了讓他人能夠聽清楚自己在說什麼時則會緩緩地念（在遊戲中出現以片假名組成的字詞時，他就會使用英語來表示）。
是團體內年紀最小的，因此被當作是末子疼愛。
在雷歐休學後才加入「Knights」，起初以為團體的隊長是泉。
是唯一一個不是以「王（王さま）」稱呼雷歐，而是以「Leader」稱呼。
因為家中教育嚴格，在高中入學時才第一次嚐到零食，此後對零食情有獨鍾。
為了紓解壓力常會有吃甜食的習慣，不過也因此常常被泉以「會發胖」的理由責罵。
在遊戲中的雙人對話語音內，除了泉以外的團體成員都給了一遍零食。
曾在【返禮祭】提及自己會加入「Knights」的原因。
在繼承雷歐的腳步後成為了「Knights」的「王」之際，司同時也宣布自己將作為朱櫻家的暫定當家，使朱櫻家與偶像界展開一項大型計畫。
特技為騎射，因為家中為武士世家，從小就在朱櫻家從持有的山內進行練習。
『!!』時期
第一年 →身高：168cm／體重：54kg／生日：4/6／血型：A型／班級：夢之咲學院 2-A／社團：書會（群書）、甜品會、茶話會（Kaori）／宣傳語：宣誓忠誠的神聖騎士
第二年 →身高：168cm／體重：55kg／生日：4/6／血型：A型／班級：夢之咲學院 三年級／社團：書會（群書）、甜品會、茶話會（Kaori）／宣傳語：宣誓忠誠的神聖騎士
在『!!』中作為「Knights」的隊長（「王」）活躍著。
在主線故事中接受燐音的請託，保護出身分家的琥珀。
在「峰會」中擔任NEW DI的「代表」，不過因為「即使NEW DI毀滅，『Knights』也不會毀滅」之類非常重視內部的發言太過顯眼，所以需要紡輔佐他。
相當重視身為親戚的琥珀。
居住在星奏館三樓，與忍和颯馬同寢室。
在『SS』預選賽中，被賦予「超過「團體」上限數的「Knights」成員（包括已經以其他「團體」身份獨立的成員在內），不能與他們結夥與聯絡」的「指令」。
在『SS』預選賽中，被賦予「「Knights」不能夠進行演唱會對決」的「隱藏指令」，一但違反將會受到「摧毀櫻河一族，並從此關係者不相往來」的懲罰。
月永 雷歐（つきなが れお，Tsukinaga Leo）
聲優：淺沼晉太郎（日）／鄧港文（港）／舞台劇演員：橋本祥平
第一人稱為「おれ」，譯作「我」。
『!』時期
身高：168cm／體重：53kg／生日：5/5／血型：O型／班級：夢之咲學院 3-B／社團：弓道部／宣傳語：不可預測的國王
「Knights」的隊長→作曲家。
自從二年級時春天引發的事件而休學，直到三年級時的夏天結束才復學。
表面上看起來是個天真無邪的天才作曲家，但身為團體隊長時則會變得沉著冷靜，口頭禪為「宇宙～（うっちゅ〜）」。
將夢幻祭視為一場戰爭，率先將其他團體排除。
粉絲通常稱呼他為「雷歐大人（レオ様）」、「王（王さま）」，團體內的成員通稱他為「王（王さま）」，但本人卻對這個稱呼有些不習慣。
認爲自己不適合擔任主要人物，因此非常感謝將自己拉回偶像界的司，並將重要的隊長之位託付給他。
自從在【返禮祭】上將王位讓給司後，其人物眼睛的反射光焦點也發生了變化。
不擅長記住他人的長相和名字，通常稱呼他人時都會取對方名字的一部分（主要為兩個字）加以變成獨特的綽號。
有著當靈感（inspiration）湧現時，就會開始埋頭作曲的習慣。
具有射箭的才能，儘管以荒謬的姿勢也能夠輕易射中。
因為敬人將一部分雷歐創作的曲子登入樂曲租借制度中，所以時不時就會有一大筆金額入帳。
相當溺愛身為中學生的妹妹，在妹妹面前會表現出冷靜哥哥的樣子。
和斑是好朋友，在休學期間曾一起前往海外並進行活動。
成為偶像的理由是希望自己做的曲子能夠被應用在幸福的事上。
在入學夢之咲學院後，加入善於作曲的歷久不衰強豪團體「Chess」，並一同邀請泉加入。
當時活動以雷歐負責作曲、泉負責填詞為主，但其才能遭到周遭人嫉妒。
在夢幻祭制度導入前（「Chess」尚未解散前）是「Chess」的最後一任隊長，並親自為「Knights」命名。
在夢幻祭制度導入後與泉兩人組成「Knights」（凜月也在後期加入）。
因為「Chess」的殘黨在夢幻祭上屢屢戰敗，因此也讓自己積累了相當多的仇恨。
在活動「反叛！王之騎行」中組成由雷歐、英智、紅郎、仁兔四人的臨時團體「Knight Killers」，並對「Knights」發起了【審判】。
在當初回歸時以自己「沒有資格站在舞台上」為理由而缺席多場「Knights」的演唱會，直到萬聖節時才因為司的努力與泉的勸說才漸漸重回偶像活動。
二年級時曾因受傷住院而與住院中的英智相熟而成為好友，並稱他「天使」，後因受到革命波及對其產生怨恨，直到三年級回歸校園後才慢慢釋懷。於活動 「再次上演☆如夢一刻美式餐廳演唱會」中再次稱呼英智為「天使」，並向苦惱的英智提出重組「Knight Killers」為美式餐廳宣傳。
休學期間曾到海外從事許多工作，畢業後也一樣在世界各地活躍著，也參與了英智的「ES計畫」。
『!!』時期
第一年 →身高：169cm／體重：53kg／生日：5/5／血型：O型／社團：「浪漫戲劇」劇團、留宿戶外隊／宣傳語：創造歌曲的歌唱騎士
第二年 →身高：169cm／體重：54kg／生日：5/5／血型：O型／社團：「浪漫戲劇」劇團、留宿戶外隊／宣傳語：創造歌曲的歌唱騎士
在『!!』中以作曲家為本業並持續進行偶像活動。
藍良曾說他為「ES當中最受人們關注的大人物」之一，年收入也是ES當中最高的。
常遊走於海外活動，是相當顯眼的人物。
依舊不擅長記住他人的長相和名字，對「Knights」的新生就相當陌生。
時常在ES大樓中迷路。
居住在星奏館三樓，與夏目和成鳴同寢室，不過通常不會待在房間內。
夏天時突然覺得現在的「Knights」與過去的「Chess」有些相似，因此為了照顧後輩而選擇留在日本。
在『!!』中表明自己是個「一旦認定其為朋友，無論對方做了什麼討厭的事也難以討厭對方」的人，視英智為朋友，對他的做法表示理解，同時亦擔心其身體狀況。於與Switch的共同舞台上曾借英智之手對外宣詔Knights的其他成員趕赴現場。
在『SS』預選賽中，被賦予「每天必須創作一首新曲子」的「指令」。
瀬名 泉（せな いずみ，Sena Izumi）
聲優：伊藤正巳，幼年：釘宮理惠（日）／陳耀楠（港）／舞台劇演員：高崎翔太
第一人稱為「俺」，譯作「我」。
『!』時期
身高：172cm／體重：61kg／生日：11/2／血型：A型／班級：夢之咲學院 3-A／社團：網球部／宣傳語：模特界的嘲諷王子
自尊心強，性格旁若無人但十分有骨氣，是網球部的副部長。
身為當紅模特，在工作上常會表現出堅忍的一面，如時刻控管自己的卡路里。
喜歡吃炸蝦。
從春天開始暫停了模特活動，直到夏天才被同樣身為模特的嵐邀請加入同一間事務所，重新開始模特活動。
至今與嵐還是相當知心的好友，過去也常常互相競爭模特的工作。
和童模出身的真是前後輩關係，也特別地關照他。
曾在學院內展開「遊君包圍網」，也曾在他的住所埋伏或是偷拍他的一舉一動。
當積累壓力時就會想要撲倒真，這點讓身為團體內後輩的嵐和司，以及在社團內關係很好的桃李相當擔憂。
將自己模特時代除了和真一起的相片以外全都丟掉了。
儘管自己是獨生子，但對待杏、認識已久的真、因一次因緣際會而認識的裕太、以及團體內後輩的司都有如哥哥一般。
在冬天時把暖桌帶進了攝影棚內。
會稱呼父母為「爸爸～（パパ）」、「媽媽～（ママ）」。
為了管理自己的健康會控制自己所吃的食物，在料理方面也有一定的水準。
無關凜月做的蛋糕外型，為了卡路里泉也絕對不會吃下肚。
儘管不會在表面上以言語表達，但其實相當珍視雷歐作的曲子，對於那些未被採用的曲子原稿也會好好地保存。
對於不熟的人會採取較激進的言行，不過一但熟識後就會相當照顧對方。
不善於察覺他人對他的感情，雷歐稱他為「戀愛喜劇裡面的遲鈍主角（鈍感ラブコメ主人公）」。
當初入學夢之咲學院後與雷歐相遇，並受到他的邀請加入「Chess」，升上二年級後自己則邀請了嵐加入。
隨著夢幻祭制度導入，在「Chess」解散後並與雷歐兩人組建了「Knights」。
泉認為因為自己的政策，使「Knights」在當時不斷參與夢幻祭並在學院中累積起了仇恨，因此情勢瞬間顛倒，屢屢戰敗，最後導致了雷歐的崩潰。
在雷歐休學後接下了「Knights」的臨時隊長一職。【DDD】過後因隊長職位被剝奪而由嵐接任臨時隊長。
在【DDD】時因為看到與過去的自己懷抱著同樣偶像夢想的「Trickstar」而感到反感，因此將真監禁起來，這也導致了「Knights」喪失了「SS」的出場權。
二年級時親眼目睹雷歐被周圍惡意壓垮，自己卻沒能保護最重要的朋友，也沒能阻止雷歐的崩潰而深深自責到自我懷疑的地步。而【DDD】時又在真身上看到當年中了英智計策而崩潰的雷歐的身影，擔心真會重蹈雷歐的覆轍，所以認為即使使用強硬手段也要保護真。
與真在夏天時和解，並在聖誕節時親自為他織了一條繡有「I LOVE YOU」的圍巾，對雷歐則送了手套和帽子。
畢業後則前往佛羅倫斯發展並擔任模特，在必要的時候也會參與「Knights」的活動。
對泉而言他會徹底排除加害他最珍視者的人，因此雷歐才將團體取名為「Knights」，涉也稱呼他為「『騎士』先生（『騎士』さん）」。
『!!』時期
第一年 →身高：172cm／體重：61kg／生日：11/2／血型：A型／社團：丹希厨房、生物俱樂部（海洋生物）／宣傳語：追逐夢想的期望騎士
第二年 →身高：172cm／體重：60kg／生日：11/2／血型：A型／社團：丹希厨房、生物俱樂部（海洋生物）／宣傳語：追逐夢想的期望騎士
在『!!』中暫居在佛羅倫斯，於【心靈之扉】過後擔任雷歐的經紀人，並把雷歐帶回自己在佛羅倫斯的家中同居，若「Knights」有工作則兩人會一起返回日本參與。
居住在星奏館三樓，與真緒、宗、紅郎同寢室。
在【MDM】時作為「Knights」的先鋒向「ALKALOID」宣戰。
在『SS』預選賽中，被賦予「必須服從司的命令」的「指令」。
朔間 凛月（さくま りつ，Sakuma Ritsu）
聲優：山下大輝，幼年：諸星堇（日）／李凱傑（港）／舞台劇演員：荒牧慶彦
第一人稱為「俺」，譯作「我」。
『!』時期
身高：170cm／體重：54kg／生日：9/22／血型：AB型／班級：夢之咲學院 2-B／社團：紅茶部／宣傳語：愛睏的冷笑黑王子
性格我行我素，除了進到他生活範圍外的人事物，對周遭一點也不關心。
擅長彈鋼琴，會在放學後一個人在音樂教室獨自彈著鋼琴。
白天常待在陰涼處睡覺，因此在一年級時留級了一次。
雖然上課態度不佳但腦袋卻相當靈光，在「Knights」內擔任著參謀的職位。
其聰明才智也曾讓學年第一的司請教他學習。
相當尊敬薰並稱呼他為「薰哥（薫さん）」，理由是因為薰「做到了自己做不了的事」。
在料理方面，特別是製作點心非常得心應手，儘管外觀不上相，但味道卻相當美味。
曾在點心製作大賽上取得優勝，而該不上相的作品也被學院採用以販售。
其手藝之巧甚至還可以手作飾品。
和同班同學的真緒是鄰居，也是他的兒時玩伴，一直認爲真緒是他「唯一的家人」，經常向他撒嬌。
是紅茶部的創始成員之一，和英智相當友好。
是繼創立「Knights」的兩人以外最老的成員之一，相當重視「Knights」的一切。
身為零的弟弟和他一樣自稱吸血鬼，和哥哥不同似乎不厭惡飲血，不擅長面對陽光與大蒜，有時會比哥哥表現得更像一個吸血鬼。
在咖啡廳時也會選擇和哥哥同樣的番茄汁，本人則說「喝和血同樣顏色的飲品能讓人感到安心」。
過去曾因為零打破了與他的約定而受到傷害，所以自己對於「約定」這種東西是無論如何都會死守著的。
討厭被稱作三奇人・朔間零的弟弟，於是以【返禮祭】為契機，嘗試追求自我而並非哥哥的名氣，一步一步活出自己。
『!!』時期
第一年 →身高：170cm／體重：54kg／生日：9/22／血型：AB型／班級：夢之咲學院 3-B／社團：茶話會（茗味）、創作怪物／宣傳語：守望黑夜的吸血鬼騎士
第二年 →身高：171cm／體重：55kg／生日：9/22／血型：AB型／社團：茶話會（茗味）、創作怪物／宣傳語：守望黑夜的吸血鬼騎士
在『!!』中負責「Knights」的工作審查與人員管理，當有新人退出團體時，會開始審視自己是否沒做好。
有時會借用星奏館舊館中的空房間來睡覺。
原本住在家中，之後搬入星奏館一樓並與美伽和Yume同寢室。
在『SS』預選賽中，被賦予「不能與哥哥（朔間零）取得聯絡（包括由零一方的傳來的聯絡也必須無視）」的「指令」。
鳴上 嵐（なるかみ あらし，Narukami Arashi）
聲優：草摩そうすけ→北村諒，幼年：小林優（日）／胡家豪（港）／舞台劇版：北村諒
第一人稱為「アタシ」，譯作「人家」。
身高：175cm／體重：59kg／生日：3/3／血型：B型／班級：夢之咲學院 2-B／社團：田徑部／宣傳語：世界和光輝都據爲己有
性格開朗友善，做事以「凡事差不多就行了」為準則。
自稱為「Knights」中的「女王（クイーン）」，對杏則自稱「姊姊（姉ちゃん）」。
說話帶有女性姊姊用語，討厭被別人說像是「男孩子」。
在入學前就從事著模特工作，對前模特的前輩・章臣相當敬重及仰慕。
和同班同學的美伽是雙方都認定的好朋友。
在入學前和泉就是模特工作上的夥伴，也是他最知心的好友。
在夏天時邀請了暫停模特活動的泉到自己所屬的事務所內。
與童模出身的真小時候曾因工作而見過幾次面。
善於料理，在【巧克力夢幻祭】時曾教過其他團體製作巧克力餅乾的方法。
是個和平主義著，也促成了「Knights」這種自在的活動風氣。
常在個人主義盛行的「Knights」中擔任調解糾紛的角色。
泉曾說過以前的嵐是個「不使用敬語不聽話的臭小鬼，被說教了還會加倍諷刺反擊」。
在【DDD】時因為泉的隊長職務被剝奪，因此轉而交由嵐來擔任臨時隊長。
因為非常喜歡章臣，所以在一年級的時候還刻意將髮色弄得跟他一樣，並學他戴上了眼鏡。
入學時被泉以「加入團體的話會比較開心」為理由邀請加入了「Chess」，在「Chess」分裂的抗爭期時，也曾與「Knights」抱持敵對意識。
曾多次以協助「Knights」的名義參與演唱會，直到雷歐休學後才正式加入，因此在雷歐復學前和他關係不怎麼親暱。
過去曾因為有一位重要的友人在革命身亡，所以有時會前往學院內的慰靈碑探望。
『!!』時期
第一年 →身高：176cm／體重：59kg／生日：3/3／血型：B型／班級：夢之咲學院 3-B／社團：「浪漫戲劇」劇團、Pretty 5／宣傳語：隨時隨地都可以依靠的姐姐騎士
第二年 →身高：176cm／體重：59kg／生日：3/3／血型：B型／社團：「浪漫戲劇」劇團、Pretty 5／宣傳語：隨時隨地都可以依靠的姐姐騎士
在『!!』中住在星奏館一樓，並與鐵虎和HiMERU同寢室。
在「Knights」負責擔任抱怨投訴的窗口。
在『SS』預選賽中，被賦予「不能夠獨自購物（工作上所需的物品可由「SSL$」購買，但需要加減控制）」的「指令」。

#### Switch（スウィッチ）
在『!』的代表色為黃色和黃綠色，在『!!』的代表色只有黃綠色。
『!』時期
在『!』中是個成立不久，風格奇特有趣的組合。
內部包括了「五奇人」與舊「fine」的成員，以會施展迴避壞事的「幸福魔法」的魔法師為主題。
在2018年8月的故事票選活動中，第一名的組合故事為「迷途之星＊搖曳之光、昴星團之夜」。
『!!』時期
在『!!』為配合紡的志願而加入「NEW DIMENSION」，與在學園時期一樣的成員活動。
儘管在偶像評價的方式（L$）上並不怎麼優秀，但底下還是有非常多支持他們的粉絲。
在八月上旬時策劃了名為【盂蘭盆會】的夢幻祭，其目的是為了給予像「ALKALOID」般弱小的組合演出機會。
逆先 夏目（さかさき なつめ，Sakasaki Natsume）
聲優：野島健兒，幼年：岡咲美保（日）／胡家豪，葉曉欣（幼年）（港）／舞台劇演員：木津つばさ
第一人稱為「ボク」，譯作「我」。
『!』時期
身高：168cm／體重：53kg／生日：2/4／血型：AB型／班級：夢之咲學園 2-A／社團：遊戲研究部／宣傳語：謊言與真實的對照鏡
原「五奇人」的一員，是「Switch」的隊長。
性格喜愛諷刺他人及唱反調。
除了偶像活動外還從事著占卜師的工作。
父母在社會地位很高，父親是個具有影響力的政治人物，母親也是個有名的占卜師。
在活動「迷途之星＊搖曳之光、昴星團之夜」中曾以占卜師代替感冒的母親出演電視節目。
將身為「奇人」的前輩們當作哥哥一樣仰慕著，也稱呼其他四人為「哥哥（にいさん）」(一年級時甚至稱呼涉為「師父（師匠）」)。
剛開始不認同包括英智在內的學生會成員，但卻承認夢幻祭制度確實成功讓學園恢復生機。
是涉的徒弟，一年級時稱呼他為「師傅（師匠）」，現在也自稱「魔法師（魔術師）」、「占卜師（占い師）」。
在學園內到處設有秘密基地，對校內的密道與漏洞都相當熟知。
和組合內的成員紡從入學前就認識，時常會對他做出一些暴力行為（附有專門的音效），不過當紡開始作出一些貶低自己的言行舉止時，也會上前去關心他。
將宙當作自己的孩子般相當疼愛他。
曾與宙和真三人一起開發過VR遊戲。
說話方式獨特，在遊戲中會將句尾最後一個音改為片假名，字體也會隨著情況的不同而改變。
曾在小時候為了除魔而打扮成女孩子的樣子，因此在紡雙親所經營的舞蹈教室中被稱為「天才美少女小夏目（天才美少女のなつめちゃん）」。
『!!』時期
第一年 →身高：170cm／體重：53kg／生日：2/4／血型：AB型／班級：夢之咲學園 3-B／社團：「浪漫戲劇」劇團、園藝者／宣傳語：引導未來的魔法師
第二年 →身高：171cm／體重：54kg／生日：2/4／血型：AB型／社團：「浪漫戲劇」劇團、園藝者／宣傳語：引導未來的魔法師
在『!!』中透過「攜手空間」發送「閃閃發光郵件」邀請「ALKALOID」參加【盂蘭盆會】。
居住在星奏館三樓，與雷歐和成鳴同寢室。
在『SS』預選賽中，被賦予「必須讓東北地區活躍起來」的「指令」。
在『SS』預選賽中，被賦予「不能夠以夏目自己作為中心以隊長身份活動」的「隱藏指令」，一但違反將會受到「讓夏目的母親作為陰險的占卜師，受到國內外的媒體譴責」的懲罰。
青葉 紡（あおば つむぎ，Aoba Tsumugi）
聲優：石川界人，幼年：小松未可子（日）／黃啟昌（港）／舞台劇演員：工藤大夢
第一人稱為「俺」，譯作「我」。
『!』時期
身高：176cm／體重：58kg／生日：8/7／血型：O型／班級：夢之咲學園 3-B／社團：手工藝部／宣傳語：紡織幸福的青鳥
有著一副虛弱的外表。和他人對話時，無論是同級生或者後輩都會使用敬語。
性格雖然温柔穩重，不過有時言行舉止顯得不會察言觀色，對痛苦的感覺相當遲鈍。
有著不幸體質，非常相信運勢和占卜等結果，不相信吸血鬼的存在。
和身為組合隊長的夏目小時候一起在紡雙親經營的舞蹈教室認識，對於過去所發生的艱難的事也都能一笑置之。
是少數讓夏目的「魔法」無效的對象。
在一年前還是所屬「fine」，當時的形象與現在有些區別，過去的他頭髮較短而且沒有戴眼鏡。
曾經是英智的摯友。
是舊「fine」的隊長，革命結束後就與部分成員斷了音訊，凪砂有不懂的事情時還是會聯絡紡。
直到現在都相當照顧同樣身為舊「fine」成員的凪砂，在他們分道揚鑣時曾對他說過「不管發生什麼事都可以打電話給我」。
在學業、技術與偶像活動方面都相當優秀，不過也有相當遲鈍和天然的一面。
母親經營的舞蹈學校因經營不善而倒閉時，正巧碰上雙親離婚又再婚，還迷上了新興宗教，使紡的家庭曾經陷入一段債務危機。
紡的母親曾將作為夏目的母親的顧客拜訪過她。
『!!』時期
第一年 →身高：176cm／體重：58kg／生日：8/7／血型：O型／社團：書會（群書）、神秘部／宣傳語：帶來幸福的魔法師
第二年 →身高：176cm／體重：58kg／生日：8/7／血型：O型／社團：書會（群書）、神秘部／宣傳語：帶來幸福的魔法師
在『!!』中作為NEW DI的副所長每天沒日沒夜的工作，偶爾會工作到過勞。
因為被宙說「畢業之後變得有那麼一點蒼老」，所以小小受到了打擊。
在「峰會」中擔任NEW DI的「輔佐」。
居住星奏館內二樓，茨、翠、光同寢室。
在『SS』預選賽中，被賦予「不能夠違抗運營委員會」的「指令」。
於活動『叶えて＊二度目に込めたWish』中將頭髮剪為短髮。
春川 宙（はるかわ そら，Harukawa Sora）
聲優：山本和臣（日）／黃昕瑜（港）／舞台劇演員：世古口凌
第一人稱為「宙」。
『!』時期
身高：163cm／體重：50kg／生日：7/1／血型：B型／班級：夢之咲學園 1-B／社團：遊戲研究部／宣傳語：洋溢著春天氣息的偶像
性格開朗我行我素，說話有獨特的方式，句首常以「Ha、Hi、Hu、He、Ho」的音開頭。
持有聯覺的能力，能將周遭的聲音和味道化作顏色。其能力於『!!』的【4piece】時期消失。
和同年級的日向與同班同學的光相當友好。
會以「顏色」來判斷他人的人格與感情，發現不對勁時也會老實說出口。
能夠從遺失物上的「顏色」來找尋失主。
對登場人物都有一系列的顏色描寫，如「2wink」為「日向是油彩，裕太是水彩」，雷歐為「像從月球看到地球的顏色」。
不過有時候也會因為顏色過於相近而搞混，如曾經竟將友也的顏色誤認為日向。
喜歡電子遊戲，是遊戲研究會的一員，喜歡在學園內跑酷。
當初會加入「Switch」的理由為與其他兩人相遇後便喜歡上了他們，在他們兩人身旁即使是荒廢的學園也能綻放出美麗的「顏色」。
稱呼夏目為「師父（ししょ～）」，紡為「前輩（せんぱい）」，以成為像他們一樣擁有為他人帶來幸福魔法的魔法師為目標。
『!!』時期
第一年 →身高：165cm／體重：50kg／生日：7/1／血型：B型／班級：夢之咲學園 2-A／社團：玩樂部、ES講座 茨塾／宣傳語：送上夢想的魔法師
第一年 →身高：166cm／體重：51kg／生日：7/1／血型：B型／班級：夢之咲學園 2-A／社團：玩樂部、ES講座 茨塾／宣傳語：送上夢想的魔法師
在『!!』中看到「Crazy:B」的「顏色」後感到有些不適。
居住在星奏館一樓，與涉、昴流、斑同寢室。
在『SS』預選賽中，被賦予「除了進行工作以外，不能夠遊玩電子遊戲」的「指令」。

#### MaM（マム）
三毛縞斑的單人團體。在『!』的代表色為素色，在『!!』的代表色為灰色。
『!』時期
以一個人也能像祭典一樣熱鬧，能夠吸引到許多觀眾的表演為主題。
在『!』中原本應該是禁止單人團體，但「MaM」是個例外。
在移置新年度時曾表明單人團體制度將會消失。
在2018年8月的故事票選活動中，第一名的團體故事為「花吹雪＊皋月的紫藤」。
『!!』時期
在『!!』中所屬於『NEW DIMENSION』。
在『SS』預選賽中，由於沒有滿足參加條件，沒有被賦予「指令」，斑則是以「Double Face」的身份被賦予「指令」。
三毛縞 斑（みけじま まだら，Mikejima Madara）
聲優：鳥海浩輔，幼年：遠藤綾（日）／陳卓智（港）／舞台劇演員：横井翔二郎
第一人稱為「俺」，譯作「我」。
『!』時期
身高：180cm／體重：64kg／生日：5/16／血型：A型／班級：夢之咲學院 3-A／社團：田徑部／宣傳語：笑容滿載的祭典男
性格奔放豪爽，是田徑部的部長。
因為自己名為「みけじままだら」而自稱「媽媽（ママ）」，希望他人稱夠稱呼他為媽媽。
喜愛助人的特性使他常常穿梭於各式場所，這也促成了他的放浪性格。
喜歡看到他人的笑容，常常參與各地舉辦的「祭典」，也會在祭典時或學院的入口設置攤位。
在海外相當有人望，曾在好友雷歐休學時一起到海外遊走。
過去為「流星隊」的一員（副隊長），當時在包括千秋在內的一年級成員將他視為最具潛力的一人，以將來率領「流星隊」為願景。
在當時代表的身份為流星Purple。
擁有與五奇人實力匹敵的實力，因為長期忙於海外交換留學，因此革命期時不在學院內。
被現在「流星隊」的成員奏汰稱作「小混混（ごろつき）」。
人脈廣闊，在小時候曾與杏有過交流，儘管她不怎麼記得。
父親是很厲害的警察，經常會視察深海家的情況，媽媽是反社會的那類人，不過現在已經隱居了。
三毛縞家為深海家旗下的侍奉者，因此斑和奏汰在小時候就玩在一起。
斑曾經為奏汰帶來前偶像的雜誌，這讓他第一次得知了偶像的存在。
因為奏汰未能實現斑「想要治好妹妹的病」的願望，這讓他了解到奏汰並不是一位「神明」而是一位人類，曾數次想要將奏汰從深海家解放。
為了不讓自己的行動被深海家視為問題而遭疏遠，因此將奏汰託付給「流星隊」的同輩成員千秋，自己則退出「流星隊」。
『!!』時期
第一年 →身高：180cm／體重：64kg／生日：5/16／血型：A型／社團：茶話會（Kaori）、武道家「心」／宣傳語：東奔西走的世界玩家
第二年 →身高：180cm／體重：65kg／生日：5/16／血型：A型／社團：茶話會（Kaori）、武道家「心」／宣傳語：東奔西走的世界玩家
在『!!』中主樣於海外活躍。
因為避免了與「fine」和「Knights」的直接對決，在網路上掀起了一波最強偶像的議論。
自稱自己「沒有資格成為英雄」。
因為雙親信仰著深海家的宗教，因此當他成功讓奏汰脫離深海家時遭到家族厭惡，雙親也動用一些權勢使斑的偶像活動受到影響。
曾試圖擔任「ALKALOID」的訓練指導，並與真宵展開了一場對決。
居住在星奏館一樓，與昴流、宙、涉同寢室。
在夏天時與琥珀開始以「Double Face」的名義開始活動。
在進行偶像活動的過程中也在試圖排除所有危害ES的危險份子。
認爲琥珀有些與自己相似的地方。
在『SS』預選賽中，被賦予「每天必須對所有成員說一次「謝謝」」的「指令」。
在『SS』預選賽中，被賦予「必須和「守門人」聯手，並按照「守門人」的指示行動」的「隱藏指令」，一但違反將會受到「殺害斑的妹妹」的懲罰。

#### Special for Princess!（スペシャル・フォー・プリンセス）
由Esu率領，以兩面性為主的夢幻組合。通稱『Spri（エスプリ）』。
『!!』時期
是剛出道的新星，特色以表演為重。
以雜誌、廣告、網路直播等前傾人的潮流趨勢為中心活動。
在『!!』的代表色夢幻粉（ドリーミーピンク）與鬱堇色（メランコリーバイオレット）。
Esu（えす）
聲優：豊島修平（日）
本名為「冴霧笑主（さぎり えす，Sagiri Esu）」，第一人稱為「おれ」，譯作『我』。
『!!』時期
第二年 → 身高：160cm／體重：45kg／年齡：16歲／生日：9/12／血型：B型 ／興趣：挑戰新事物／特長：生存的策略／宣傳語：偶像就是我的冒險（Adventure）！
性格活潑好動，極富挑戰精神的少年，是夢之咲學院的學生。
因為喜愛活動身體與說話滔滔不絕，在冒險的時候常常派的上用場。
父親為前超級偶像，走紅的年代正好位於昴流父親的年代與誠矢的年代之間。
三年前（以『!!』時間點算起為夢之咲學院抗爭時期前後）與父親遭遇飛機事故，父親不幸罹難，自己則幸運的活了下來。
發生意外後一直住在醫院內，兩年前（以『!!』時間點算起為『Trickstar』代表夢之咲參與『SS』前後）看見昴流在『SS』上的身影，不禁將自己與對方重疊。之後則在半年前開始復健，開始與偶像界有所交集。
被Nice發掘而前來參與【4piece】，對於這場資格挑戰會感到躍躍欲試。
居住在星奏館內一樓，與純和琥珀同寢室。
Kanna（かんな）
聲優：榊原優希（日）
本名為「名都 神無（なつ かんな，Natsu Kanna）」，第一人稱為「ぼく」，譯作『我』。
『!!』時期
第二年 → 身高：163cm／體重：50kg／年齡：12歲／生日：6/1／血型：A型／興趣：疊積木、拼拼圖／特長：算計／宣傳語：就接到命令我也不會微笑
會將人類與事物分析並加以判斷分類如機器人般的少年。
幾乎沒有太大的感情起伏，與他人交流也只限於最簡單的模式。
被世人稱為天才兒童，實際上也相當聰穎，能夠輕易看穿『2wink』兩人交換身份的把戲。
被Nice發掘而前來參與【4piece】，將這場資格挑戰會當作工作的一環來對待。
居住在星奏館內一樓，與巽和晃牙同寢室。
Yume（ゆめ）
聲優：草野太一（日）
本名為「花群 冬芽（はなむら ふゆめ，Hanamura Fuyume）」，第一人稱為「ユメ」，譯作『夢夢』。
『!!』時期
第二年 → 身高：156cm／體重：48kg／年齡：14歲／生日：12/3／血型：O型／興趣：彈鋼琴／特長：角色扮演、所有家事／宣傳語：你也一定擁有夢之世界♪
盲目奉行利己主義的少年，相當執著於笑主。
曾經以角色扮演家的身份活動過，對於如何展現自己的方法有一定的講究。
雖然被Nice發掘而前來參與【4piece】，但主要原因則是因為與笑主做伴而前來參加。
居住在星奏館內一樓，與美伽和凜月同寢室。
Raika（らいか）
聲優：照井悠希（日）
本名為「宝丈 萊香（ほうじょう らいか，Houjou Raika）」，第一人稱為「拙」，譯作『不才』。
『!!』時期
第二年 → 身高：158cm／體重：48kg／年齡：14歲／生日：5/22／血型：B型／興趣：曬太陽、詩／特長：唱歌／宣傳語：放聲歌唱就會化作翱翔青空的飛鳥！
喜歡唱歌、性格開朗謙虛、有些許偷竊不良嗜好的少年。
因為有些缺乏常識，會分不清楚什麼是『好事』。
是朔間兄弟的遠房親戚，原本生於野外，後來被朔間一族的長老置於“設施„收留，於『!!』第二年的春天被交付給零與凜月照顧。此外，零還稱其為哈比的後代。
因為歌聲被Nice發掘，心無旁騖的前來參與【4piece】。
居住在星奏館內一樓，與桃李和弓弦同寢室。

#### Double Face（ダブルフェイス）
由三毛縞斑和櫻河琥珀所組成的雙人組合。
琥珀以「Crazy:B」的身份活動時是所屬COSMIC PRODUCTION，「Double Face」則所屬於NEW DIMENSION。
代表色為苔綠色。
在2020年6月17日釋出相關情報，並於同年7月16日公開角色情報。
是既「Knight Killers」等活動限定組合外，第一個由既存角色所組成的長駐組合。
主要目的並非進行偶像活動而是報復對ES抱有仇恨的人。
於活動『守護者們◆Eye與Last Mission』後正式解散。
三毛縞 斑（みけじま まだら，Mikejima Madara）
參照「三毛縞斑」
櫻河 琥珀（おうかわ こはく，Oukawa Kohaku）
參照「櫻河琥珀」

### 其他角色

#### 偶像業界相關人員

##### Thunderbolt Entertainment
Nice・Arneb・Thunder（ナイス・アルネブ・サンダー）
聲優：鈴木崚汰（日）
第一人稱為「私」，譯作「我」。
『!!』時期
第二年 → 身高：180cm／體重：67kg／年齡：21歲／生日：9/3／血型：AB型／興趣：鑑賞演唱會／特長：邏輯思考、言語化
所屬於海外綜合娛樂企業『Thunderbolt Entertainment』的『製作人』。過去曾以本名『桟田善秀（さんた・よしひで）』在日本進行個人偶像活動，曾與燐音為同一間事務所的同期新人偶像，在引退前曾是日本的頂級偶像。
在ES成立的第二年以『審查員』的身分前來審查『P機關』的成員，對於杏（『製作人』）『為偶像無私奉獻、給予無償的愛』的行為提出質疑，詰問這種方針是否為真正的愛。
以讓偶像界更加閃耀為由舉辦海選節目——【4piece】，試圖在其中找出可以組成『夢幻組合』的偶像。
在ES成立第二年的七月上旬，在ES大樓的上空停泊了一艘『Mega Sphere』的大型飛船，並舉辦一個名為【Mega Stream】的網絡節目，指定桃李、燐音、零和斑擔任『四天王』。
甘楽チトセ（つづら　チトセ，Tsuzura Chitose）
聲優：服部想之介（日）
第一人稱為「僕」。
『!!』時期
第二年 → 身高：175cm／體重：57kg／年齡：24歲／血型：A型／興趣：賞鳥、動畫．電影鑑賞／特長：想話題、單純的工作
海外綜合娛樂企業『Thunderbolt Entertainment』的新人助理導演。

##### 『教父』相關人物
『教父』（『ゴッドファーザー』）
開創日本偶像業界的先驅，被稱作業界中最偉大的人物。
『守門人』（『ゲートキーパー』）
聲優：武內駿輔（日）
第一人稱為『俺』，譯作『我』。
『!!』時期
第一年 → 身高：179cm／體重：70kg／血型：B型
本名不詳，作為已逝「教父」的三大心腹之一的「門衛」，負責排除妨礙「教父」行動的人。
據凪砂所言，與過去而時所見到的「門衛」相比，現在的「守門人」較為溫馴。
與「神父」和昴流的父親——「使徒」一同追隨於「教父」的身邊，但唯一讓「教父」選為後繼者的是「使徒」。儘管「守門人」本身不在意，但卻勾起了「神父」的忌妒心。
於『!』第一年十月下旬從海外搭乘直昇機現身於ES空中庭園，表示將會排除所有沒資格成為偶像的人。
言行粗暴，不希望他人打聽與自己相關的事。喜歡將想說的話總結成三點表示。
受到茨的極度厭惡，並稱其為自己的「叔祖父（大叔父さん）」。
儘管對偶像不抱有任何興趣，但仍作為新年度的「SS」臨時營運委員會長，將負責審查偶像們是否有踏上舞台的資格，認為一切都是「神明的遺志」。
認為自己的行動與自己的意志無關，將自己的所有行為都視為神明的偉大遺志。
極度迷戀自己口中所指的「神明」，認為他在生前讓自己接觸了「愛」。
認為日本的偶像與以往相比沒有任何改變。
在「SS」預選賽期間，茨嘗試利用「Eden」種子權的優勢，僱用了無法以個人「組合」參賽的斑，協助其討伐「守門人」。
根據「紅組」隊長們推測，「守門人」會積極干預『SS』的進行是為了金錢所趨。在預選賽結束後，所有的「SSL$」都會被「SS」營運委員會回收，並作為主賽優勝組的報酬。「守門人」將會在「SS」結束後威脅偶像們，使他們交出所有的錢財，讓他們成為「守門人」的賺錢工具。
事實上，最初「守門人」想要通過「SS」奪得偶像界的財力與權利，同時使在暗地裡支配偶像界的「神父」垮台。因此他將預選賽當成實驗場，測試以威脅的方式達到目的。但最後的結果讓「守門人」了解到，偶像終究還是會反擊，因此最後就將目標改為擊潰「神父」而已。
在「SS」預選賽期間，做出許多干涉偶像們的事。包括：
- - 將「Trickstar」困於「北海道叢林」，使其失去參賽資格。並利用新年度「SS」的新規則——「指令」來控制巽對「Trickstar」傳遞錯誤的訊息，企圖使「ALKALOID」成為優勝者。最後以將「Trickstar」從叢林救出為代價，讓杏在整個「SS」的期間，不能從事任何「製作人」的工作，並以此試圖控制ES偶像們的行動。
  - 介入「流星隊」的「攜手空間」，竄改忍向千秋發送的訊息，間接導致颯馬和斑暴走。
  - 以「隱藏指令」企圖勾結斑聯手，並讓他能夠以「Double Face」的名義突破「SS」預選賽作為報酬。但事實上斑早已透過琥珀發送的暗號，在「守門人」前演了一場戲，欺騙他以獲取報酬。
  - 察覺到由「Switch」創造出來的「SSVRS」——「新世界」出現異狀，並以瑪朵莫塞爾的形象進入「新世界」，以此來牽制誠矢的行動。
  - 於中國地區開設「預選賽中的預選賽」——【SDS】，企圖使某些特定「組合」淘汰。過程中與偽裝成日向的裕太勾結，試圖使「UNDEAD」敗北。根據零的推測，「守門人」在「SS」預選賽期間，與英智達成共識並進行利益交換，才造就了本次「SS」的不自然。
  - 在「SS」預選賽期間，由英智構想所有偶像的「指令」內容，藉此來激發偶像們不同的一面，而「守門人」則用「隱藏指令」來牽*制偶像的行動。且應英智在「SANCTUARY」進行實驗的要求，將「Ra*bits」與「fine」安排在人氣沒落的關東地區，英智則藉此測試「SANCTUARY」是否能夠有別於抗爭時期的革命，但卻能夠達到激勵偶像的效果。並在英智的計劃下將杏從ES偶像們身邊抽離，以測試在失去「製作人」的情況下，偶像們會有什麼影響。
  - 在「Crazy:B」要在預選賽勝出與燐音再次批判ES制度的雙重驅使下，與「Crazy:B」聯手協助在關西地區散佈「組合」的「指令」與「隱藏指令」，並從中試圖使「Knights」敗北，消減NEW DI的實力。

『神父』（『神父』）
『教父』的三大心腹之一。
『使徒』（『使徒』）
『教父』的三大心腹之一，真實分份為昴流的父親。
黑根棺（くろね ひつぎ，Kurone Hitsugi）
聲優：永塚拓馬（日）
『!!』時期
第一年 → 身高：158cm／體重：47kg／生日：12/21／血型：O型／興趣：神秘學研究／特技：強大生命力
初登場於『!!』第1.5部主線『夢之咲七大不可思議篇』。
是於春天轉學至夢之咲學院製作科二年級的男學生。
性格浮躁難以與他人交流，一旦與他人相處時間過長就會陷入混亂的狀態。
時常與口中的「姐姐（お姉ちゃん）」進行「交換」。
自稱「姐姐（お姉ちゃん）」為「死靈術師（ネクロマンサー）」，擅長殺害與復活他人，其技術似乎也受到「守門人」的賞識。
在星曜祭時遭他人追殺，及後以NEGI的身份登台後，通過假死的方式離開夢之咲學院，其後與「守門人」在國外出現，唯此時棺的身體已經被NEGI的靈魂所掌控。
NEGI
聲優：永塚拓馬（日）
『!!』時期
初登場於『!!』第1.5部主線『夢之咲七大不可思議篇』。
是棺的姊姊。
GFK
自稱『教父』的後繼者，打算奪取其生前留下的遺產。
J
GFK的兒子，被其父親捲入『教父』遺產爭奪的風波。
釋迦（シャカ，Syaka）
世界第一的偶像，曾連續蟬聯美國的偶像盛典【ABSOLUTE（アブソリュート）】冠軍寶座六次之久。
真實身份為『神父』集結眾多偶像的智慧所創造出來的存在，並且被當成搖錢樹利用。

##### 『King Slayer』
黑木王路（くろき おおじ，Kuroki Ooji）
黑木竜路的弟弟。因為竜路過去在抗爭時期受到的種種而為其打抱不平，誓言要向『Knights』復仇。
黑木竜路（くろき りゅうじ，Kurone Ryuuji）
黑木王路的哥哥。因為過去在抗爭時期與『Chess』之間的瓜葛和自己摯友的逝去而感到絕望並投身火海，最終所幸撿回一命。

##### 其他相關人員
鮫島三成（さめじま みつなり，Samejima Mitsunari）
聲優：津田健次郎（日）
初登場於特別上映劇場版動畫「あんさんぶるスターズ！！ -Road to Show!!」。
為所屬「Rhythm Link」的前偶像，現在則是退居二線以時代劇為中心的演員。
以出演Rhyth Lin總籌製作的電影「無用の侍」參與「IFF」。
對於ES成立後，因為有許多年輕一輩的勢力進駐Rhyth Lin而使其他資深勢力遭到裁員，因此對年輕一輩的偶像感到不滿。
スターリング・マッキー（Starring Macky）
聲優：田丸篤志（日）
初登場於特別上映劇場版動畫「あんさんぶるスターズ！！ -Road to Show!!」。
與遊木真有著同樣精緻五官樣貌的少年，因為憧憬日本偶像而參與選拔，但由於經濟狀況沒有辦法取得練習的時間與金錢而落選。
被鮫島三成相中其才能，連哄帶騙的無奈參與對方的拍攝犯罪計畫。最後在零、凪砂、茨等人的幫助下成功讓拍攝內容剪輯成短篇電影，成為當下的話題人物。隨後更活用自己跑酷的能力與優秀的體能，參與了其他事務所的委托，找到讓自己發光發熱的地方。
認為當初若是可以遇見像日向等人一樣的夥伴，自己或許就不會誤入歧途。
山田（やまだ）
知名音樂節目【狂熱火山島】與綜藝節目【２×２】的『製作人』。
阿寒（あかん）
負責ES第一年度收尾企劃【マトリックス（Matrix）】的『製作人』。
做事不得要領，過去栽培女性偶像卻沒有拿出好成績，因此被大家稱作『地雷P』。
曾經在燐音單人活動時期擔任過他的『製作人』，但因為對無法捧紅對方而對偶像界抱持著許多不滿。
事實上，過去擔任燐音『製作人』的阿寒與企劃【Matrix】的『製作人』是完全不同的兩個人。
真正的阿寒
女性，曾經擔任過一名無名偶像（假冒的阿寒）的『製作人』，後來因為該名偶像沒有竄紅而引退，自己則轉而成為燐音單人活動時期的『製作人』。
由於策劃了一期靈異節目而前往與『星島』同樣被視為偶像文化禁區的天城村而失蹤，最後被偶像界認定為死亡。但事實上則是在燐音的幫助下移居天城村。
於天城村找到了新的工作與結婚對象，並育有一名叫做『天（たかし）』的孩子。
假冒的阿寒
男性，過去是一名沒有事業沒有起色的偶像，也是過去真正的阿寒所扶植的偶像，更是第一位燐音憧憬的偶像。從偶像身分引退後前往女校就職擔任教師。
為了測試偶想業界是否還對『阿寒』這個名字有印象而被燐音請來擔任『製作人』，並負責企劃【Matrix】。但是因為本人為前偶像而不是『製作人』，導致【Matrix】整體企劃相當糟糕。
綺蘭蘭井迪亞爾（綺蘭々井　デアル，きららい である，Kirarai Dearu）
所屬『Rhythm Link』的偶像，通稱『美少女前輩』，被其粉絲們稱作『井迪亞大人（イデア様）』。
元次 新（モトツギ アラタ，Mototsugi Arata）
第一人稱為「俺」。
「NEW DIMENSION」的所長兼偶像。
三毛縞斑在海外時認識的朋友。
在『!!』故事之初，為了解決事務所的資金問題而在海外籌錢，把所長的職務都交給副所長青葉紡打理。
於『!!』第二年的6月上旬回歸事務所，其後於『Switch』的演唱會後決定暫停偶像方面的活動，專注經營事務所。

#### 其他業界相關人員

##### 貴族界
Z・K・天橋立（Z・K・あまの はしだて）
ZK財閥的才女，曾以化名『橋立天』投入夢之咲學院學生會長選舉。

##### 演劇界
小北斗（ほくとちゃん）
女性，本名不詳，北斗母親劇團內的兒童演員，因為以北斗兒時的外表與『Trickstar』初次見面而得名。
昴流君（すばるくん）
男性，本名不詳，北斗母親劇團內的兒童演員，因為以昴流兒時的外表與『Trickstar』初次見面而得名。

##### 教育界

###### 『三賢者』
『信長老師』（『信長先生』）
女性，知名歷史教育節目【天地鳴動】的顧問，屬於革新派。
『家康老師』（『家康先生』）
男性，知名歷史教育節目【天地鳴動】的顧問，屬於保守派。
『信長老師』（『信長先生』）
男性，知名歷史教育節目【天地鳴動】的顧問，屬於奇想派。

##### 科技界

###### 『Gorgon Corporation』
斯忒諾（ステンノー）
女性，『Gorgon Corporation』的代理負責人，真實身分為其公司社長操作的機器人。
尤瑞艾莉（エウリュアレー）
性別不明，被認定為女性，是宙兒時在網路上結交的朋友，同時也是『Gorgon Corporation』的工程師，真實身分為其公司社長之女兒與電腦連接後產生的人工智慧。
美杜莎（メドゥーサ）
女性，本名不詳，是『Gorgon Corporation』社長之女兒。

#### 偶像相關親屬
要（とうじょう かなめ，Toujyou Kaname）
聲優：笠間淳（日）
第一人稱為「ぼく」。
現在以「HiMERU」身份活動的「十条」的弟弟。非常喜愛自己的母親與哥哥。
自幼母親因捲入「明星事件」而亡，後獨自一人被送到環境惡劣的育幼設施生活。
為了逃離壓榨孩子的設施並完成母親的期待而努力賺錢，最後成功以「特待生」的身份進入玲明學園。
曾因為觸犯業界禁忌而被剝奪「特待生」的身份，後因巽入院而獲得翻身的機會。
一心想成為像巽一樣厲害的偶像，並一起建立「組合」試圖完成巽的革命。
最後因為母親的罪行而引起『非·特待生』不滿，遭到攻擊後陷入意識不清的狀態入院。
哥哥後來代替自己成為「HiMERU」，並持續進行偶像活動至今。
櫻河琥珀的大姐與二姐
聲優：海渡翼（日）
櫻河琥珀的兩名姊姊，曾在『SS』預選賽與『教父』遺產風波時給予琥珀大力的協助。
三毛縞真黑（みけじま まぐろ）
三毛縞斑的妹妹。
拉婓爾（ラファエロ）
一個會說話的人偶，自稱為齋宮宗的叔父，真實身份為宗的祖父。
水無瀨此汰（みなせ こなた）
與兒時奏汰外觀相似的十歲孩童，是深海家分家的頭領，也是『星島』的領主。
大憨鯊（みずさば）
第一人稱為『吾（わ〜）』，沖繩孤島——『星島』的引路人，瀧維吹的弟弟。

#### 其他
天城天（あまぎ たかし）
與兒時一彩外觀相似的孩童，燐音聲稱其為自己與『製作人』所生下的孩子，真實身分為阿寒的孩子。

## 用語

### 『!』內故事內用語

#### 學園祭（学院祭）
於每年春天舉行，規模相當於「S1」級別的活動。在學生會的劃分之下，也會有許多一般顧客參與。在學園祭前的一段時間會舉辦前夜祭，結束後的一段時間也會舉辦後夜祭。偶像科以各個組合為單位展出（如：咖啡廳或英雄秀）。也有以社團名義展出的活動。此系列的故事情節由結城由乃敘寫。

#### 校內兼職（校内アルバイト）
校內官方正式承認的打工活動。內容包括打掃、演唱會服裝的設計與縫製、洗滌、夢幻祭的相關事宜等。在過去就己經存在，直到敬人正式訂定規則後，才交由學生會管理。獲得的報酬可作為校內貨幣使用，也可轉換為組合活動的基金（兌換成現金的匯率較差）。樂曲租借制度（將自己作的曲子登入出租，提供歌曲較少的組合購買）也被視為校內兼職的一部分。

#### 體育祭（体育祭）
於秋天在學園內舉行的活動。約於九月中旬舉行。以班級、組合、社團等單位活躍。在體育季前後不會舉行正式的夢幻祭。此系列的故事情節由結城由乃敘寫。

#### 追憶（追憶）
指過去的篇章。標題以「追憶」起頭的活動故事，以回想的形式敘述【DDD】發生時一年前的故事。當時所有學生的年級都比現在低一個年級，現在的一年級生則作為校外的旁觀者登場（不包括留級的學生）。共6個篇章，包括「人偶細線之端」、「齊聚的三位魔法使」、「待春之櫻與相遇之夜」、「黑白相間的checkmate」、「各自的十字路口」、「流星的篝火」。以三年級生為中心窺探過去學園的情勢，為什麼英智導入夢幻祭制度、五奇人的興衰、「Trickstar」的革命志向等，都可以此得知。在該篇章內因為杏尚未轉入夢之咲學園內，因此可以看到登場角色之間相處最真實的反應。除了「追憶」之外，在一般的故事中也有可能以「過去」的名義插入相關故事。此系列的故事情節由日日日敘寫。

#### 夢幻祭（ドリフェス）
正式名稱為「Dream Idol Festival」。指兩個偶像組合在演唱會中互相較勁歌唱與舞蹈優劣的活動，若沒有特別說明，通常在夢之咲學園內舉辦的演唱會皆為夢幻祭。在學園內也有傳統舉行的夢幻祭，包括空手道部主辦的【龍王戰】、「Knights」主辦的【對決】與【審判】等。在主線故事一年前由英智行使制度改革，將夢幻祭的參加經歷與勝率列入實際成績反映。夢幻祭規模分成六個等級，包括「SS」、「S1」、「S2」、「S3」、「A1」、「B1」。「SS」為年末聚集日本境內的頂級偶像，由夢之咲學園主辦的演唱會活動，在其中獲得優勝即可獲取與名相符的頂級偶像的名號，對應主線故事第二部。「S1」為每年舉行三次的重大夢幻祭，幾乎學園內的組合都會參與，並開放眾多的觀眾前來參與（也會有臨時設置與「S1」規模相符的夢幻祭舉行）。「S2」為學生會公認的夢幻祭，觀眾主要為偶像科以外的校內學生。「S3」為因應「B1」而誕生的夢幻祭，只要向學生會申請即可被認定為正式的夢幻祭。「A1」為於春天舉行用以歡迎新人的夢幻祭（成鳴第一次以「Ra*bits」的身份參加的夢幻祭即為「A1」）。「B1」為沒有學生會許可所舉辦的非官方夢幻祭，因為是非正式的夢幻祭，所以規則上都會也些許變化（可攻擊對手等）。上述的傳統夢幻祭當初全被分類為「B1」，是學生會取締的對象，不過因為「Trickstar」的革命有成，之後便加入了「S3」的級別讓學生可向學生會申請舉辦。不過在「S3」成立後依舊有許多夢幻祭不符合規定，因此像【龍王戰】這類的夢幻祭則依然被視為「B1」，並存在著被取締的風險。夢幻祭基本上只會在夢之咲學園內舉辦，校外所舉行的通常為普通的演唱會。以下為主要的夢幻祭：

##### SS（SS）
於12月31日（日本除夕）舉行。COS PRO系列校又稱為「Winter Live」，由夢之咲學園主辦，是日本境內年末最大的偶像盛事。據說自從二戰後就開始以其為雛形舉辦，直至偶像界衰敗後，才漸漸因收視低迷而被其他節目取代。在『!』的時間線中，因為天祥院財閥與COS PRO等大企業出資，「SS」才開始回復名氣。整個「SS」分為預選賽與決賽，預選賽將會在整個城鎮內各處舉行，由主辦方為各個「組合」發方專屬旗子，決定好對手與地點後即開始演唱會，贏家可奪取輸家的旗子，並將對方拉入自身陣營，直到最後剩下八組偶像後，即正式進入決賽。在「!」中，由「Trickstar」獲得冠軍。此系列的故事情節由日日日敘寫。
在『!!』中因為主辦權交移至ES，所以在規則方面做了許多改變。預選賽改由在日本各地舉辦，在期間能夠透過偶像活動賺取最多「SSL$」的「組合」即可晉級。此外還增加了新的規則，稱為「指令」。「指令」由營運方分別為每一位偶像指派且不得對外公開，只要違反該指令則須以「SSL$」作為罰金繳納。而「守門人」更為各個「組合」的隊長設下了「隱藏指令」，只要未達成該指令內容，他將會奪走偶像們最珍視的事物（如毀滅一彩的故鄉或諸殺櫻河一族等）。主賽採用紅白對抗戰的方式進行，「紅組」由大將「fine」率領，成員包括「Trickstar」、「流星隊」、「ALKALOID」、「Ra*bits」、「紅月」、「Switch」；「白組」由大將「Eden」率領，成員包括「Valkyrie」、「2wink」、「Crazy:B」、「UNDEAD」、「Knights」、「Double Face」。地點將會在中部地區的新社地區「ES巨蛋」舉行，模式將會採用演唱會對決（即夢幻祭規則），「紅組」與「白組」會個別選出一個「組合」作為“代表”進行演唱會對決，並由全體國民進行投票。投票系統則採用“投票裝置”計票，將裝置切換成紅光或白光即可投票，也可雙方皆不投並將該次的票保留到下一場對決，一次投給自己支持的偶像兩票。在票數的權重方面，有購買「ES巨蛋」觀眾席的國民為一千倍，ES後援會的會員為一百倍，其餘國民則為一倍。

##### DDD（DDD）
在主線故事內於春天所舉辦的夢幻祭。看見「Trickstar」的行動後，由英智特別企劃的夢幻祭。獲得優勝的組合可以獲得代表夢之咲學園，本應由「fine」出場年末『SS』的權利。出場條件以組合為單位，表演開始時必須至少有兩位以上的組合成員站在舞台上。此系列的故事情節由日日日敘寫。

##### 七夕祭（七夕祭）
屬於「S1」。於7月7日（七夕）舉行。是杏第一個策劃的夢幻祭。形式與「Knights」的【對決】相似，在同一個舞台上會同時有兩個組合進行表演，觀眾可以舉起手中的短冊詩箋為自己所喜愛的組合投票。勝利的組合即可繼續待在舞台上。戰敗的組合則需離開舞台，等待下一個挑戰者上台（戰敗的組合下台後依然可以再次參戰）。獲勝的組合須完成台下粉絲短冊上寫的一個願望。因為是在戶外舞台舉行，所以服裝是防水的。此系列的故事情節由日日日敘寫。

##### 萬聖節派對（ハロウィンパーティ）
屬於「S1」。於10月31日（萬聖節）舉行。由杏所策劃的夢幻祭。其規模大於【七夕祭】。參加條件為變裝，觀眾也能夠要求偶像們決定變裝主題。當天偶像們會一大早勁開始準備，直到日落前都會在學園內到處與觀眾交流。日落後則會開始依序進行演唱會。粉絲應援用的螢光棒為南瓜的造型。以線上問卷形式進行投票，並沒有正式的成敗。也可以獲得由校內學生親手製作的點心。遊戲內的舉行時間通常會從十月底開始，並持續到十一月上旬。此系列的故事情節由日日日敘寫。

##### 星曜祭（スターライトフェスティバル／スタフェス）
屬於「S1」。於12月25日（聖誕節）舉行。分為午前的預選賽與午後的決賽。活動開始時會給予所又的組合積分配點。午前的演唱會會在學園中以夢幻祭的形式舉行，獲勝的組合可以奪取戰敗組合的所有積分。預選賽結束後將會統計積分合計，排名較前的組合即可參與午後以夢幻祭形式進行的主舞台。午後的夢幻祭將會依照積分高低，由較低的組合先行登場，較高的組合則會越晚出場。參加條件與【DDD】相同，須以組合為單位參加。幾乎夢之咲的所有組合都會參加。『!』中的午前比賽結果，第一名為「Trickstar」、第二名為「UNDEAD」、第四名為「fine」、第五名為「Knights」，能夠出場決賽的最低順位為「Ra*bits」。在舉行的前幾天會舉辦【平安夜前夜祭】以宣傳本次夢幻祭。此系列的故事情節由日日日敘寫。

##### 巧克力夢幻祭（ショコラフェス）
於2月14日（情人節）舉行。與「S1」同等規模的夢幻祭。是沒有勝負之分的特殊夢幻祭，將會與全國的偶像學校一起舉行。參加的組合沒有任何條件，將會按照節目表上的順序進行演唱會。因為在海外的情人節送禮時並沒有男女之分，因此夢之咲的偶像是以歌唱和贈送巧克力來招待觀眾。若觀眾想要獲得由偶像贈送的巧克力，就必須參與【巧克力夢幻祭】中所有組合的演出，並收集各個組合的貼紙。對偶像而言，該場夢幻祭是讓其他並非自己粉絲的觀眾欣賞到演唱會的機會。由偶像準備的巧克力會因組合而異，通常親自手作的組合較多，不過也有定製成品的方式。『!』中的演出中由「Knights」取得最佳的成績。此系列的故事情節由結城由乃敘寫。

##### 返禮祭（返礼祭）
於3月14日（白色情人節）舉行。儘管打著白色情人節的名號，但在故事內主要是敘述「三年級生的歡送會」。形式與【巧克力夢幻祭】大同小異，以組合申請參加，演創會也以低年級生為中心舉行。對三年級生而言，該次演唱會為他們以夢之咲學生的身份參與的最後一場夢幻祭。常會有像是「流星隊」之類的組合在【返禮祭】現場宣佈下一任隊長人選。大部分三年級生的志向也會在這個時期表明決定。和【巧克力夢幻祭】一樣會發送點心，不過為了避免像當時混亂的情況產生，將會全權交由相關業者製作。將會以【巧克力夢幻祭】的成績依序進行演唱會並決定準備場所。此系列的故事情節由日日日敘寫。

#### 組合（ユニット）
舉行演唱會的小型集團，由2～5人組成。在故事內雖然也可以由6人以上組成，但報酬是以組合為單位發放，因此多人數並沒有任何利益。在英智導入夢幻祭制度前其實就存在多人數的組合（不如說多人數的組合才是常態，「Chess」內有著超過學校半數的學生加入，「流星隊」也分成一軍、二軍）。在『!』的遊戲系統下，一個組合只能放入5張角色卡，所以並沒有出現6人以上的組合。此外「MaM」為唯一公認存在的單人組合，不過在斑畢業後這項校規也已被學生會修正。在『!!』中組合的定義為3～6人，不過COS PRO貌似並沒有受到這項限制。

##### 臨時組合（臨時ユニット）
與平常所屬的組合不同，是暫時與其他的成員組成一個組合。是由敬人率先創立，之後英智才將其活用。在『!』中出現的臨時組合包括：「Knight Killers」、「team 牛若丸」「Rain-bows」、「Ba-barrier」、「Lilith」、「夢幻曲」。不論是正式組合或臨時組合都沒有特意成立後再解散的情況發生，例如成鳴在正式文件上是同時所屬於「Valkyrie」與「Ra*bits」，本應解散的「DEADMANS」也依然存在，臨時組合「Knight Killers」也隨時都能夠再次集結。不過追憶故事中有關於斑退出「流星隊」的文件是否有被受理依然不明。但組合制度只專屬於夢之咲內，因此成員都已經轉學的舊「fine」便無法再次集結。在『!!』中會定期舉行「SHUFFLE組合」企劃，不只所屬組合，就連所屬事務所也會隨機抽取4～5人組成新的臨時組合。到目前為止在『!!』中出現的臨時組合包括：「√AtoZ」、「XXVeil」、「Branco」、「Ring.A.Bell」、「月都奇觀（月都スペクタクル）」、「La Mort」、「Puffy☆Bunny」、「武鬪会」、「BLEND+」、「Flambé！」、「EVIL NUM+」、「M∀N∀」與活動「降臨！開始編織的永無之島」中登場的「Ultissimo」、活動「Origin★星空を歌うAltered」中登場的「fine-O」和「オルタード」以及分別於2021年～2024年愚人節特別企劃所組成的「太空共同體（フラタニティ）」、「バンド『BkuB』」、「STAR TRAINER」、「Love∞Scramble」與特別上映版「あんさんぶるスターズ！！ -Road to Show!!」中出現的「SCREEN10」。

#### Saga計畫（サガ計画）
以前頂級偶像・佐賀美陣為師父，帶領現役男子高中生偶像，在雜誌上連載的企劃。受該計畫的影響，其他性質相似的企劃也紛紛誕生，也促成了過去偶像的復歸契機。對應主線故事第三章。

### 『!!』內故事內用語

#### Ensemble Square（アンサンブルスクエア／ES）
包含四大事務所的大廈名稱。在『!!』中的四月設立，是當今藝能界的中心。第20層樓為STARMAKER PRODUCTION、第18層樓為COSMIC PRODUCTION、第12層樓為Rhythm Link、第7層樓為NEW DIMENSION。設有空中庭園、可舉辦演唱會的地下舞台等設施。鄰近星奏館與四季大街。

#### 峰會（サミット）
ES的首腦會議。是各事務所的代表與輔佐出席會談的場和。「P機關」身兼監督者與議長的職責，是中立的調停者。代表與輔佐並非固定人選，也沒有限定只有事務所所長才能擔任代表。

#### 四季大街（セゾンアベニュー）
與ES同時建成的購物商場。設有許多可以使用L$支付的店家。有些偶像會將其簡稱為「四街（アベ町）」。

#### D.L.F.S（ドリフェス）
即夢幻祭，是Dream・Live・Fullscore・System的簡稱。分為四個規模等級，由高至低分別為：「SS」、「R1」、「R2」、「N1」。「N1」是專門為新人打響名號的夢幻祭，「N」即為「新人（New Face）」的簡寫。「R1」似乎是隨季節舉辦的樣子。

#### Big3（ビッグ3）
在ES的官方頁面公開的L$持有量排行榜上刊載，L$持有量並列第一的三巨頭分別為「fine」、「Eden」、「Knights」。

#### 攜手空間（ホールハンズ）
安裝在為ES所屬偶像發放的智慧型手機內，ES限定的SNS。是偶像們的聯絡手段之一。

#### 星奏館（星奏館）
ES所屬偶像居住的宿舍。是由原本深海家持有的土地新建而成的，為向深海家表示敬意便在命名時加入「奏」一字。ES所屬偶像入住基本上不需要繳交房租。分為新館與舊館，新館為2～4人房，舊館為4人房。

#### 組合（ユニット）
偶像組成的小集團。由2～8人組成。在ES內活動基本上是以組合為單位。該項制度源於夢之咲學園，藉此限制了單人偶像的活動。另外有依照事務所橫貫企劃所組成的組合稱為「SHUFFLE組合（シャッフルユニット）」。

#### L$（リッドル）
在ES內流通的貨幣，是一種假想貨幣。匯率比為1L$＝100日圓。可以在ES周邊的設施使用，能夠更便宜的價格買入物品。主要收入來源為ES官方對偶像工作的報酬。除了伙食費可用一般現金支付外，其他包括訓練場所租借與衣裝費都只能以L$支付，就連新成立一個組合都必須使用L$購入所需項目。因為L$的多寡會反映在粉絲對偶像的好感度與人氣，因此L$也可說明偶像的實力。

##### L$持有量（L$保持量ランキング）
在ES的官方頁面長期公開的排行榜。在達到L$的持有最高上限（1000萬L$），同時並列第一的三個組合稱作「Big3」。因為記載的是持有量的多寡，因此常常使用L$的組合就很難保持在排行榜上。

#### MDM（MDM）
於八月底舉辦，是向夏天告別的祭典。是ES首年度舉辦的大型盛事。出演費需要100萬L$。

## 媒體展開

### 電視動畫
在2015年12月4日撥出之ニコニコ生放送『ハピエレ公式生放送〜重大発表祭 冬の陣〜』中宣布動畫及舞台化。2015年10月號開始在月刊雜誌『ARIA』（講談社）中連載，由紗与イチ作畫。

2017年2月已公告動畫延期播出。動畫由GENCO製作。出版商為Frontier Works。2019年1月13日宣布動畫預定於同年7月播出，改由David Production製作。

#### 製作成員
|                  | 偶像夢幻祭！                                                                                           |
| ---------------- | --- |
| 原作・角色原案   | Happy Elements（Cacalia Studio）                                                                       |
| 監督             | 菱田正和                                                                                               |
| 系列監督         | 副島惠文                                                                                               |
| 系列構成         | 日日日                                                                                                 |
| 主要劇本         | 豬爪慎一                                                                                               |
| 角色設計         | 飯冢晴子、下谷智之、長田繪里                                                                           |
| 總作畫監督       | 飯冢晴子、下谷智之、清丸悟                                                                             |
| 迷你角色插畫製作 | 紙屋りな                                                                                               |
| 美術監督         | 山根左帆                                                                                               |
| 色彩設計         | 鈴木依里                                                                                               |
| 3D監督           | 日下大輔                                                                                               |
| 撮影監督         | 上條智也                                                                                               |
| 編集             | 長谷川舞                                                                                               |
| 音樂             | 加藤達也                                                                                               |
| 音樂製作人       | 桑原聖                                                                                                 |
| 音樂監督         | 濱野高年                                                                                               |
| 音樂製作         | Frontier Works                                                                                         |
| 製作人           | 青戸友香、宗村佳苗、千葉紘子、笠間壽高、秋本愛華                                                       |
| 動畫製作人       | 乙川將志                                                                                               |
| 動畫製作         | David Production                                                                                       |
| 製作             | あんスタ！動畫製作委員會（BANDAI NAMCO Arts、Happy Elements、Frontier Works、David Production、Movic） |

#### 主題歌
片頭曲
「Stars' Ensemble!」（第1－11話）（24話作為片尾曲使用）
作詞：松井洋平，作曲、編曲：中土智博，歌：夢之咲 Dream Stars
「キセキ」（奇蹟）（第13－23話）
作詞：松井洋平，作曲：桑原聖，編曲：酒井拓也、山本恭平，歌：Trickstar（第13－15、18、21-22話）、Eden（第16－17、19-20話）、Trickstar＆Eden（第23話）
片尾曲
「1st SING-ALONG☆」（第1－2、12.5話）（21話作為插入曲使用）
作詞：兒玉沙織，作曲、編曲：山口朗彥，歌：Trickstar
「IMMORAL WORLD」（第3－4話）（22話作為插入曲使用）
作詞：兒玉沙織，作曲、編曲：矢鴇つかさ，歌：UNDEAD
「メイド・イン・トキメキ♪」（第5－6話）
作詞：兒玉沙織，作曲、編曲：大隅知宇，歌：Ra*bits
「月下無双、紅の舞」（第7－8話）
作詞：松井洋平，作曲：本多友紀，編曲：酒井拓也，歌：紅月
「Mischievous Party Time!!」（第9－10話）（22話作為插入曲使用）
作詞：松井洋平，作曲：福田陽司、鈴木一史，編曲：鈴木一史，歌：2wink
「始まりのファンタジア」（第11－12話）
作詞：松井洋平，作曲、編曲：Rasmus Faber，歌：fine
「メテオ・スクランブル☆流星隊！」（Meteor  Scramble ☆流星隊！） （第13－14話）（22話作為插入曲使用）
作詞：松井洋平，作曲、編曲：岩崎貴文，歌：流星隊
「Magic for your "Switch"」（第15－16話）（22話作為插入曲使用）
作詞：兒玉沙織，作曲、編曲：中土智博，歌：Switch
「愉快痛快 That's alright!」（第17－18話）
作詞：陽光直人、佐伯youthK，作曲：陽光直人，編曲：大久保薫，歌：MaM
「凱旋歌」（第19－20話）
作詞：松井洋平，作曲、編曲：Kon-K，歌：Valkyrie
「Promise Swords」（第21-22話）
作詞：兒玉沙織，作曲：桑原聖，編曲：酒井拓也，歌：Knights
「Awakening Myth」（第23話）
作詞：松井洋平，作曲：TAKAROT＆Funk Uchino，編曲：TAKAROT，歌：Eden

#### 插曲
「CHERRY HAPPY STREAM」（第1、2話）
作詞：Mel*，作曲、編曲：矢鴇つかさ，歌：（第1話）Trickstar、（第2話）冰鷹北斗（CV:前野智昭）、明星昴流（CV:柿原徹也）、遊木真（CV:森久保祥太郎）
「RIOT WOLF」（第1話）
作詞：兒玉沙織，作曲、編曲：中土智博，歌：大神晃牙（CV:小野友樹）
「Joyful×Box*」（第2、22話）
作詞：Mel*，作曲、編曲：酒井拓也，歌：（第2話）Ra*bits、（第22話）天滿光（CV:池田純矢）、真白友也（CV:比留間俊哉）、紫之創（CV:高坂知也）
「歓迎☆トゥ・ウィンク雑技団」（第2話）
作詞：Mel*，作曲、編曲：矢鴇つかさ，歌：2wink
「ONLY YOUR STARS!」（第2、12話）
作詞：松井洋平，作曲、編曲：中土智博，歌：Trickstar
「Gate of the Abyss」（第3、7話）
作詞：松井洋平，作曲：桑原聖，編曲：山本恭平，歌：（第3話）UNDEAD、（第7話）大神晃牙（CV:小野友樹）
「Melody in the Dark」（第3、12話）
作詞：Mel*，作曲、編曲：原田篤，歌：UNDEAD
「花燈の恋文」（第4話）
作詞：Mel*，作曲、編曲：原田篤，歌：紅月
「シュガー・スパイス方程式」（第4話）
作詞：Mel*，作曲：桑原聖，編曲：酒井拓也，歌：2wink
「Rebellion Star」（第4、5、8、9、10、12.5、22話）
作詞：Mel*，作曲：桑原聖，編曲：酒井拓也，歌：（第4、5、8、12.5、22話）Trickstar、（第9、10話）明星昴流（CV:柿原徹也）、遊木真（CV:森久保祥太郎）、衣更真緒（CV:梶裕貴）
「聖少年遊戯」（第5、6話）
作詞：寶野亞莉華，作曲、編曲：片倉三起也，歌：舊Valkyrie
「終わらないシンフォニア」（永恆不絕的交響曲）（第7、12、12.5話）
作詞：Mel*，作曲：桑原聖，編曲：原田篤、山本恭平，歌：fine
「Love Ra*bits Party!!」（第9話）
作詞：兒玉沙織，作曲、編曲：陶山隼，歌：Ra*bits
「Genuine Revelation」（第11話）
作詞：松井洋平，作曲：桑原聖，編曲：脇眞富，歌：舊fine
「HEART→BEATER!!!!」（第12、22話）
作詞：松井洋平，作曲、編曲：中土智博，歌：Trickstar
「天下無敵☆メテオレンジャー！」（第13話）
作詞：Mel*，作曲：原田篤，編曲：酒井拓也、山本恭平，歌：流星隊
「羽ばたきのフォルティシモ」（第14話）
作詞：兒玉沙織，作曲、編曲：石濱翔，歌：fine
「Temptation Magic」（第14話）
作詞：兒玉沙織，作曲：桑原聖，編曲：酒井拓也，歌：Switch
「魅惑劇」（第15話）
作詞：寶野亞莉華，作曲、編曲：片倉三起也，歌：Valkyrie
「Sunlit Smile!」（第17話）
作詞：松井洋平，作曲、編曲：h-wonder，歌：Eve
「Blooming World」（第18話）
作詞：兒玉沙織，作曲、編曲：本間昭光，歌：MaM
「Checkmate Knights」（第18話）
作詞：兒玉沙織，作曲：桑原聖，編曲：酒井拓也，歌：瀨名泉（CV:伊藤マサミ）、朔間凛月（CV:山下大輝）、鳴上嵐（CV:北村諒）、朱櫻司（CV:土田玲央）
「Crush of Judgment」（第18話）
作詞：Mio Aoyama，作曲、編曲：加藤裕介，歌：Knights Killers
「BREAKTHROUGH!」（第20話）
作詞：松井洋平，作曲、編曲：KOUGA、中村佳紀，歌：Trickstar
「The Beast of the End」（第20話）
作詞：兒玉沙織，作曲：本多有紀，編曲：脇眞富，歌：Adam
「TRICK with TREAT!!」（第21話）
作詞：松井洋平，作曲：桑原聖，編曲：酒井拓也、矢鴇つかさ，歌：2wink with UNDEAD
「Silent Oath」（第22話）
作詞：松井洋平，作曲、編曲：山木隆一郎，歌：Knights
「砂上ノ楼閣」（第22話）
作詞：松井洋平，作曲：矢鴇つかさ，編曲：加藤達也，歌：舊Valkyrie
「WONDER WONDER TOY LAND」（第24話）
作詞：兒玉沙織，作曲、編曲：陶山隼，歌：2wink
「THE GENESIS」（第24話）
作詞：松井洋平，作曲：本多有紀，編曲：酒井拓也，歌：Eden
「Infinite Star」（第24話）
作詞：兒玉沙織，作曲：桑原聖，編曲：酒井拓也，歌：Trickstar
組合成員
1. ↑  天祥院英智（綠川光）、日日樹涉（江口拓也）、姬宮桃李（村瀨步）、伏見弓弦（橋本晃太朗）、冰鷹北斗（前野智昭）、明星昴流（柿原徹也）、遊木真（森久保祥太郎）、衣更真緒（梶裕貴）、蓮巳敬人（梅原裕一郎）、鬼龍紅郎（神尾晋一郎）、神崎颯馬（神永圭佑）、朔間零（增田俊樹）、羽風薰（細貝圭）、大神晃牙（小野友樹）、乙狩阿多尼斯（羽多野涉）、月永雷歐（淺沼晋太郎）、瀨名泉（伊藤マサミ）、朔間凜月（山下大輝）、鳴上嵐（北村諒）、朱櫻司（土田玲央）、守澤千秋（帆世雄一）、深海奏汰（西山宏太朗）、南雲鐵虎（中島良樹）、高峯翠（渡邊拓海）、仙石忍（新田杏樹）、仁兔成鳴（米內佑希）、天滿光（池田純矢）、真白友也（比留間俊哉）、紫之創（高坂知也）、葵日向＆葵裕太（齊藤壯馬）、齋宮宗（高橋廣樹）、米伽（大須賀純）、逆先夏目（野島健兒）、青葉紡（石川界人）、春川宙（山本和臣）、三毛縞斑（鳥海浩輔）
2. 1 2 3 4 5 6 7 8 9  冰鷹北斗（前野智昭）、明星昴流（柿原徹也）、遊木真（森久保祥太郎）、衣更真緒（梶裕貴）
3. 1 2 3 4  亂凪砂（諏訪部順一）、巴日和（花江夏樹）、七種茨（逢坂良太）、漣純（內田雄馬）
4. 1 2 3 4  朔間零（增田俊樹）、羽風薰（細貝圭）、大神晃牙（小野友樹）、乙狩阿多尼斯（羽多野涉）
5. 1 2 3  仁兔成鳴（米內佑希）、天滿光（池田純矢）、真白友也（比留間俊哉）、紫之創（高坂知也）
6. 1 2  蓮巳敬人（梅原裕一郎）、鬼龍紅郎（神尾晋一郎）、神崎颯馬（神永圭佑）
7. 1 2 3 4 5  葵日向＆葵裕太（齊藤壯馬）
8. 1 2 3  天祥院英智（綠川光）、日日樹涉（江口拓也）、姬宮桃李（村瀨步）、伏見弓弦（橋本晃太朗）
9. 1 2  守澤千秋（帆世雄一）、深海奏汰（西山宏太朗）、南雲鐵虎（中島良樹）、高峯翠（渡邊拓海）、仙石忍（新田杏樹）
10. 1 2  逆先夏目（野島健兒）、青葉紡（石川界人）、春川宙（山本和臣）
11. 1 2  三毛縞斑（鳥海浩輔）
12. 1 2  齋宮宗（高橋廣樹）、米伽（大須賀純）
13. 1 2  月永雷歐（淺沼晋太郎）、瀨名泉（伊藤マサミ）、朔間凜月（山下大輝）、鳴上嵐（北村諒）、朱櫻司（土田玲央）
14. 1 2  齋宮宗（高橋廣樹）、仁兔成鳴（米內佑希）、米伽（大須賀純）
15. ↑  天祥院英智（緑川光）、亂凪砂（諏訪部順一）、巴日和（花江夏樹）、青葉紡（石川界人）
16. ↑  巴日和（花江夏樹）、漣純（內田雄馬）
17. ↑  月永雷歐（淺沼晉太郎）、天祥院英智（緑川光）、仁兔成鳴（米內佑希）、鬼龍紅郎（神尾晉一郎）
18. ↑  亂凪砂（諏訪部順一）、七種茨（逢坂良太）

#### 各話製作
| 偶像夢幻祭！ | 偶像夢幻祭！               | 偶像夢幻祭！     | 偶像夢幻祭！         | 偶像夢幻祭！     | 偶像夢幻祭！       | 偶像夢幻祭！       | 偶像夢幻祭！ | 偶像夢幻祭！                                   |
| 話数         | 日文標題                   | 香港標題         | 中文標題             | 脚本             | 分镜               | 演出               | 作畫監督 | 總作畫監督                                     |
| ------------ | -------------------------- | ---------------- | -------------------- | ---------------- | ------------------ | ------------------ | --- | ---------------------------------------------- |
| 第1話        | 新風                       | 新風             | 新氣象               | 日日日、豬爪慎一 | 櫓下純白           | 副島惠文           | 清水勝祐、藤優子、森幸子、楠木智子、澤田知世                                                                    | 飯塚晴子、下谷智之、清丸悟                     |
| 第2話        | 咆哮                       | 咆哮             | 咆哮                 | 日日日、豬爪慎一 | 副島惠文           | 副島惠文           | 藤優子、たかはしなぎさ                                                                                          | 飯塚晴子、下谷智之、清丸悟                     |
| 第3話        | 決行                       | 決行             | 堅決執行             | 堀內全           | 岩崎知子           | 江副仁美           | 稲垣麻奈美、森幸子、Kim Yoon Joung                                                                              | 飯塚晴子、下谷智之、清丸悟                     |
| 第4話        | 開花                       | 開花結果         | 開花結果             | 猪爪慎一、堀内全 | 横内一樹           | 横内一樹           | 楠木智子、清水勝祐 澤田知世、近響子                                                                             | 飯塚晴子、下谷智之、清丸悟                     |
| 第5話        | マリオネット ～前編～      | 牽線人偶前篇     | 提線木偶 〜前篇〜    | 猪爪慎一         | 岩崎知子、櫓下純白 | 青柳宏宜           | 李少雷、劉雲留                                                                                                  | 飯塚晴子、下谷智之、清丸悟                     |
| 第6話        | マリオネット ～後編～      | 牽線人偶後篇     | 提線木偶 〜後篇〜    | 猪爪慎一         | 岩崎知子           | 三室健太           | 佐々木幸恵、三橋桜子、飯飼一幸、二宮奈那子、大和田直之、向山祐治、壇浦啓伸                                      | 飯塚晴子                                       |
| 第7話        | 皇帝                       | 皇帝             | 皇帝                 | 日日日、豬爪慎一 | 中谷亜沙美         | 中谷亜沙美         | 森幸子、Cha Myoung Jun、下谷智之                                                                                | 飯塚晴子、下谷智之、清丸悟                     |
| 第8話        | 亀裂                       | 裂痕             | 裂痕                 | 堀內全           | 数井浩子           | 江副仁美           | Cha Myoung Jun、楠木智子、Ku Ja Cheon                                                                           | 飯塚晴子、下谷智之、清丸悟                     |
| 第9話        | 反撃                       | 反撃             | 反撃                 | 堀內全           | 青柳宏宜           | 青柳宏宜           | 三浦春樹、森幸子、清水勝祐                                                                                      | 飯塚晴子、下谷智之、清丸悟                     |
| 第10話       | エレメント 〜前編〜        | 元素 前篇        | 要素 〜前篇〜        | 安川正吾         | 横内一樹           | 横内一樹           | 楠木智子、川口裕子、Cha Myoung Jun                                                                              | 飯塚晴子、下谷智之                             |
| 第11話       | エレメント 〜後編〜        | 元素 後篇        | 要素 〜後篇〜        | 安川正吾         | 岩崎知子           | 工藤寛顕           | 森幸子、Cha Myoung Jun、三浦春樹                                                                                | 飯塚晴子、下谷智之、清丸悟                     |
| 第12話       | 決着                       | 了斷             | 結束                 | 猪爪慎一         | 副島惠文           | 中谷亜沙美         | 西村彩、楠木智子、石橋大輔、中谷亜沙美                                                                          | 飯塚晴子、下谷智之、清丸悟                     |
| 第13話       | スーパーノヴァ             | 超新星           | 超新星               | 柿原優子         | 三室健太           | 三室健太           | 澤田知世、Cha Myoung Jun、森幸子、入江俊博、川口裕子                                                            | 飯塚晴子、下谷智之、清丸悟                     |
| 第14話       | 七夕祭 〜前編〜            | 七夕祭 前篇      | 七夕祭典 〜前篇〜    | 安川正吾         | 江副仁美           | 江副仁美           | 牛島希、上原結花子、三浦春樹、木下由衣、森幸子、森藤希子                                                        | 飯塚晴子、下谷智之、清丸悟                     |
| 第15話       | 七夕祭 〜後編〜            | 七夕祭 後篇      | 七夕祭典 〜後篇〜    | 安川正吾         | 岩崎知子           | 青柳宏宜           | 入江俊博、森幸子、楠木智子、Cha Myoung Jun                                                                      | 飯塚晴子、下谷智之、清丸悟                     |
| 第16話       | サマーライブ 〜前編〜      | Summer Live 前篇 | 夏日演唱會 〜前篇〜  | 猪爪慎一         | 横内一樹           | 横内一樹           | 野村雅史、Cha Myoung Jun、胡陽樹、藤優子、澤田知世                                                              | 飯塚晴子、下谷智之、清丸悟、松元美季、川口裕子 |
| 第17話       | サマーライブ 〜後編〜      | Summer Live 後篇 | 夏日演唱會 〜後篇〜  | 猪爪慎一         | 中谷亜沙美         | 中谷亜沙美         | 近響子、Cha Myoung Jun、中谷亜沙美 森幸子、上原結花子、古賀美裕紀 入江俊博、千葉山夏恵、Ku Ja Cheon             | 飯塚晴子、下谷智之、清丸悟、松元美季、川口裕子 |
| 第18話       | ジャッジメント             | 審判             | 判決                 | 猪爪慎一         | 江副仁美           | 鈴木恭兵           | 澤田知世、楠木智子、近響子、藤優子、森幸子、三浦春樹、重本和佳子                                                | 飯塚晴子、清丸悟、松元美季、川口裕子           |
| 第19話       | オータムライブ 〜前編〜    | Autumn Live 前篇 | Autumn Live 〜前篇〜 | 柿原優子         | 藤本ジ朗           | 工藤寛顕           | 西本彩、髙阪雅基、重本和佳子、牛島希                                                                            | 下谷智之、清丸悟、川口裕子                     |
| 第20話       | オータムライブ 〜後編〜    | Autumn Live 後篇 | Autumn Live 〜後篇〜 | 柿原優子         | 櫓下純白           | 青柳宏宜           | 森幸子、髙阪雅基、上原結花子、近響子、入江俊博                                                                  | 下谷智之、清丸悟、松元美季、川口裕子           |
| 第21話       | ハロウィンパティ           | 萬聖節派對       | 萬聖節派對           | 安川正吾         | 江副仁美           | 江副仁美           | 三浦春樹、西村彩、澤田知世 藤優子、井上美香、玉置敬子 深谷悠貴、富田泰弘、藤本真由、重內優希                    | 下谷智之、清丸悟、中戸藍李                     |
| 第22話       | スターライトフェスティバル | 星曜祭           | 星曜祭               | 猪爪慎一         | 横内一樹           | 横内一樹           | 森幸子、上原結花子、西村彩 木下由衣、Cha Myoung Jun、吉田隆彥 柳瀨讓二、入江俊博、近響子、藤優子                | 飯塚晴子、下谷智之、清丸悟、中戸藍李、川口裕子 |
| 第23話       | 努力                       | 努力             | 努力                 | 猪爪慎一         | 副島惠文           | 中谷亜沙美         | 澤田知世、中谷亜沙美、近響子 千葉山夏恵、西村彩、木下由衣 森幸子、森藤希子                                      | 飯塚晴子、中戸藍李、清丸悟、川口裕子           |
| 第24話       | 奇跡                       | 奇蹟             | 奇蹟                 | 猪爪慎一         | 副島惠文           | 江副仁美、副島惠文 | 楠木智子、木下由衣、森幸子 西村彩、森藤希子、藤優子 大川美穗子、三浦春樹、入江俊博 澤田知世、千葉山夏恵、近響子 | 下谷智之、清丸悟、川口裕子 中戸藍李、飯塚晴子  |

#### 播放電視台
| 播放日期                     | 播放時間                         | 電視台       | 播放地區 | 備註     |
| ---------------------------- | -------------------------------- | ------------ | -------- | -------- |
| 2019年7月7日 - 12月22日      | 星期日 22:30 - 23:00             | TOKYO MX     | 東京都   |          |
|                              | 星期日 23:00 - 23:30             | KBS京都      | 京都府   |          |
| 2019年7月8日 - 12月23日      | 星期一 0:30 - 1:00（星期日深夜） | SUN電視台    | 兵庫縣   |          |
|                              | 星期一 2:05 - 2:35（星期日深夜） | 愛知電視台   | 愛知縣   |          |
| 2019年7月10日 - 12月25日     | 星期三 0:00 - 0:30（星期二深夜） | BS11         | 日本全域 | 衛星放送 |
| 2019年8月1日 - 2020年1月16日 | 星期四 1:55 - 2:21（星期三深夜） | 長崎文化放送 | 長崎縣   |          |

| 播放日期              | 播放時間 | 電視台 | 播放地域 | 備註    |
| --------------------- | --- | ------ | -------- | ------- |
| 2021年2月7日-5月1日   | 星期六 13:30-14:30／星期日（非賽馬日）08:35-09:35 2月7日 星期日09:05-09:35 2月13日 星期六 12:00-13:00 4月10日 星期六 15:25-16:25 5月1日 星期六13:30-14:00 重播時段： 星期日（賽馬日）08:35-09:35 星期日（非賽馬日）13:30-14:30 星期二 7:30-8:30、16:05-17:05 2月9日 星期二 08:00-08:30、16:35-17:05重播（1集） 5月2日 星期日08:35-09:05、5月4日 星期二 07:30-08:00、16:05-16:35重播（1集） | J2     | 香港     | 2集連播 |
| 2022年3月29日-6月15日 | 星期二、三 17:20-17:50 | 翡翠台 | 香港     |         |

### 網路動畫
2022年9月10日的7周年生放送『777 SURPRISE‼︎ TAILS』中公開『あんさんぶるスターズ！！ 追憶セレクション『エレメント』』相關PV，並宣佈於2023年4月在官方YouTube頻道放映。另外於2023年2月和3月的『月刊 あんさんぶるスタジオ！！』公開舊『fine』和『五奇人』版本之PV。另外於2024年3月10日，包括台灣、中國、韓國、美國等所有海外版營運遊戲皆在各自之官方社群平台上公開由日本官方原版的『fine』與『五奇人』版本之PV重新剪接合成的宣傳影片，並宣佈將於同年3月18日在YouTube與AcFun等平台進行放映。

2023年4月25日的8周年生放送『One on One』中宣布將於同年秋天在官方YouTube頻道放映『あんさんぶるスターズ！！ 追憶セレクション『クロスロード』』動畫系列。另外於同年8月的『月刊 あんさんぶるスタジオ！！』和8周年生放送『One on One』【from ME編】以及同年11月3日舉行的先行上映會分別公開第一彈『デッドマンズ』版本和第二彈與第三彈之PV。

2023年9月25日的8周年生放送『One on One』【from ME編】中宣布將於隔年2024年3月在官方YouTube頻道放映『あんさんぶるスターズ！！ 追憶セレクション『チェックメイト』』動畫系列。另外分別於同年12月31日的『ES COUNTDOWN 特別生放送　年越しあんさんぶる！！2023→2024』生放送與隔年2月的『月刊 あんさんぶるスタジオ！！』以及3月3日所舉行的先行上映會分別公開第一彈、第二彈與第三彈之PV

#### 製作成員
|                | あんさんぶるスターズ！！追憶セレクション「エレメント」 | あんさんぶるスターズ！！追憶セレクション『クロスロード』 | あんさんぶるスターズ！！追憶セレクション『チェックメイト』 |
| -------------- | ------------------------------------------------------ | -------------------------------------------------------- | ---------------------------------------------------------- |
| 原作・角色原案 | Happy Elements（Cacalia Studio）                       | Happy Elements（Cacalia Studio）                         | Happy Elements（Cacalia Studio）                           |
| 監督           | ヤマサキオサム                                         | ヤマサキオサム                                           | ヤマサキオサム                                             |
| 系列構成       | 猪爪慎一                                               | 猪爪慎一                                                 | 猪爪慎一                                                   |
| 主要劇本       | 猪爪慎一                                               | 猪爪慎一                                                 | 猪爪慎一                                                   |
| 劇本原案       | 日日日                                                 | 日日日                                                   | 日日日                                                     |
| 總作畫監督     | 有我洋美、佐倉みなみ                                   | 有我洋美、佐倉みなみ                                     | -                                                          |
| 美術監督       | 宮本実生（studio RUFUS）                               | 宮本実生（studio RUFUS）                                 | 宮本実生（studio RUFUS）                                   |
| 色彩設計       | 長谷川美穗（緋和）                                     | 長谷川美穗（緋和）                                       | 長谷川美穗（緋和）                                         |
| 音樂           | 川井憲次                                               | 川井憲次                                                 | 川井憲次                                                   |
| 音樂製作       | Frontier Works                                         | Frontier Works                                           | Frontier Works                                             |
| 動畫製作       | DandeLion Animation Studio                             | DandeLion Animation Studio                               | DandeLion Animation Studio                                 |
| 製作           | Happy Elements カカリアスタジオ                        | Happy Elements                                           | Happy Elements                                             |

#### 插曲
追憶セレクション「エレメント」插曲
「聖少年遊戯」（第3話）
作詞：寶野亞莉華，作曲、編曲：片倉三起也，歌：舊Valkyrie
「Genuine Revelation」（第5話）
作詞：松井洋平，作曲：桑原聖，編曲：脇眞富，歌：舊fine
「Eccentric Party Night!! 追憶セレクションMix」（第6話）
作詞：兒玉沙織，作曲：R・O・N，編曲：河合泰志（Arte Refact），歌：五奇人
追憶セレクション『クロスロード』插曲
「Resurrection of Soul」（第1話）
作詞：松井洋平，作曲、編曲：要田 健（Relic Lyric, inc.），歌：UNDEAD
「夢ノ咲流星隊歌」（第1、5話）
作詞：Mel*，作曲：原田篤（Arte Refact），編曲：山本恭平（Arte Refact），歌：（第1話）守澤千秋（CV:帆世雄一）、（第5話）不明
「Death Game Holic」（第2話）
作詞：hotaru(TaWaRa)，作曲：Tom-H@ck(TaWaRa)，編曲：KanadeYUK(TaWaRa)，歌：朔間零（CV:增田俊樹）、蓮巳敬人（CV:梅原裕一郎）
「ROCK ROAR」（第5話）
作詞：(K)NoW_NAME:Genki Mizuno，作曲、編曲：(K)NoW_NAME:Shuhei Mutsuki，歌：デッドマンズ
「金色千夜夢舞台」（第6話）
作詞：兒玉沙織，作曲、編曲：めんま，歌：紅月
追憶セレクション『チェックメイト』插曲
「意地悪なセナの全身にカビが生えて悶え苦しんて死ねばいいなの歌」（第1話）
作詞、作曲：兒玉沙織，歌：月永雷歐（淺沼晋太郎）
「We'll be "Knights" 幸福Ver」（第2話）
作詞、編曲：山本恭平（Arte Refact）
「We'll be "Knights"」（第3、6話）
作詞：松井洋平，作曲：山本恭平（Arte Refact），編曲：河合泰志（Arte Refact），歌：（第3話）瀨名泉（伊藤マサミ）、（第6話）Knights(雷歐、泉)with 凜月、嵐
「Luminous Crown」（第6話）
作詞：松井洋平，作曲：SHOW & Wolf Kid（Digz, Inc. Group) ，編曲：Wolf Kid（Digz, Inc. Group），歌：Knights
組合成員
1. ↑  齋宮宗（高橋廣樹）、仁兔成鳴（米內佑希）、米伽（大須賀純）
2. ↑  天祥院英智（緑川光）、亂凪砂（諏訪部順一）、巴日和（花江夏樹）、青葉紡（石川界人）
3. ↑  朔間零（增田俊樹）、日日樹涉（江口拓也）、齋宮宗（高橋廣樹）、深海奏汰（西山宏太朗）、逆先夏目（野島健兒）
4. ↑  朔間零（增田俊樹）、大神晃牙（小野友樹）、羽風薰（細貝圭）、乙狩阿多尼斯（羽多野涉）
5. ↑  朔間零（增田俊樹）、蓮巳敬人（梅原裕一郎)、大神晃牙（小野友樹）、鬼龍紅郎（神尾晋一郎）
6. ↑  蓮巳敬人（梅原裕一郎）、鬼龍紅郎（神尾晋一郎）、神崎颯馬（神永圭佑）
7. ↑  月永雷歐（淺沼晋太郎）、瀨名泉（伊藤マサミ）、朔間凜月（山下大輝）、鳴上嵐（北村諒）
8. ↑  朱櫻司（土田玲央）、月永雷歐（淺沼晋太郎）、瀨名泉（伊藤マサミ）、朔間凜月（山下大輝）、鳴上嵐（北村諒）

#### 各話製作
| あんさんぶるスターズ！！追憶セレクション『エレメント』     | あんさんぶるスターズ！！追憶セレクション『エレメント』 | あんさんぶるスターズ！！追憶セレクション『エレメント』 | あんさんぶるスターズ！！追憶セレクション『エレメント』 | あんさんぶるスターズ！！追憶セレクション『エレメント』 | あんさんぶるスターズ！！追憶セレクション『エレメント』 | あんさんぶるスターズ！！追憶セレクション『エレメント』 |
| 話数                                                       | 原文標題                                               | 中文標題                                               | 脚本                                                   | 分镜                                                   | 演出                                                   | 總作畫監督                                             |
| ---------------------------------------------------------- | ------------------------------------------------------ | ------------------------------------------------------ | ------------------------------------------------------ | ------------------------------------------------------ | ------------------------------------------------------ | ------------------------------------------------------ |
| 第1話                                                      | Wizard Memory                                          | 魔法師的回憶                                           | 豬爪慎一                                               | ヤマサキ オサム                                        | ヤマサキ オサム                                        | 有我洋美、佐倉みなみ                                   |
| 第2話                                                      | Wave Crest                                             | 波峰                                                   | 豬爪慎一                                               | ヤマサキ オサム                                        | ヤマサキ オサム                                        | 有我洋美、佐倉みなみ                                   |
| 第3話                                                      | Wandering                                              | 徘徊                                                   | 豬爪慎一                                               | 島村大輔                                               | 島村大輔                                               | 有我洋美、佐倉みなみ                                   |
| 第4話                                                      | Wuthering Heights                                      | 呼嘯                                                   | 豬爪慎一                                               | 島村大輔                                               | 島村大輔                                               | 有我洋美、佐倉みなみ                                   |
| 第5話                                                      | Wish                                                   | 心願                                                   | 豬爪慎一                                               | 藤田健太郎                                             | 藤田健太郎                                             | 有我洋美、佐倉みなみ                                   |
| 第6話                                                      | Blackbird                                              | 黑鳥                                                   | 豬爪慎一                                               | 藤田健太郎                                             | 藤田健太郎                                             | 有我洋美、佐倉みなみ                                   |
| あんさんぶるスターズ！！追憶セレクション『クロスロード』   |                                                        |                                                        |                                                        |                                                        |                                                        |                                                        |
| 話数                                                       | 原文標題                                               | 中文標題                                               | 脚本                                                   | 分镜                                                   | 演出                                                   | 總作畫監督                                             |
| 第1話                                                      | Concern                                                | -                                                      | 豬爪慎一                                               | 神田宮奈                                               | ヤマサキ オサム                                        | 有我洋美、佐倉みなみ                                   |
| 第2話                                                      | Chaos                                                  | -                                                      | 豬爪慎一                                               | 神田宮奈                                               | ヤマサキ オサム                                        | 有我洋美、佐倉みなみ                                   |
| 第3話                                                      | Confidence                                             | -                                                      | 豬爪慎一                                               | 島村大輔                                               | 島村大輔                                               | 有我洋美、佐倉みなみ                                   |
| 第4話                                                      | Curse                                                  | -                                                      | 豬爪慎一                                               | 島村大輔                                               | 島村大輔                                               | 有我洋美、佐倉みなみ                                   |
| 第5話                                                      | Crowd                                                  | -                                                      | 豬爪慎一                                               | 西澤晋                                                 | 藤田健太郎                                             | 有我洋美、佐倉みなみ                                   |
| 第6話                                                      | Cross                                                  | -                                                      | 豬爪慎一                                               | 加藤もえ                                               | 藤田健太郎                                             | 有我洋美、佐倉みなみ                                   |
| あんさんぶるスターズ！！追憶セレクション『チェックメイト』 |                                                        |                                                        |                                                        |                                                        |                                                        |                                                        |
| 話数                                                       | 原文標題                                               | 中文標題                                               | 脚本                                                   | 分镜                                                   | 演出                                                   | 總作畫監督                                             |
| 第1話                                                      | 折れた枝先                                             | -                                                      | 豬爪慎一                                               | 加藤もえ                                               | 加藤もえ                                               | -                                                      |
| 第2話                                                      | 鈍色の空                                               | -                                                      | 豬爪慎一                                               | 加藤もえ                                               | 加藤もえ                                               | -                                                      |
| 第3話                                                      | 人殺しの歌                                             | -                                                      | 豬爪慎一                                               | 島村大輔                                               | 島村大輔                                               | -                                                      |
| 第4話                                                      | 錆びゆく心                                             | -                                                      | 豬爪慎一                                               | 島村大輔                                               | 島村大輔                                               | -                                                      |
| 第5話                                                      | 孤独な玉座                                             | -                                                      | 豬爪慎一                                               | 亀井隆                                                 | 藤田健太郎                                             | -                                                      |
| 第6話                                                      | 冠の輝き                                               | -                                                      | 豬爪慎一                                               | 加藤もえ                                               | 藤田健太郎                                             | -                                                      |

### 特別上映版
在2021年11月21日所舉辦的『TVアニメ あんさんぶるスターズ！ Fan Meeting Tour』福岡夜公演中公開將於2022年3月4日特別上映與原作遊戲活動連動之完全新作故事劇場版動畫「あんさんぶるスターズ！！ -Road to Show!!」，並釋出相關宣傳圖與部分動畫製作成員名單。
2022年3月4日特別上映劇場版動畫「あんさんぶるスターズ！！ -Road to Show!!」，動畫將持續交由David Production製作。

#### 製作成員
|                | 偶像夢幻祭！！ -Road to Show!!   |
| -------------- | -------------------------------- |
| 原作・角色原案 | Happy Elements（Cacalia Studio） |
| 監督           | 菱田正和                         |
| 主要劇本       | 木野誠太郎（Happy Elements）     |
| 角色設計       | 飯冢晴子                         |
| 總作畫監督     | 飯冢晴子                         |
| 美術監督       | 宮本実生                         |
| 色彩設計       | 鈴木依里                         |
| 撮影監督       | 上條智也                         |
| 技術監督       | 三室健太                         |
| 編集           | 長谷川舞                         |
| 音樂           | 加藤達也                         |
| 音樂製作人     | 桑原聖                           |
| 音樂監督       | 濱野高年                         |
| 動畫製作       | David Production                 |
| 製作           | あんスタ！！動畫製作委員會       |

#### 主題歌
「Life is so Dramatic!!」
作詞：兒玉沙織，作曲：光増ハジメ，編曲：EFFY，歌：SCREEN10
組合成員
1. ↑  白鳥藍良（天崎滉平）、櫻河琥珀（海渡翼）、葵日向（齊藤壯馬）、遊木真（森久保祥太郎）、衣更真緒（梶裕貴）、禮瀨真宵（重松千晴）、朔間凜月（山下大輝）、瀨名泉（伊藤マサミ）、朔間零（增田俊樹）、亂凪砂（諏訪部順一）

### 小説
作者是日日日，是以作為遊戲主人公的轉校生為視角描繪的故事。截至2017年2月，已經發行了4卷。

### 漫画
值得注意的是，遊戲的主人公轉校生在以下漫畫作品中均未登場。
偶像夢幻祭！（Ensemble Stars!）
2015年10月到2017年2月，在月刊『ARIA』（講談社）中連載。 全部16話。  作畫是紗与イチ。
偶像夢幻祭！Spin off（Ensemble Stars! Spin off）
於2015年9月8日起在網絡漫畫『pixiv comic』中連載。 每週三更新。  作畫是紗与イチ。 這是一個以短篇故事格式，描繪偶像們社團、班級和組合活動的作品。
偶像Bkub祭！（Ensembukub Stars!）
從2017年7月28日起在『Galsta online』中連載。 作畫是大川bkub。 以四格漫畫形式繪製遊戲中“事件故事（Event Story）”的內容。

### 舞台
『あんさんぶるスターズ! オン・ステージ』（ensemble stars on stage）為題、2016年6月18日 - 26日於AiiA 2.5 Theater Tokyo上演。脚本為赤澤ムック，演出由宇治川まさなり所負責製作。

### 書籍
小說
あんさんぶるスターズ！ 青春の狂想曲（2015年11月14日發售）ISBN 978-4-04-730753-7
あんさんぶるスターズ！ 革命児の凱歌（2015年11月14日發售）ISBN 978-4-04-730754-4
あんさんぶるスターズ！ 皇帝の帰還 （2016年7月15日發售）ISBN 978-4-04-734103-6
あんさんぶるスターズ！ 歌声よ天まで届け（2016年9月15日發售）ISBN 978-4-04-734239-2
官方MOOK
あんさんぶるスターズ！ 公式DEBUT BOOK（2015年8月29日發售）ISBN 978-4-047330443
あんさんぶるスターズ！ 公式ビジュアルファンブック（2016年6月30日發售）ISBN 978-4-047331501
あんさんぶるスターズ！ magazineシリーズ
- vol.1 Trickstar（2016年8月29日發售）ISBN 978-4-048921657
- vol.2 Knights（2016年9月29日發售）ISBN 978-4-048924597
- vol.3 2wink（2016年10月31日發售）ISBN 978-4-048924603
- vol.4 Ra*bits（2016年11月29日發售）ISBN 978-4-048924610
- vol.5 流星隊（2016年12月31日發售）ISBN 978-4-048924627
- vol.6 紅月（2017年1月30日發售）ISBN 978-4-048924634
- vol.7 UNDEAD（2017年2月27日發售）ISBN 978-4-048924641
- vol.8 Valkyrie（2017年3月29日發售）ISBN 978-4-048924658
- vol.9 switch（2017年4月27日發售）ISBN 978-4-048924665
- vol.10 fine（2017年5月31日發售）ISBN 978-4-048925303
- vol.10 アニメイト限定セット（2017年5月31日發售）

あんさんぶるスターズ！オフィシャルワークス（2017年5月31日發售）ISBN 978-4-047332553
漫畫
あんさんぶるスターズ！ 第1巻（2016年4月7日發售）ISBN 978-4-06-380831-5
あんさんぶるスターズ！ 第1巻 ドラマCD付き特装版（2016年4月7日發售）ISBN 978-4-06-358816-3
あんさんぶるスターズ！ 第2巻（2016年8月12日發售）ISBN 978-4-06-380866-7
あんさんぶるスターズ！ 第2巻 缶バッジ付き特装版（2016年8月12日發售）ISBN 978-4-06-362336-9
あんさんぶるスターズ！ 第3巻（2016年11月11日發售）ISBN 978-4-06-380889-6
あんさんぶるスターズ！ 第3巻 缶バッジ付き特装版（2016年11月11日發售）ISBN 978-4-06-362344-4

### 廣播
- ラジオ「あんさんぶるスターズ!」〜夜闇の魔物に怯える子猫〜（音泉：2015年4月13日 - 12月14日）
- 月刊 あんさんぶるスタジオ！（niconico直播:2016年6月27日 - ）※主要主持人為淺沼晉太郎-----小野友樹&神尾晉一郎

### CD

#### 角色歌
| 發售日                                                     | 標題                                             | 規格產品編號                                   | 最高位                                         |
| あんさんぶるスターズ! ユニットソングCDシリーズ             | あんさんぶるスターズ! ユニットソングCDシリーズ   | あんさんぶるスターズ! ユニットソングCDシリーズ | あんさんぶるスターズ! ユニットソングCDシリーズ |
| ---------------------------------------------------------- | ------------------------------------------------ | ---------------------------------------------- | ---------------------------------------------- |
| 2015年10月28日                                             | ユニットソングCD Vol.1「UNDEAD」                 | FFCG-0017                                      | 8位                                            |
| 2015年10月28日                                             | ユニットソングCD Vol.2「Knights」                | FFCG-0018                                      | 7位                                            |
| 2015年11月25日                                             | ユニットソングCD Vol.3「fine」                   | FFCG-0019                                      | 9位                                            |
| 2015年11月25日                                             | ユニットソングCD Vol.4「紅月」                   | FFCG-0020                                      | 8位                                            |
| 2015年12月23日                                             | ユニットソングCD Vol.5「流星隊」                 | FFCG-0021                                      | 5位                                            |
| 2015年12月23日                                             | ユニットソングCD Vol.6「2wink」                  | FFCG-0022                                      | 7位                                            |
| 2016年1月27日                                              | ユニットソングCD Vol.7「Ra*bits」                | FFCG-0023                                      | 6位                                            |
| 2016年1月27日                                              | ユニットソングCD Vol.8「Trickstar」              | FFCG-0024                                      | 4位                                            |
| あんさんぶるスターズ! ユニットソングCD 2ndシーズンシリーズ |                                                  |                                                |                                                |
| 2016年9月28日                                              | ユニットソングCD 2ndシーズン vol.1「UNDEAD」     | FFCG-0033                                      | 5位                                            |
| 2016年9月28日                                              | ユニットソングCD 2ndシーズン vol.2「2wink」      | FFCG-0034                                      | 6位                                            |
| 2016年10月26日                                             | ユニットソングCD 2ndシーズン vol.3「Knights」    | FFCG-0035                                      | 6位                                            |
| 2016年10月26日                                             | ユニットソングCD 2ndシーズン Vol.4「紅月」       | FFCG-0036                                      | 10位                                           |
| 2016年11月23日                                             | ユニットソングCD 2ndシーズン Vol.5「流星隊」     | FFCG-0037                                      | 5位                                            |
| 2016年11月23日                                             | ユニットソングCD 2ndシーズン vol.6「Ra*bits」    | FFCG-0038                                      | 9位                                            |
| 2016年12月21日                                             | ユニットソングCD 2ndシーズン vol.7「Valkyrie」   | FFCG-0039                                      | 6位                                            |
| 2016年12月21日                                             | ユニットソングCD 2ndシーズン vol.8「Switch」     | FFCG-0040                                      | 11位                                           |
| 2017年1月25日                                              | ユニットソングCD 2ndシーズン vol.9「fine」       | FFCG-0041                                      | 7位                                            |
| 2017年1月25日                                              | ユニットソングCD 2ndシーズン vol.10「Trickstar」 | FFCG-0042                                      | 6位                                            |
| あんさんぶるスターズ! ユニットソングCD 3rdシーズンシリーズ |                                                  |                                                |                                                |
| 2017年8月9日                                               | ユニットソングCD 3rdシーズン vol.1「流星隊」     | FFCG-0053                                      | 7位                                            |
| 2017年8月9日                                               | ユニットソングCD 3rdシーズン vol.2「Knights」    | FFCG-0054                                      | 2位                                            |
| 2017年9月6日                                               | ユニットソングCD 3rdシーズン vol.3「fine」       | FFCG-0055                                      | 17位                                           |
| 2017年9月6日                                               | ユニットソングCD 3rdシーズン Vol.4「Valkyrie」   | FFCG-0056                                      | 12位                                           |
| 2017年10月4日                                              | ユニットソングCD 3rdシーズン Vol.5「2wink」      | FFCG-0057                                      | 4位                                            |
| 2017年10月4日                                              | ユニットソングCD 3rdシーズン vol.6「UNDEAD」     | FFCG-0058                                      | 6位                                            |
| 2017年11月8日                                              | ユニットソングCD 3rdシーズン vol.7「Ra*bits」    | FFCG-0059                                      | 13位                                           |
| 2017年11月8日                                              | ユニットソングCD 3rdシーズン vol.8「紅月」       | FFCG-0060                                      | 10位                                           |
| 2017年12月6日                                              | ユニットソングCD 3rdシーズン vol.9「Switch」     | FFCG-0061                                      | 7位                                            |
| 2017年12月6日                                              | ユニットソングCD 3rdシーズン vol.10「Trickstar」 | FFCG-0062                                      | 6位                                            |
| 2018年1月10日                                              | ユニットソングCD 3rdシーズン vol.11「MaM」       | FFCG-0063                                      | 9位                                            |
| あんさんぶるスターズ! アルバムシリーズ                     |                                                  |                                                |                                                |
| 2018年3月7日                                               | 01「流星隊」                                     | FFCG-0075、FFCG-0076                           | 2位                                            |
| 2018年4月25日                                              | 02「Ra*bits」                                    | FFCG-0077、FFCG-0078                           | 6位                                            |
| 2018年5月30日                                              | 03「Knights」                                    | FFCG-0079、FFCG-0080                           | 4位                                            |
| 2018年6月27日                                              | 04「紅月」                                       | FFCG-0081、FFCG-0082                           | 9位                                            |
| 2018年8月29日                                              | 05「UNDEAD」                                     | FFCG-0083、FFCG-0084                           | 3位                                            |
| 2018年10月24日                                             | 06「Switch」                                     | FFCG-0085、FFCG-0086                           | 4位                                            |
| 2018年10月24日                                             | 07「MaM」                                        | FFCG-0087、FFCG-0088                           | 9位                                            |
| 2018年11月28日                                             | 08「Valkyrie」                                   | FFCG-0089、FFCG-0090                           | 5位                                            |
| 2019年1月30日                                              | 09「fine」                                       | FFCG-0091、FFCG-0092                           | 5位                                            |
| 2019年2月27日                                              | 10「2wink」                                      | FFCG-0093、FFCG-0094                           | 12位                                           |
| 2019年4月24日                                              | 11「Trickstar」                                  | FFCG-0095、FFCG-0096                           | 5位                                            |
| 2019年4月24日                                              | 12「Eden」                                       | FFCG-0097、FFCG-0098                           | 7位                                            |
| 其他                                                       |                                                  |                                                |                                                |
| 2017年7月26日                                              | 佐賀美陣&椚章臣 アイドルソングCD                 | FFCG-0052                                      | 16位                                           |
| 2018年2月21日                                              | ユニットソングCD「Eden」                         | FFCG-0071                                      | 8位                                            |

#### DJCD
- ラジオ「あんさんぶるスターズ! ～夜闇の魔物に怯える子猫～」DJCDコレクション
  - DJCDコレクション Trial Version（2015年12月29日先行發售[78]/2016年2月24日一般發售）
  - DJCDコレクション Vol.1（2016年3月23日發售）
  - DJCDコレクション Vol.2（2016年4月27日發售）
  - DJCDコレクション Vol.3（2016年5月25日發售）

### 關連活動及合作
- 「あんさんぶるスターズ！」×「アニメイトカフェ」
- あんさんぶるスターズ！×HACOSTA
- あんさんぶるスターズ！×カラオケの鉄人
- あんさんぶるスターズ！×BAYHOTEL

## 資料來源
1. ↑  在2024年4月30日Happy Elements K.K.以防止劇本作家遭受謾罵為由將遊戲內所有故事的劇本作家隱藏
2. ↑  .   [2016-05-30]. （原始内容存档于2020-05-02）.
3. ↑  預設稱呼，玩家可在遊戲中變更名字。
4. ↑  香港配音版譯為「得力助手」
5. ↑  香港配音版譯為「姬公主」
6. ↑  三奇人的前身
7. ↑  意為法文中的小姐
8. ↑  指泉和成鳴
9. ↑  因涉嫌詐欺案件而遭逮捕，經Happy Elements K.K.進行事實查證後決定更換其擔當聲優。
10. ↑  . 2023-11-15  [2023-11-15]. （原始内容存档于2023-11-15）.
11. ↑  . 2023-12-14  [2023-12-14].
12. ↑  現在的「團體」定義與當初英智實施夢幻祭制度的一年前有些許不同，當時更強調的是如公會或互助組織的形式。此外，「Chess」前後也曾換過許多名字，如「Othello」、「Backgammon」等。團體名稱的更改權限似乎只限於隊長而已。
13. ↑  原先官方未親口證實，但於2025年1月22日發售的追憶セレクションBlue-rayBox中的原創DramaCD中作為特別角色出演，確定為其姐妹作「あんさんぶるガールズ!」中的角色・月永琉可（月永ルカ）。
14. ↑  繁體中文版中則會在句尾加上「─」；簡體中文版則會在句尾加上「羅馬拼音」
15. ↑  分別為「門衛」、「神父」、「使徒」
16. ↑  .   [2022-02-04]. （原始内容存档于2022-02-18）.
17. ↑  實際上指的是假冒的阿寒在女校擔任教師一事
18. ↑  實為涉所假扮
19. ↑  成員包括：月永雷歐、天祥院英智、仁兔成鳴、鬼龍紅郎
20. ↑  成員包括：深海奏汰、神崎颯馬、天滿光
21. ↑  成員包括：佐賀美陣、守澤千秋、冰鷹北斗、姬宮桃李
22. ↑  成員包括：椚章臣、三毛縞斑、影片米伽、春川宙
23. ↑  成員包括：冰鷹誠矢、巴日和、連純
24. ↑  成員包括：日日樹涉、蓮巳敬人、瀨名泉、三毛縞斑
25. ↑  成員包括：羽風薰、守澤千秋、椎名丹希、逆先夏目、天滿光
26. ↑  成員包括：瀨名泉、遊木真、仁兔成鳴、神崎颯馬、HiMERU
27. ↑  成員包括：姬宮桃李、白鳥藍良、紫之創、春川宙
28. ↑  成員包括：高峯翠、衣更真緒、月永雷歐、蓮巳敬人、天祥院英智
29. ↑  成員包括：巴日和、風早巽、鳴上嵐、深海奏汰、冰鷹北斗
30. ↑  成員包括：朔間凜月、朔間零、禮瀨真宵、櫻河琥珀、亂凪砂
31. ↑  成員包括：日日樹涉、葵日向、仙石忍、天城一彩、影片米伽
32. ↑  成員包括：鬼龍紅郎、三毛縞斑、南雲鐵虎、乙狩阿多尼斯、漣純
33. ↑  成員包括：青葉紡、齋宮宗、大神晃牙、朱櫻司、葵裕太
34. ↑  成員包括：天城燐音、真白友也、明星昴流、伏見弓弦、七種茨
35. ↑  成員包括：逆先夏目、冰鷹北斗、紫之創、葵日向、朔間凜月
36. ↑  成員包括：伏見弓弦、椎名丹希、朔間零、三毛縞斑、青葉紡
37. ↑  成員包括：日日樹涉、亂凪砂
38. ↑  成員包括：天祥院英智、青葉紡、亂凪砂、巴日和
39. ↑  成員包括：朔間零、逆先夏目、深海奏汰、齋宮宗、日日樹涉
40. ↑  成員包括：冰鷹北斗、朱櫻司、天城燐音、朔間零、齋宮宗
41. ↑  成員包括：朔間零、大神晃牙、衣更真緒、葵日向、葵裕太
42. ↑  成員包括：乙狩阿多尼斯、七種茨、天滿光、瀨名泉、姬宮桃李
43. ↑  成員包括：中王子英輝（演：天祥院英智）、黑瀨幹（演：椎名丹希）、遊馬マヒロ（演：三毛縞斑）、貓村小夏（演：逆先夏目）
44. ↑  成員包括：白鳥藍良、櫻河琥珀、葵日向、遊木真、衣更真緒、禮瀨真宵、朔間凜月、瀨名泉、朔間零、亂凪砂
45. ↑  . Yahoo!ニュース.   [2015-02-04].[永久]
46. ↑  . アニメイトTV. 2016-03-26  [2016-03-27]. （原始内容存档于2020-05-02）.
47. ↑  . アニメ！アニメ！. 2015-12-05  [2016-02-05]. （原始内容存档于2020-05-02）.
48. ↑  フロンティアワークスブースでは「田中くんはいつもけだるげ」が大人気【AJ2016】 （页面存档备份，存于） - アニメ!アニメ!、2016年4月5日
49. ↑  . animatetimes.   [2019-01-16]. （原始内容存档于2020-05-02）.
50. ↑  J2標題，以播放時所顯示的字幕為準。
51. ↑  J2台播出時，刪剪日本原版鬼龍紅郎與大神晃牙武術肉搏的情節（總共9秒，另改為放大圖片以刪去鬼龍紅郎的腳踢姿勢）
52. ↑  J2台播出時，刪剪日本原版朔間零伸手揭開棺材、大神晃牙被包裹、遊木真被大神晃牙從天台扔下的情節及縮短葵日向向朔間零報告的情節（總共27秒，另改為放大圖片以刪去大神晃牙被包裹的近鏡）
53. ↑  J2台播出時，刪剪日本原版日日樹涉從飛行船一躍而下到舞台的情節（總共4秒），以及用替代定格畫面遮蓋首集武術肉搏的回憶畫面
54. ↑  J2台播出時，刪剪日本原版日日樹涉從飛行船一躍而下到地面的情節（總共4秒）
55. ↑  J2台播出時，刪剪日本原版明星昴流一拳打向冰鷹北斗的情節（總共12秒）
56. ↑  J2台播出時，刪剪日本原版逆先夏目一拳打向青葉紡的情節（總共10秒）
57. ↑  J2台播出時，刪剪日本原版朔間零伸手揭開棺材的情節（總共6秒）
58. ↑  . 2022-09-10  [2022-09-10]. （原始内容存档于2023-03-23）.
59. ↑  . 2023-02-10  [2023-02-10]. （原始内容存档于2023-05-01）.
60. ↑  . 2023-03-06  [2023-03-06]. （原始内容存档于2023-04-11）.
61. ↑  . 2023-04-25  [2023-04-25]. （原始内容存档于2023-11-09）.
62. ↑  . 2023-08-13  [2023-08-13]. （原始内容存档于2023-11-09）.
63. ↑  . 2023-09-25  [2023-09-25]. （原始内容存档于2023-11-09）.
64. ↑  . 2023-11-03  [2023-11-03]. （原始内容存档于2023-11-09）.
65. ↑  . 2023-09-25  [2023-09-25]. （原始内容存档于2023-11-10）.
66. ↑  . 2024-01-01  [2024-01-01]. （原始内容存档于2024-04-21）.
67. ↑  . 2024-02-26  [2024-02-26]. （原始内容存档于2024-03-24）.
68. ↑  . 2024-03-03  [2024-03-03].
69. 1 2  僅作為劇情需要之短暫插曲登場，並未紀錄在動畫片尾製作人員名單中。
70. ↑  演唱者為劇中無姓名之『流星隊』成員，動畫片尾製作人員名單中僅標示本集登場之『流星隊』成員為『流星隊A（CV：澀谷慧）』、『流星隊B（CV：柴田 あいばん）』、『流星隊C（CV：篠原彰宏）』
71. ↑  無人聲純音樂
72. ↑  純清唱，僅作為劇情需要之短暫插曲登場，並未紀錄在動畫片尾製作人員名單中。
73. ↑  同韓文與英文標題
74. ↑  .   [2021-11-21]. （原始内容存档于2021-11-21）.
75. ↑  . ステージナタリー. 2016-04-06  [2016-04-06]. （原始内容存档于2020-05-02）.
76. ↑  . ORICON NEWS.   [2017-08-21]. （原始内容存档于2020-05-02）.
77. ↑  . ORICON NEWS.   [2017-08-21]. （原始内容存档于2020-05-02）.
78. ↑  . アニメイトタイムズ.   [2016-06-07]. （原始内容存档于2020-05-02）.

## 外部連結
- （日語）偶像夢幻祭 官方網站 （页面存档备份，存于）
- （日語）偶像夢幻祭 官方推特 （页面存档备份，存于）
- （繁體中文）偶像夢幻祭 官方網站 （页面存档备份，存于）
- （繁體中文）偶像夢幻祭 官方臉書
- （日語）偶像夢幻祭動畫官網（页面存档备份，存于）